# Schwarzfigurige Vasenmalerei

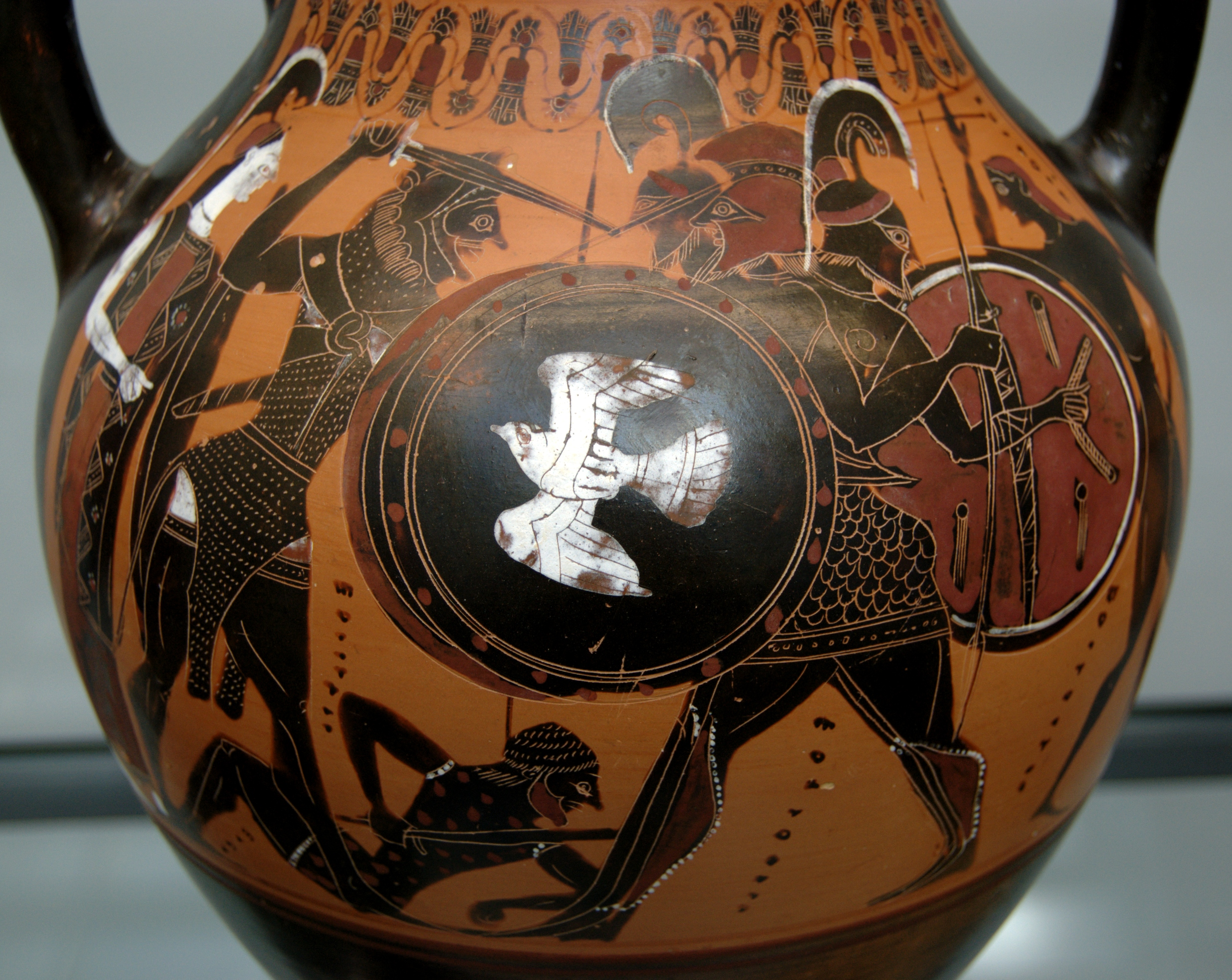
Herakles und Geryon auf einer attisch-schwarzfigurigen Amphora mit großzügigem Deckfarbenauftrag; um 540 v. Chr.; heute in den Staatlichen Antikensammlungen, München

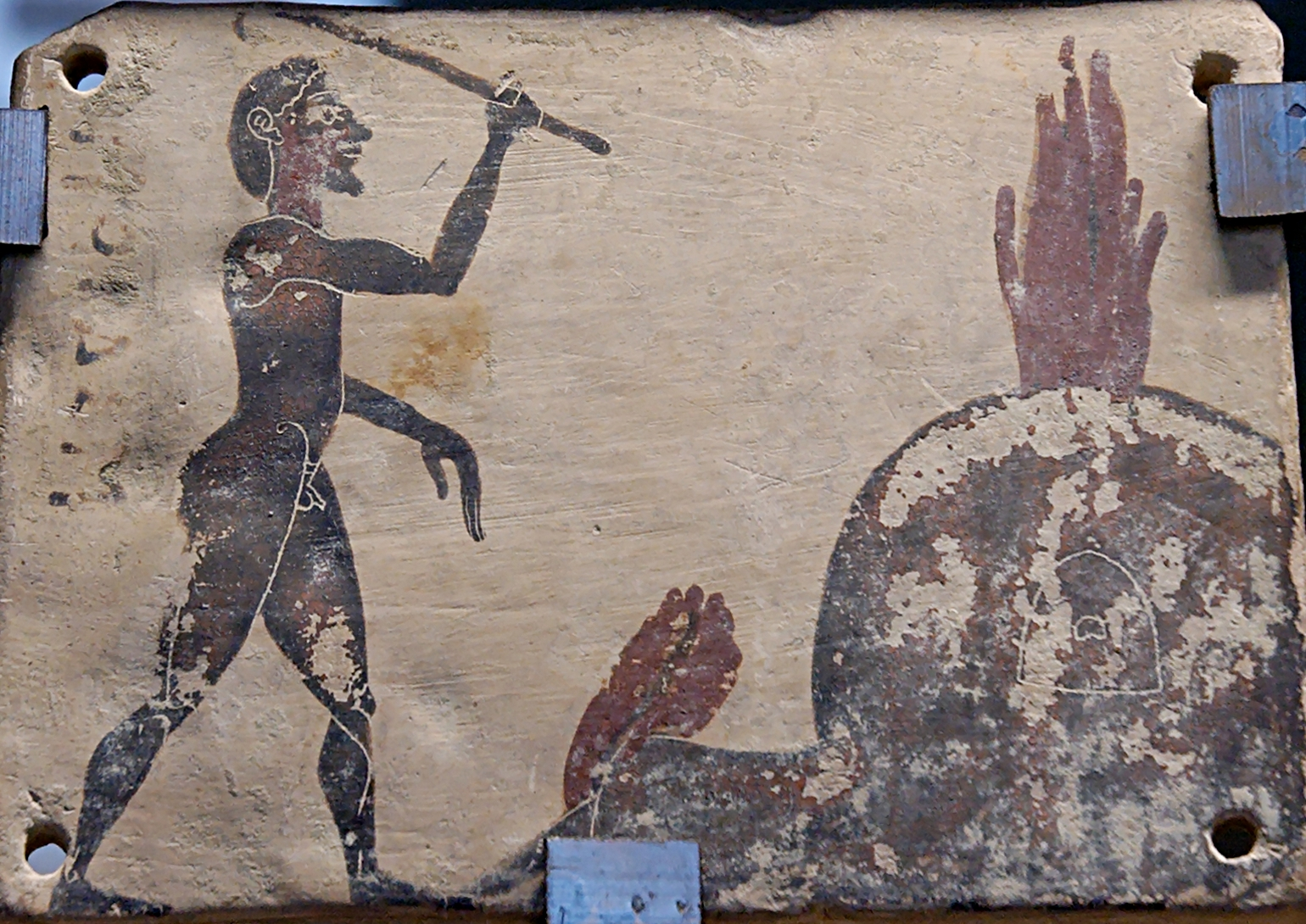
Eine Töpferwerkstatt auf einem korinthischen Pinax; um 575/550 v. Chr.; gefunden in Penteskouphia; heute im Louvre, Paris

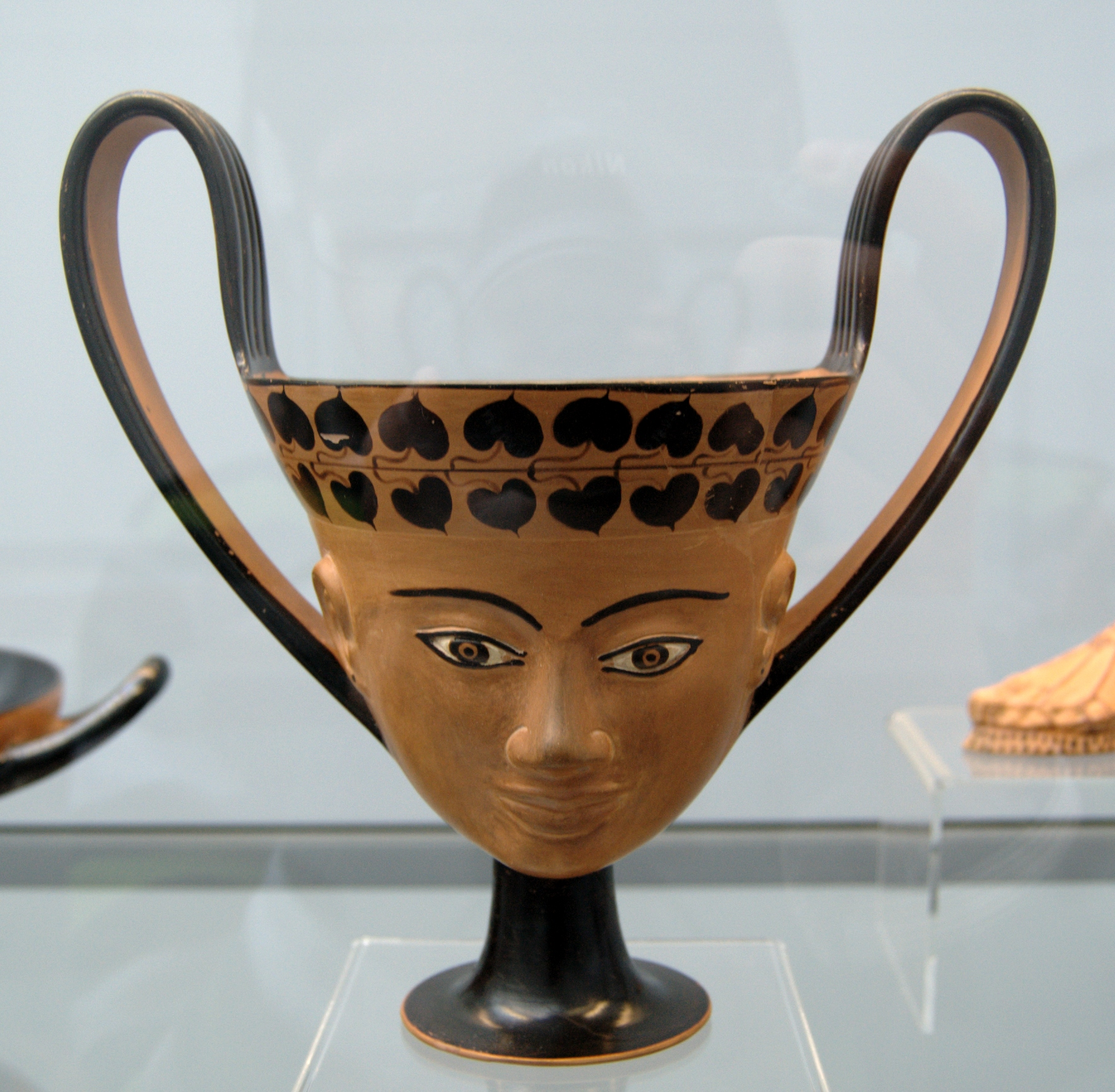
Ostionischer, doppelgesichtiger Kantharos; um 540 v. Chr.; heute in den Staatlichen Antikensammlungen München

Die Schwarzfigurige Vasenmalerei (auch Schwarzfiguriger Stil oder Schwarzfigurige Keramik) zählt zu den Haupttechniken und -stilen der antiken griechischen Vasenmalerei. Besonders verbreitet war sie zwischen dem siebenten und fünften Jahrhundert v. Chr., wobei letzte Ausläufer bis in das zweite Jahrhundert v. Chr. datieren. Sie unterscheidet sich stilistisch von der ihr vorausgehenden orientalisierenden Periode und dem nachfolgenden rotfigurigen Stil.
Die Figuren und Ornamente wurden gestalterisch und farblich in an Silhouetten erinnernder Form auf die Vasenkörper gemalt. Die feinen Umrisse wurden vor dem Brand in diese Malereien eingeritzt. Einzelheiten konnten mit Deckfarben, meist Weiß und Rot, unterstützt und hervorgehoben werden. Hauptzentren des Stils waren zunächst das Handelszentrum Korinth und später Athen. Weitere bedeutende Produktionsstätten sind aus Lakonien, Böotien, Ostgriechenland und Italien bekannt. Vor allem in Italien bildeten sich Spezialstile heraus, die zumindest teilweise für den etruskischen Markt bestimmt waren. Die Etrusker fanden großen Gefallen an den griechischen schwarzfigurigen Vasen, wie an den zahlreichen Importen zu sehen ist. Griechische Künstler schufen Spezialanfertigungen für den etruskischen Markt, die sich in Form und Dekor von den üblichen Produkten unterscheiden. Auch entwickelten die Etrusker eine eigene schwarzfigurig arbeitende Keramikindustrie, die sich an den griechischen Werken orientierte.
Die Schwarzfigurige Vasenmalerei war der erste Kunststil, der im größeren Umfang Künstlerpersönlichkeiten hervorbrachte. Manche sind unter ihrem echten Namen bekannt, andere werden in der Forschung unter Behelfsnamen (Notnamen) geführt. Vor allem Attika beheimatete zahlreiche namhafte Künstler. Einige Töpfer führten diverse Neuerungen ein, die nicht selten die Arbeiten der Maler beeinflussten oder von diesen selbst beeinflusst worden waren. Wie die rotfigurigen Vasen sind auch diejenigen des schwarzfigurigen Stils eine der bedeutendsten Quellen für die Mythologie und Ikonografie sowie teilweise für die Erforschung des Alltagslebens der griechischen Antike. Spätestens seit dem 19. Jahrhundert werden die Vasen intensiv erforscht.

## Herstellungstechnik

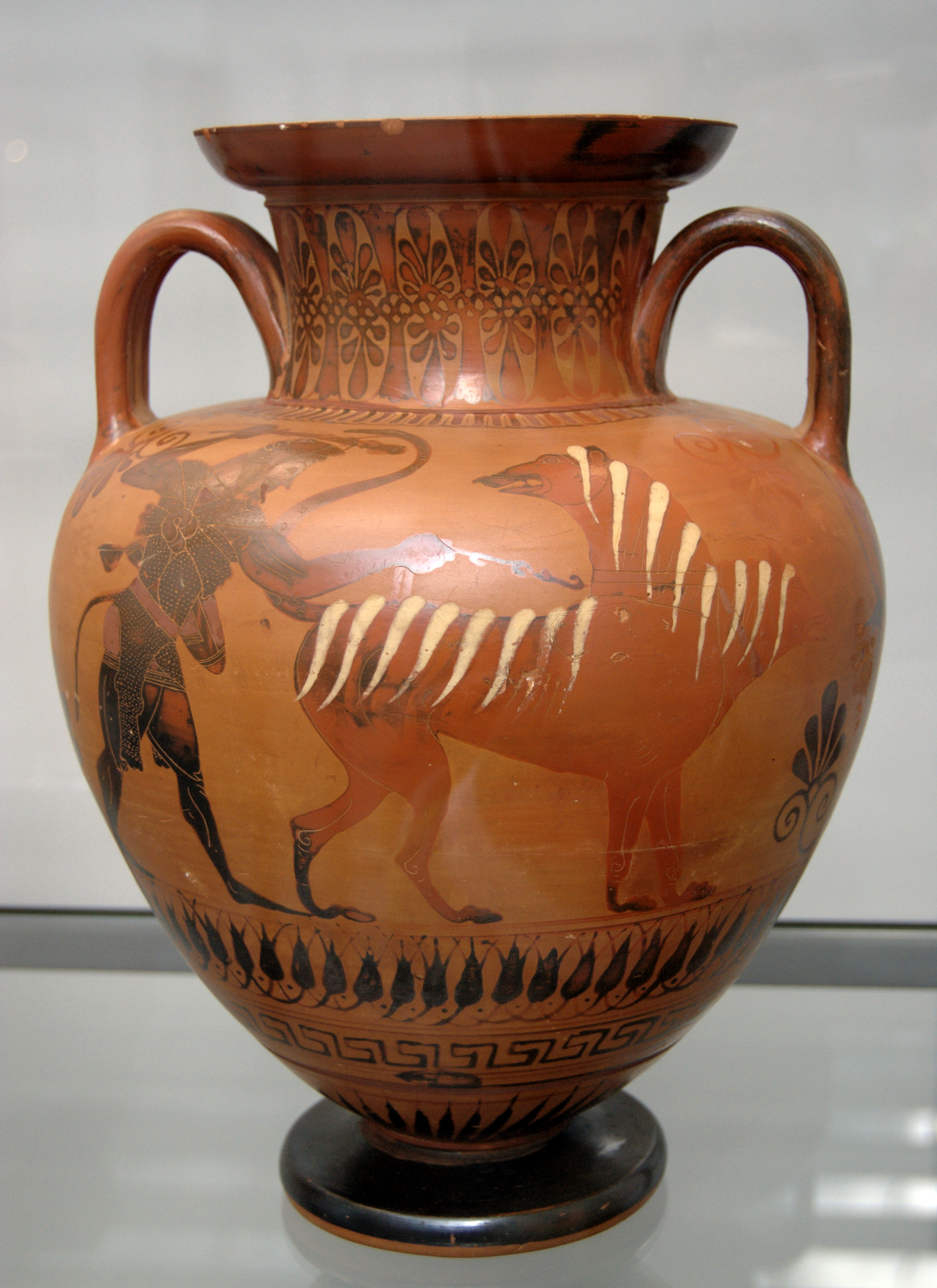
Herakles treibt Kerberos vor sich her. Die Bestie wendet bedrohlich einen ihrer zwei Köpfe und schwingt den Schlangenschwanz gegen ihn. Fehlbrand einer attischen Halsamphora des Bucci-Malers. Um 540 v. Chr., gefunden in Vulci, Staatlichen Antikensammlungen, München

Grundlage der Vasenmalerei ist der Bildträger, also die Vase, auf die das Bild aufgebracht wurde. Beliebte Formen wechselten wie Modeerscheinungen. Während manche phasenweise wiederkehrten, wurden andere im Laufe der Zeit durch neue ersetzt. Allen gemeinsam war die Art der Herstellung. Nachdem die Vase getöpfert worden war, wurde sie zunächst getrocknet. Werkstattleiter waren die Töpfer, die als Besitzer der Geschäfte eine gehobene Stellung in der Gesellschaft innehatten.
Unklar ist, inwieweit Töpfer und Maler identisch waren. Wahrscheinlich erbrachten im Produktionszeitraum vielfach die Töpfermeister selbst die Hauptleistung als Maler, wobei weitere Vasenmaler beschäftigt wurden. Die Verbindung zwischen Töpfer und Maler zu rekonstruieren, ist jedoch schwierig. In vielen Fällen, etwa bei Tleson und dem Tleson-Maler, Amasis und dem Amasis-Maler oder auch Nikosthenes und dem Maler N, sind eindeutige Zuschreibungen nicht möglich, obwohl oft ein nennenswerter Teil der Forschung die Identität von Maler und Töpfer annimmt. Sicher kann man solche Zuschreibungen jedoch nur dann treffen, wenn sowohl Töpfer als auch Vasenmaler ein Gefäß signiert haben.
Die Maler, die entweder Sklaven oder als Töpfermaler bezahlte Handwerker sein konnten, arbeiteten an den noch ungebrannten, lederharten Vasen. Bei der schwarzfigurigen Technik trugen die Maler die Motive mit Tonschlicker (Glanzton, in älterer Literatur auch als Firnis bezeichnet), der durch den Brand schwarz wurde, auf den Bildträger auf. Es handelte sich hierbei nicht um eine „Farbe“ im herkömmlichen Sinn, da der Malschlicker aus dem gleichen Material wie der Ton des Gefäßes bestand und sich lediglich in der Partikelgröße unterschied. Zunächst wurden alle Motive flächig mit einem pinselähnlichen Instrument aufgetragen. Die Binnengliederung und die Darstellung der Feinheiten wurden durch Ritzung aus dem Schlicker herausgearbeitet, so dass der Tongrund durch die Ritzungen zu sehen war. Für weitere Detailzeichnungen verwendeten die Künstler oftmals zwei weitere Erdfarben – Rot und Weiß für Ornamente, Gewänder oder Gewandteile, Haare, Tiermähnen, Details von Waffen und anderes Gerät. Auch für die Darstellung von Frauenhaut setzten sie häufig Weiß ein. Der Erfolg der Arbeit konnte erst nach einem komplizierten Dreiphasenbrand beurteilt werden. Erst hierdurch entstanden die Rotfärbung des Gefäßtons und das Schwarz des aufgetragenen Tonschlickers.
Auch wenn die Ritzungen eines der Hauptmerkmale des Stils sind, verzichteten einige Werke hierauf. Deren Form erinnert technisch an den orientalisierenden Stil, doch entspricht das Bilderrepertoire nicht mehr den orientalisierenden Gewohnheiten.

## Entwicklung
Die Entwicklung der schwarzfigurigen Vasenmalerei kann nur anhand der einzelnen regionalen Stile und Schulen beschrieben werden. Von Korinth ausgehend, unterschied sich grundsätzlich die Produktion der einzelnen Regionen trotz gegenseitiger Beeinflussung. Vor allem, wenngleich nicht ausschließlich, in Attika haben die besten und einflussreichsten Künstler ihrer Zeit die Vasenmalerei der griechischen Welt geprägt. Die Fortentwicklung der Gefäße als Bildträger und deren Qualität sind die Hauptaspekte dieses Abschnitts.

### Korinth

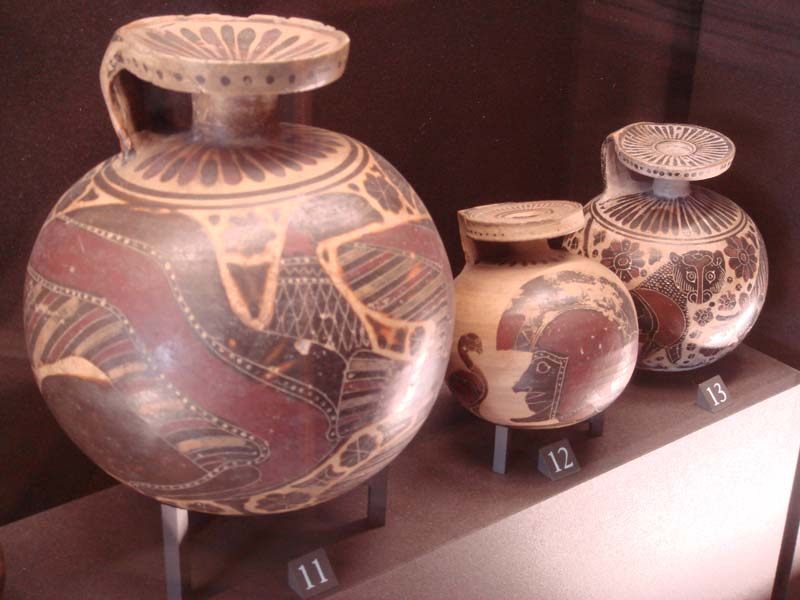
Drei korinthische Aryballoi im Louvre

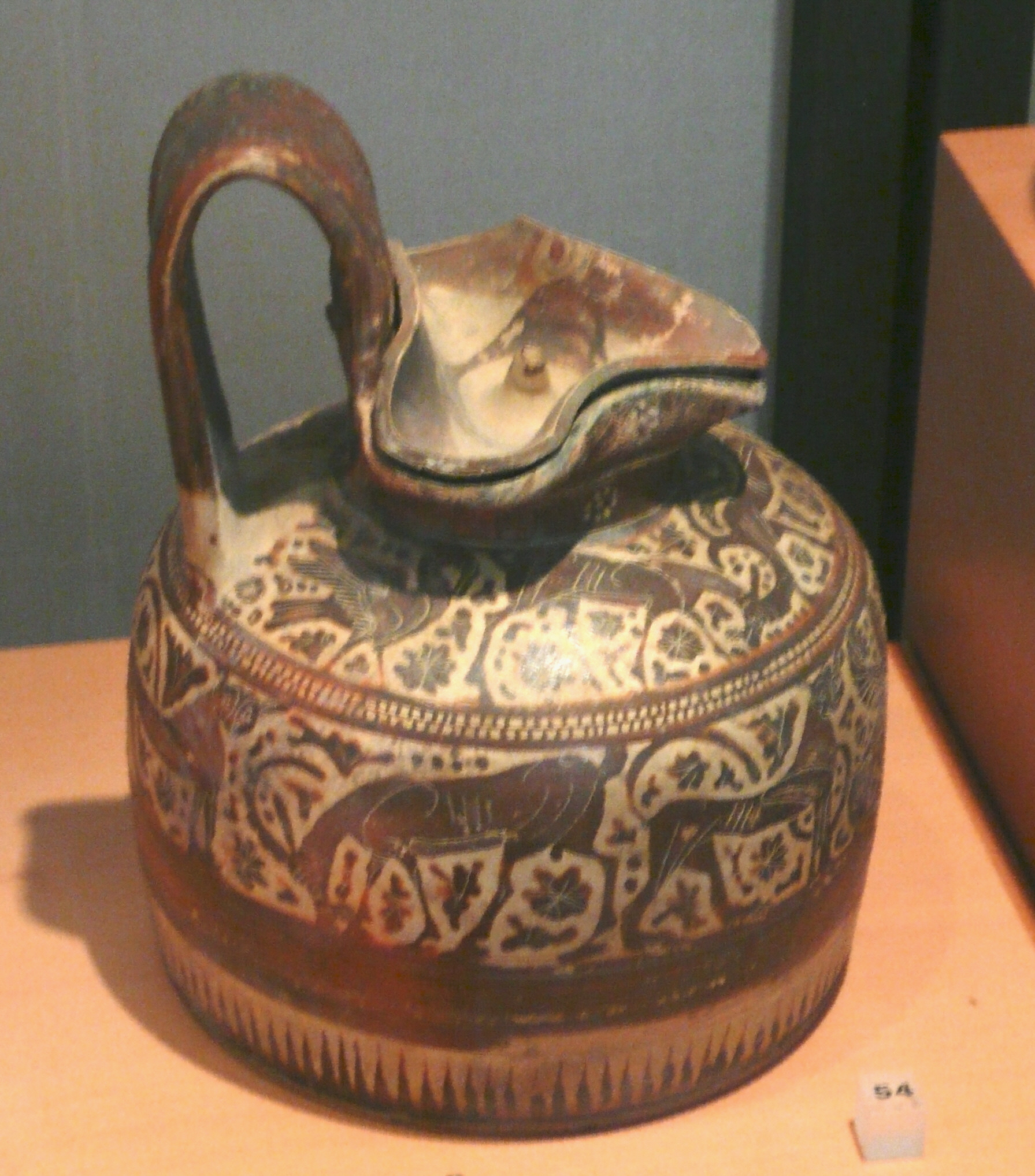
Oinochoe mit Tierfriesen; um 625/600 v. Chr.; heute im Musée d’Archéologie Méditerranéenne (Vieille Charité) in Marseille

Die schwarzfigurige Technik wurde um 700 v. Chr. in Korinth entwickelt und im frühen siebten Jahrhundert v. Chr. von protokorinthischen Vasenmalern erstmals verwendet. Diese gehörten noch der Phase des orientalisierenden Stils an. Die neue Technik orientierte sich an gravierten Metallarbeiten, waren doch figürlich bemalte Vasen wohl nur der Ersatz für das höherwertige Metallgeschirr. Noch vor Ende des Jahrhunderts entwickelte sich ein reiner schwarzfiguriger Stil. Der Großteil der orientalisierenden Elemente wurde aufgegeben, mit der Ausnahme von Klecksrosetten (hier wurden die Rosetten aus kleinen Einzelpunkten gebildet), auf Ornamente verzichtet.
Der in Korinth benutzte Ton ist weich und hat einen gelblichen, manchmal auch grünlichen Farbton. Fehlbrände waren an der Tagesordnung, wenn das komplizierte Brennverfahren nicht wie gewünscht funktionierte. Die Folge war oft eine ungewollte Verfärbung der ganzen Vase oder Teilen davon. Nach dem Brennen erschien der Glanzton auf den Vasen mattschwarz. Die Zusatzfarben Weiß und Rot wurden erstmals in Korinth eingesetzt und dann reichlich verwendet. Die bemalten Gefäße sind im Allgemeinen kleinformatig, selten höher als 30 cm. Am häufigsten wurden Salbölgefäße (Alabastren, Aryballoi), Pyxiden, Kratere, Oinochoen und Schalen bemalt. Auch plastisch geformte Gefäße wurden häufig verwendet. Anders als bei den attischen Vasen sind Inschriften selten, Malersignaturen noch seltener. Ein Großteil der in Korinth gefertigten, heute erhaltenen Gefäße wurde in Etrurien, Unteritalien und Sizilien gefunden; im siebten und der ersten Hälfte des sechsten Jahrhunderts v. Chr. beherrschte die korinthische Vasenmalerei den mediterranen Markt für Keramik. Eine stilistische Abfolge der korinthischen Vasenmalerei ist nicht leicht zu fassen. Besonders problematisch ist, dass sich anders als etwa in der attischen Malerei die Proportionen der Bildträger nur wenig weiterentwickelten. Auch die Datierung der korinthischen Vasen fällt häufig schwer, vielfach ist man auf sekundäre Daten wie die Gründung von griechischen Kolonien in Italien angewiesen. Auf der Grundlage solcher Angaben kann anhand stilistischer Vergleiche eine ungefähre Chronologie erstellt werden, die jedoch nur selten die annähernd gleiche Exaktheit wie die Datierung der attischen Vasen erreicht.
Dargestellt werden häufig mythologische Szenen, darunter besonders Herakles und Figuren des trojanischen Sagenkreises. Jedoch ist die Bildsprache korinthischer Vasen thematisch nicht so vielseitig wie die späteren Werke attischer Maler. Götter wurden vergleichsweise selten gezeichnet, Dionysos fehlt völlig. Der thebanische Sagenkreis war hingegen in Korinth beliebter als später in Athen. Zu Darstellungen aus dem Alltagsleben zählen vor allem Kampfdarstellungen, Reiter und die erstmals in frühkorinthischer Zeit vorkommenden Gelageszenen. Sportbilder sind sehr selten. Singulär sind die bis heute in ihrer Deutung umstrittenen Dickbauchtänzer. Dabei handelt es sich um zechende Gestalten, deren Bauch- und Gesäßpartien mit Kissen ausgestopft sind. Sie stehen möglicherweise im Zusammenhang mit Vorformen der griechischen Komödie.

#### Übergangsstil

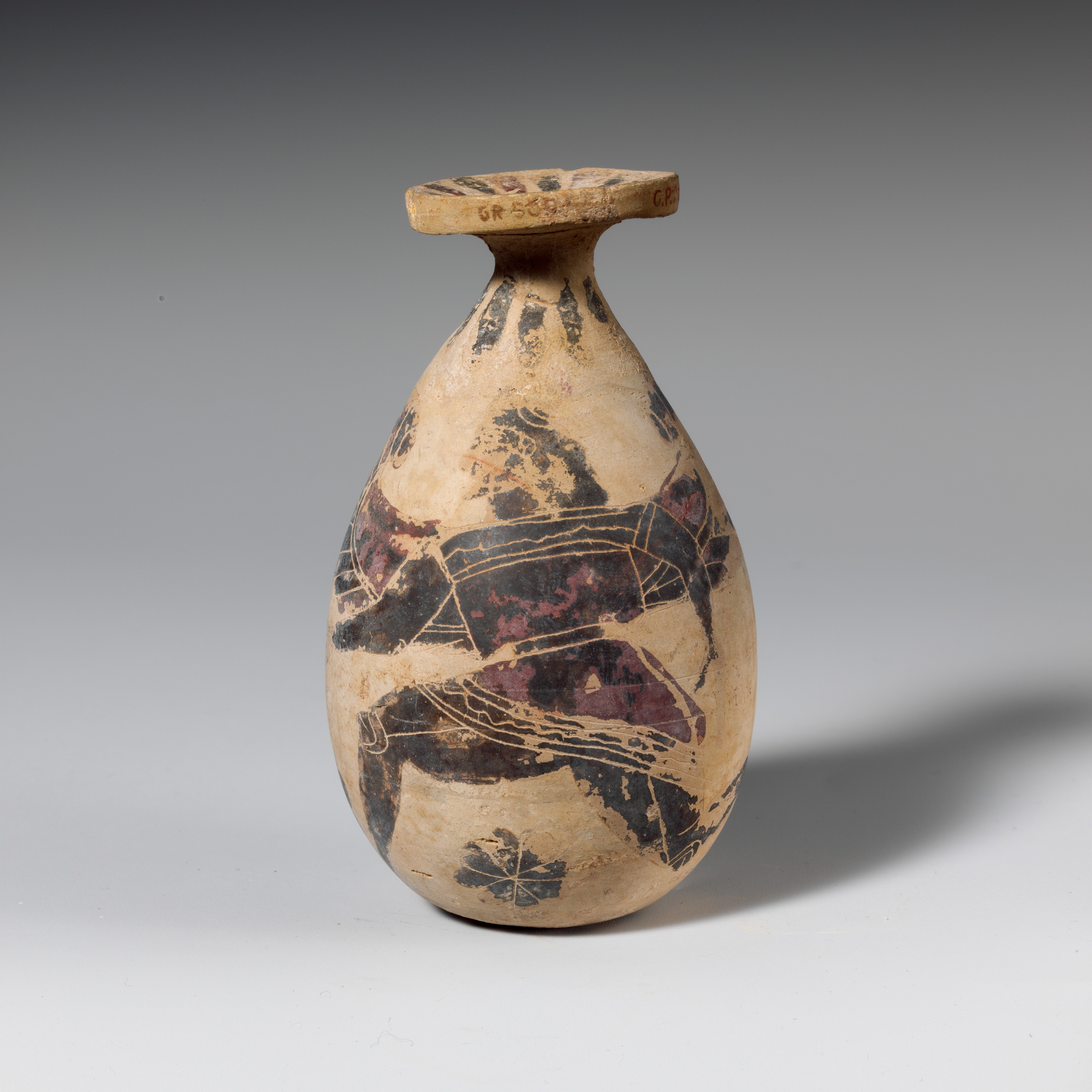
Geflügelter Mann auf einem Alabastron im Übergangsstil; 630–615 v. Chr.; Metropolitan Museum of Art

Der Übergangsstil (640–625 v. Chr.) führte vom orientalisierenden (protokorinthischen) zum schwarzfigurigen Stil. Der alte Tierfriesstil der protokorinthischen Zeit hatte sich erschöpft, ebenso das Interesse der Vasenmaler an Mythenbildern. In dieser Zeit herrschen Tiere und Mischwesen vor. Leitform der Zeit waren kugelige Aryballoi, die in großer Stückzahl produziert und mit Tierfriesen oder Szenen aus dem alltäglichen Leben verziert wurden. Die Qualität der Bilder ist im Vergleich zur orientalisierenden Periode nachlassend. Profilierteste Künstler der Zeit waren der Shambling Bull-Maler, dessen bekanntestes Werk ein Aryballos mit einer Jagdszene ist, der Maler von Palermo 489 und dessen Schüler, der Kolumbus-Maler. Die Handschrift des letzteren ist besonders gut an seinen Bildern mit kräftigen Löwen zu erkennen. Neben dem Aryballos sind die Kotyle und das Alabastron die wichtigsten Vasenformen. Kotylen wurden am Rand mit Ornamenten versehen, die restliche Verzierung bestand aus Tieren und Strahlen. Die beiden senkrechten Vasenflächen sind häufig mit Mythenbildern versehen. Die Alabastren waren im Allgemeinen mit einzelnen Figuren bemalt.

#### Frühkorinthisch und Mittelkorinthisch

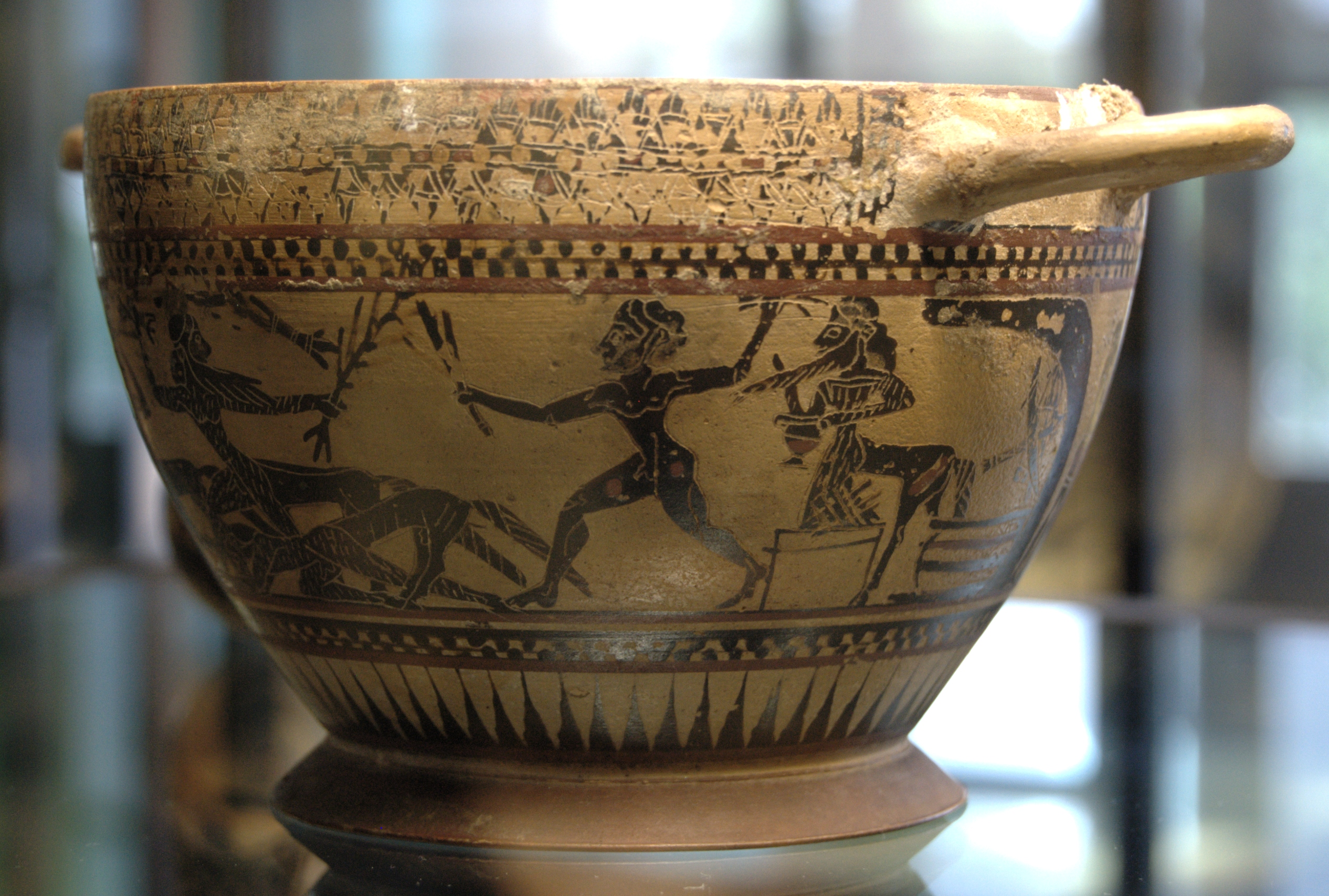
Herakles, Pholos und die Kentauren auf einem Skyphos des Pholoe-Malers, um 580 v. Chr.; gefunden in Korinth; heute im Louvre

Bedeutendster frühkorinthischer (625–600 v. Chr.) Maler war der Duell-Maler. Er stellte Kampfszenen auf Aryballoi dar. Seit der mittelkorinthischen Periode (600–575 v. Chr.) wurden Deckfarben immer häufiger benutzt, um Details besonders hervorzuheben. Figuren wurden zusätzlich mit einer Reihe weißer Punkte bemalt. Die Aryballoi wurden nun größer und erhielten eine flache Basis. Nennenswert ist der Pholoe-Maler, dessen bekanntestes Werk ein Skyphos mit einem Heraklesbild ist. Obgleich andere Maler diese Tradition schon aufgegeben hatten, malte der Dodwell-Maler weiterhin Tierfriese. Seine Schaffenszeit reichte noch bis in die spätkorinthische Zeit, und sein Einfluss auf die spätere korinthische Vasenmalerei ist nicht zu unterschätzen. Ebenfalls von größerer Bedeutung war der Hauptmeister der Gorgoneion-Gruppe und der um 580 v. Chr. tätige Kavalkade-Maler, der wegen seiner Vorliebe für Reiter auf Schaleninnenbildern benannt wurde. Als zwei seiner Meisterwerke gelten eine Schale, die den Selbstmord des Ajax zeigt, und ein Kolonettenkrater, auf dem ein Hochzeitspaar in einem Wagen zu sehen ist. Auf der Schale sind alle Figuren durch Beischriften gekennzeichnet. Der erste namentlich bekannte Künstler ist der polychrom arbeitende Vasenmaler Timonidas, der eine Flasche und ein Pinax signierte. Ein zweiter Künstlername, der des Milonidas, erscheint ebenfalls auf einem Pinax. Die korinthische Olpe wurde durch Oinochoen in attischer Form mit Kleeblattmündung ersetzt. In der mittelkorinthischen Zeit nahm die Darstellung von Menschen wieder zu. Als besonders gelungen gilt der Eurytios-Krater aus der Zeit um 600 v. Chr., der im Hauptfries ein Symposion mit Herakles, Eurytios und anderen mythischen Personen zeigt.

#### Spätkorinthisch

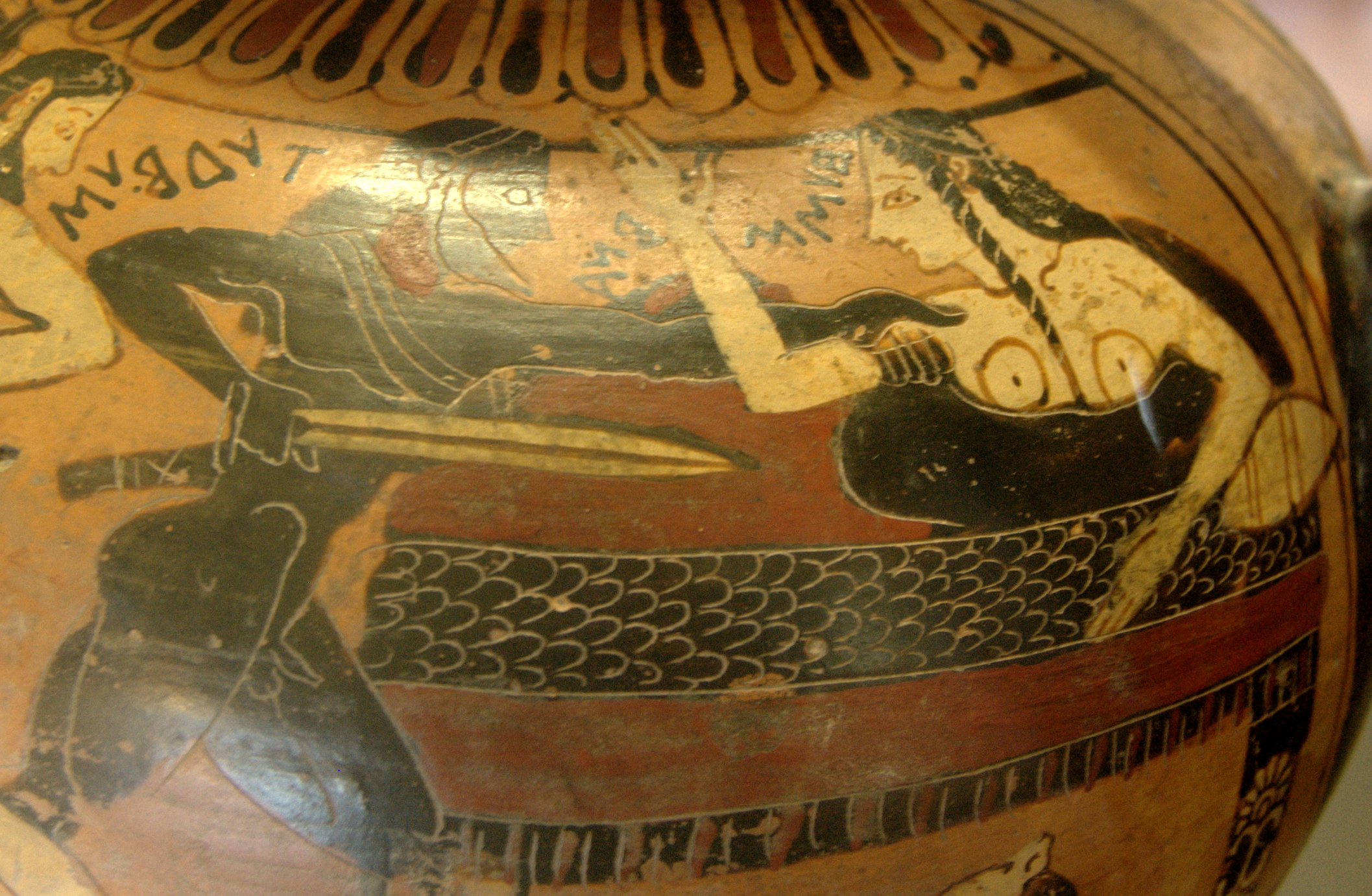
Tydeus und Ismene auf einer Amphora des Tydeus-Malers; um 560 v. Chr.; heute im Louvre

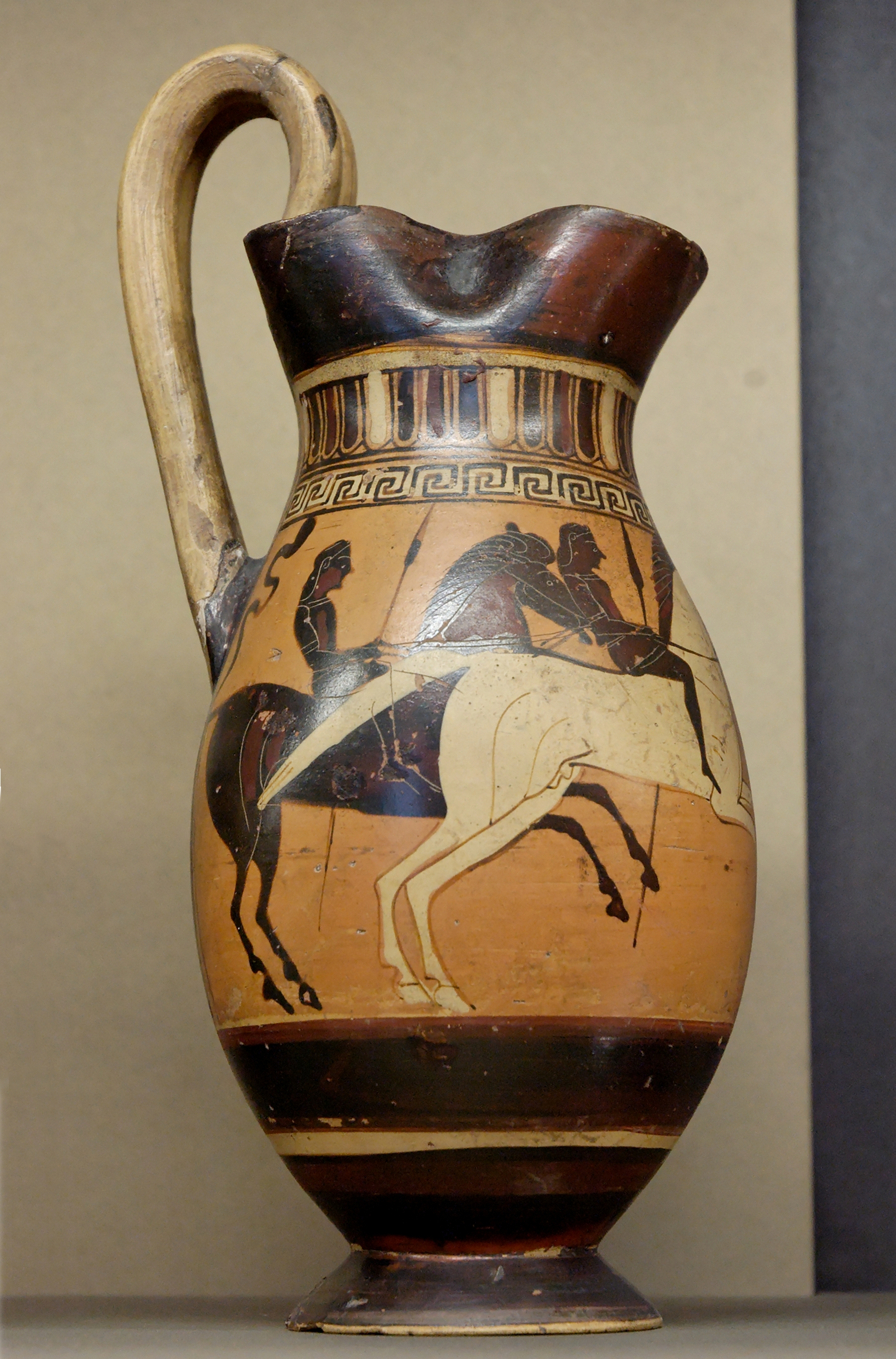
Reiter auf einer spätkorinthischen Olpe aus dem Umkreis des Hippolyte-Malers; um 575/550 v. Chr.; heute im Louvre

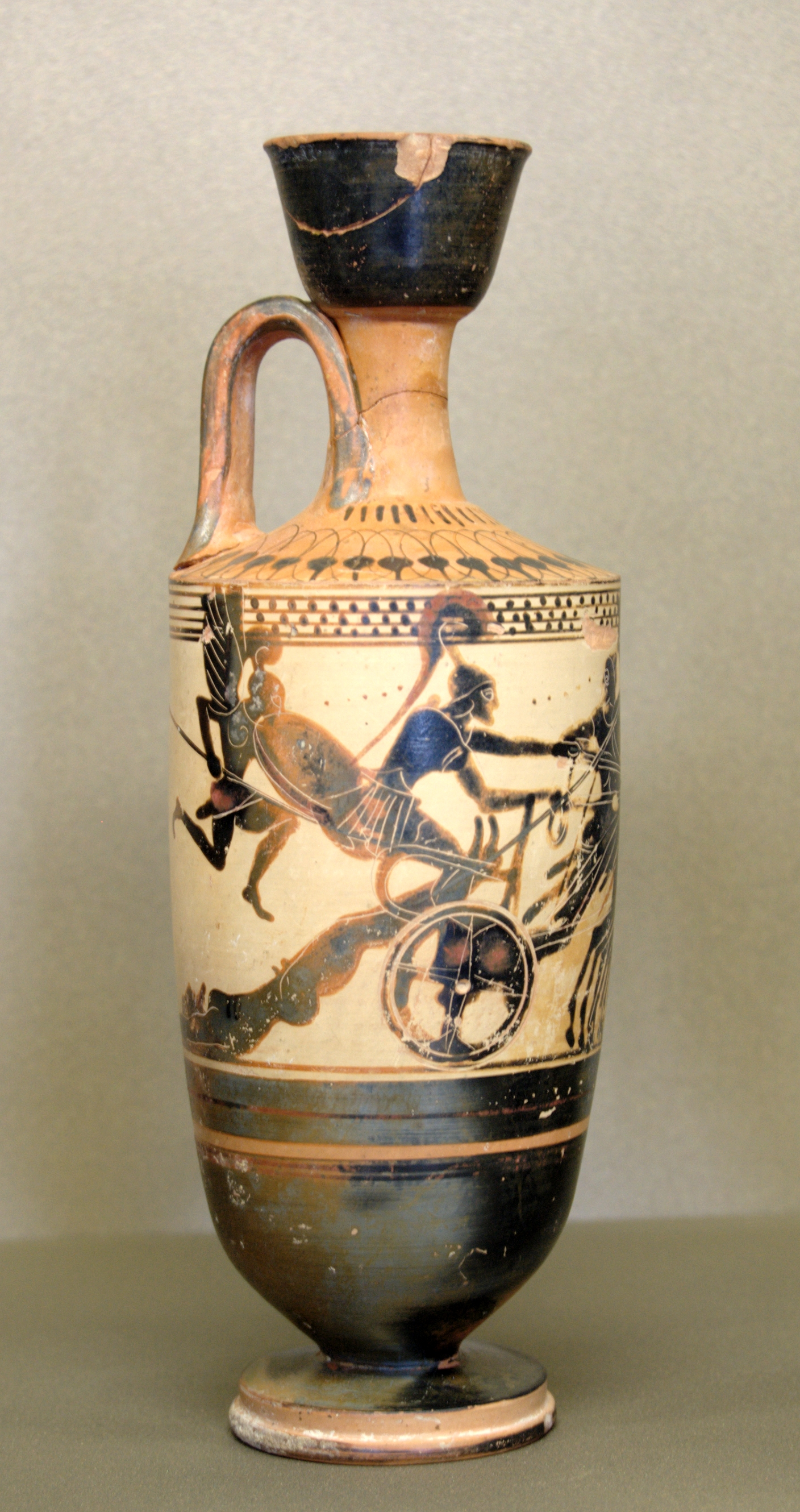
Weißgrundig-schwarzfigurige Lekythos des Diosphos-Malers mit der Darstellung von Achilleus im Streitwagen, der den toten Hektor hinter sich her schleift; um 490 v. Chr.; gefunden in Eretria; heute im Louvre

In der spätkorinthischen Zeit (auch Spätkorinthisch I; 575–550 v. Chr.) wurden die korinthischen Vasen mit einem rötlichen Überzug versehen. Das sollte den Kontrast zwischen der großflächig verwendeten weißen Farbe und dem eher blassen Tongrund erhöhen. Die korinthischen Handwerker traten damit in Konkurrenz zu den attischen Töpfermalern, die mittlerweile die Vormachtstellung beim Keramikhandel übernommen hatten. Auch attische Vasenformen wurden nun verstärkt kopiert. Oinochoen, die bis dahin ihre Form wenig geändert hatten, orientierten sich nun an attischen Formen; auch Lekythen wurden vermehrt produziert. Der Kolonettenkrater, eine korinthische Erfindung, die deshalb im restlichen Griechenland Korinthios hieß, wurde variiert. Durch die Abkürzung der Volute über den Henkeln entstand der Chalkidische Krater. Er wurde im Hauptfeld mit verschiedenen Darstellungen aus dem Alltagsleben wie auch aus der Mythologie verziert, der Nebenfries bestand aus einem Tierfries. Die Rückseite zeigte oft zwei groß gemalte Tiere. Schalen wurden schon in mittelkorinthischer Zeit tiefer und setzten diese Entwicklung fort. Sie waren nun ebenso beliebt wie Kotylen. Manche von ihnen sind außen mit mythologischen Szenen und innen mit Gorgonenfratzen bemalt. Diese Form der Bemalung wurde auch von attischen Malern rezipiert. Ihrerseits übernahmen korinthische Maler aus Athen gerahmte Bildfelder. Tierfriese verloren immer mehr an Bedeutung. In dieser Zeit war der dritte namentlich bekannte Maler Korinths, Chares, tätig. Daneben ist auch der Tydeus-Maler zu nennen, der um 560 v. Chr. gerne rotgrundige Halsamphoren bemalte. Geritzte Rosetten wurden weiterhin auf Vasen verwendet, sie fehlen nur auf wenigen Krateren und Schalen. Herausragendes Kunstwerk der Zeit ist der Amphiaraos-Krater. Der um 560 v. Chr. entstandene Kolonettenkrater ist das Hauptwerk des Amphiaraos-Malers und zeigt mehrere Begebenheiten aus dem Leben des Heros Amphiaraos.
Um 550 v. Chr. endete die Herstellung figurenverzierter Vasen weitestgehend. Der sich anschließende Stil Spätkorinthisch II zeichnet sich durch nur noch ornamental und meist in Silhouettentechnik bemalte Gefäße aus. Daran schloss sich der rotfigurige Stil an, der jedoch in Korinth keine besonders hohe Qualität erreichte.

### Attika
Mit mehr als 20.000 erhaltenen Stücken sind die attischen schwarzfigurigen Vasen nach den attisch-rotfigurigen Vasen der größte und gleichzeitig der bedeutendste überlieferte Vasenkomplex. Die attischen Töpfer profitierten von dem guten, sehr eisenhaltigen Ton, den man in Attika findet. Hochwertige attisch-schwarzfigurige Vasen weisen einen gleichmäßigen, glänzenden und tiefschwarzen Überzug auf, der farbintensive terrakottafarbene Tongrund ist fein geglättet. Die Haut von Frauen wurde grundsätzlich durch weiße Deckfarbe gekennzeichnet. Daneben kommt diese Farbe auch bei anderen Details, etwa einzelnen Pferden, Gewändern oder Ornamenten häufig vor. Die herausragendsten Künstler Attikas erhoben die Vasenmalerei zu einer grafischen Kunst, jedoch wurde auch in großem Umfang Ware mittlerer Qualität und Serienware produziert. Da der silhouettenhafte Stil nur von begrenzter Ausdrucksmöglichkeit war, entwickelte sich eine formelhafte Bildsprache. Die herausragende Bedeutung der attischen Vasen liegt in ihrem endlos erscheinenden Repertoire an Bildern aus verschiedenen Themengebieten. Vor allem für den Mythos, aber auch die Alltagskultur stellen sie reiche Zeugnisse dar. Dagegen fehlen Bilder mit aktuellen Bezügen nahezu gänzlich. Solche Bezüge kommen nur manchmal durch Beischriften zum Tragen, wenn etwa Lieblingsinschriften aufgemalt wurden. Die Vasen waren zum einen für den heimischen Markt bestimmt und dort für Feierlichkeiten oder auch im Zusammenhang mit Kulthandlungen von Bedeutung. Zum anderen waren sie auch ein wichtiges Exportgut, das in den gesamten Mittelmeerraum verkauft wurde. Darum stammt auch der größere Teil der Vasen aus etruskischen Nekropolen.

#### Pioniere

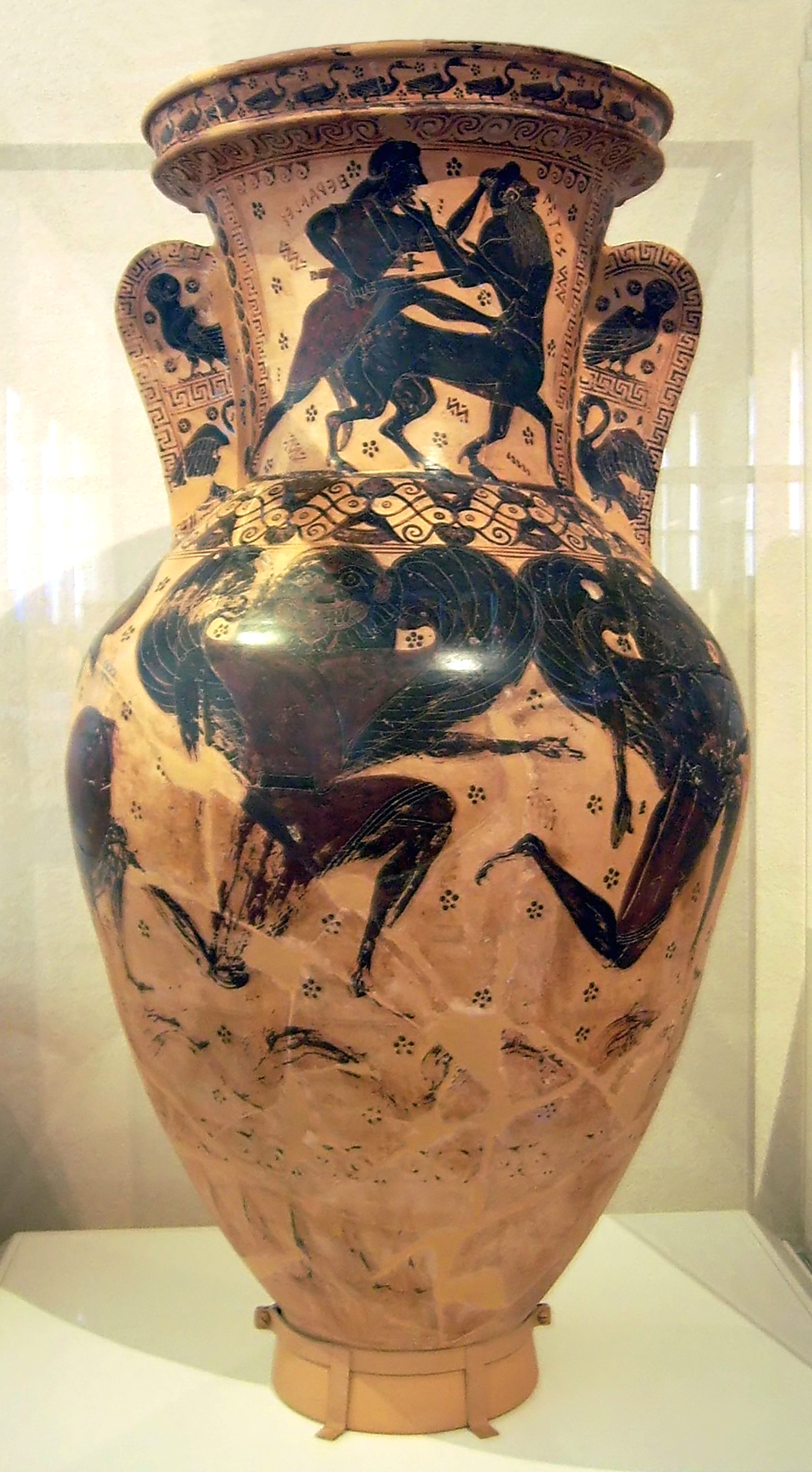
Namenvase des Nessos-Malers. Das Halsbild zeigt Herakles, wie er Nessos ersticht. Das Bauchbild zeigt die Begebenheiten um Perseus (nicht zu sehen), nachdem er die Medusa enthauptete. Sie liegt sterbend am Boden, während ihre Schwestern Sthele und Euryale Perseus fliegend über der See verfolgen. Um 620/610 v. Chr.; heute im Archäologischen Nationalmuseum Athen

Die erste Verwendung der schwarzfigurigen Technik fällt noch in die Zeit der Protoattischen Vasenmalerei in der Mitte des 7. Jahrhunderts v. Chr. Unter dem Einfluss der zu dieser Zeit qualitätsvollsten Keramik aus Korinth wechselten die attischen Vasenmaler in der Zeit ab etwa 635 v. Chr. bis zum Ende des Jahrhunderts zur neuen Technik über. Zunächst orientierten sie sich stark an den Methoden und Motiven der korinthischen Vorbilder. Am Beginn steht der Maler von Berlin A 34, der als erster individueller Künstler bekannt ist. Der erste Künstler mit einem individuell fassbaren Stil war der Nessos-Maler. Er schuf mit der Nessos-Amphora das erste herausragende Stück des attisch-schwarzfigurigen Stils. Er war gleichzeitig ein früher Meister des Tierfriesstiles in Attika. Eine seiner Vasen war zudem die erste bekannte attische Vase, die nach Etrurien exportiert wurde. Zudem stammen von ihm die ersten Darstellungen der Harpyen und der Sirenen in der attischen Kunst. Anders als die korinthischen Vasenmaler nutzte der Nessos-Maler doppelte und sogar dreifache Ritzlinien, um die Teile der tierischen Anatomie besser zeigen zu können. Die doppelt geritzte Schulterlinie sollte zu einem kennzeichnenden Charakteristikum der attischen Vasen werden. Früh wurden auch die Möglichkeiten großer Vasen, etwa der Bauchamphora, als Bildträger erkannt. Weitere bedeutende Maler der Pionierzeit waren der Piräus-Maler, der Bellerophon-Maler und der Löwen-Maler.

#### Frühattische Vasen

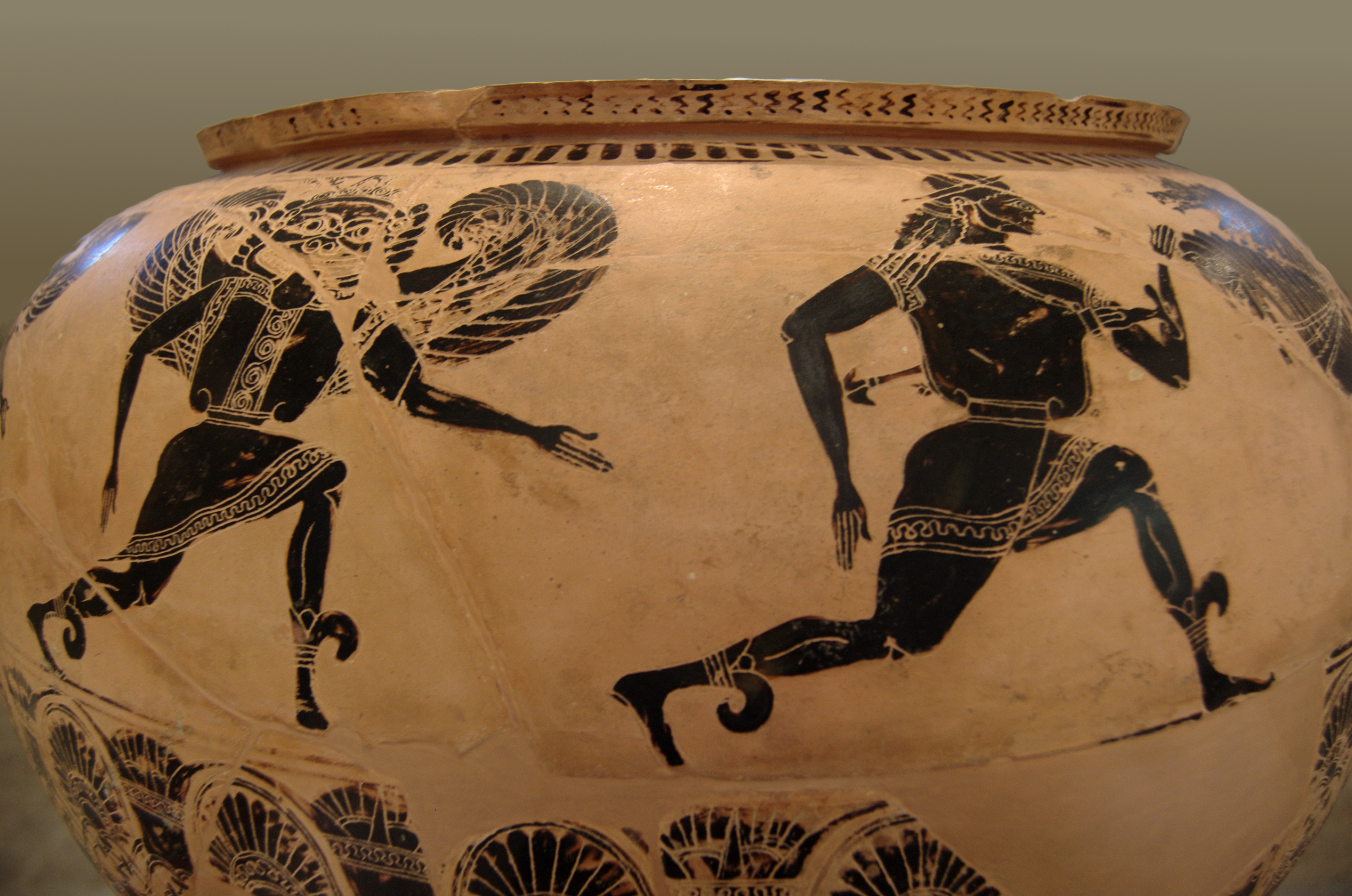
Namenvase (Dinos) des Gorgo-Malers. Perseus wird von den Gorgonen verfolgt, um 580 v. Chr., Louvre

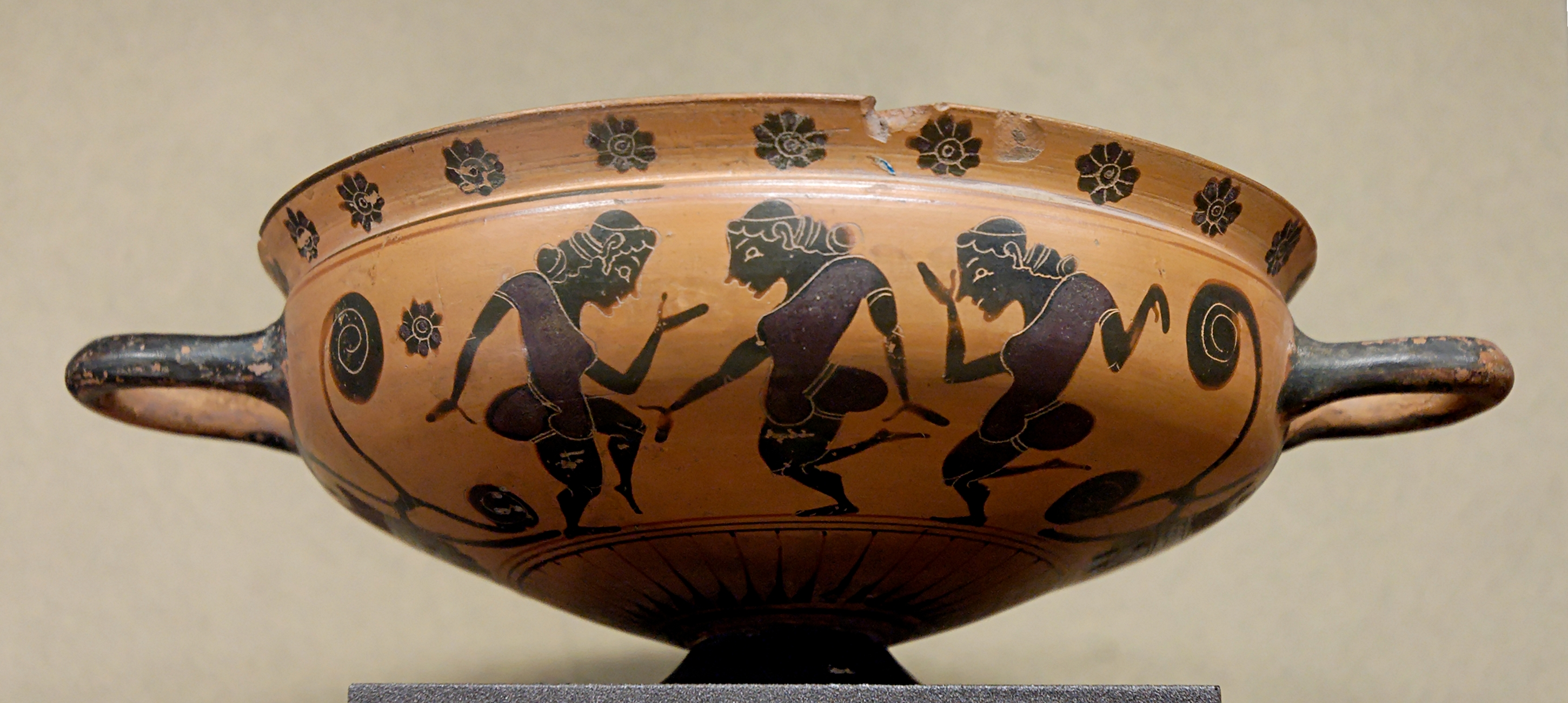
Komosszene auf einer Komastenschale des KY-Malers, um 570 v. Chr., Louvre

Um das Jahr 600 v. Chr. hatte sich der schwarzfigurige Stil in Athen durchgesetzt. Eine frühe Eigenentwicklung der Athener war die Pferdekopf-Amphore. Sie bekam ihren Namen wegen der Pferdeköpfe, die in einem Bildfenster gezeigt wurden. Die Entwicklung des Bildfensters wurde in der folgenden Zeit häufig verwendet und später selbst in Korinth rezipiert. Aus dem Umkreis der Pferdekopf-Amphoren stammten der Kerameikos-Maler und der Gorgo-Maler. Die Orientierung an Korinth wurde nicht nur beibehalten, sondern intensiviert. Der Tierfries wurde als allgemein verbindlich anerkannt und zumeist genutzt. Dies hatte nicht nur stilistische, sondern auch wirtschaftliche Gründe. Denn Athen konkurrierte nun mit Korinth um Absatzmärkte. Attische Vasen wurden ins Schwarzmeergebiet, Libyen, Syrien, Unteritalien und Spanien sowie innerhalb des griechischen Mutterlandes verkauft.
Neben der Orientierung an Korinth zeigten die Athener Vasen jedoch auch eigene Entwicklungen. So entstand zu Beginn des 6. Jahrhunderts v. Chr. die Lekythos des „Deianeira-Typus“, eine langgestreckte, ovale Form. Wichtigster Maler der Frühzeit war der Gorgo-Maler (600–580 v. Chr.). Er war ein sehr produktiver Künstler, der selten mythologische Bilder oder menschliche Figuren zeigt und diese, sofern vorhanden, stets von Tieren oder Tierfriesen begleitet darstellt. Andere seiner Vasen beschränken sich wie viele korinthische Vasen auf die Tierdarstellungen. Nach dem Gorgo-Maler sind vor allem Künstler aus der Komasten-Gruppe (585–570 v. Chr.) zu nennen. Diese Gruppe verzierte mit Lekanen, Kotylen und Kothonen für Athen neuartige Gefäße. Die wichtigste Neuerung war jedoch die Einführung der Komastenschale, die neben den „Vorkomastenschalen“ der Oxford-Palmetten-Klasse am Beginn der Entwicklung der attischen Schale steht. Wichtigste Maler der Gruppe waren der ältere KX-Maler und der nicht ganz so talentierte KY-Maler, der den Kolonettenkrater in Athen einführte. Verziert werden diese für Gelage gedachten Gefäße häufig mit zum Thema passenden Komasten.

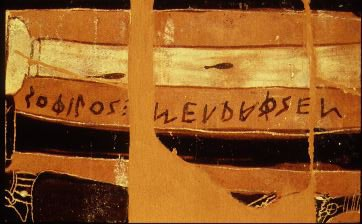
Signatur des Sophilos: Sophilos megraphsen („Sophilos hat mich gemalt“)

Weitere nennenswerte Künstler der ersten Generation waren der Panther-Maler, der Anagyrus-Maler, der Maler der Dresdener Lekanis und der Polos-Maler. Der letzte bedeutende Vertreter der ersten Malergeneration war Sophilos (580–570 v. Chr.). Er ist der erste namentlich bekannte attische Vasenmaler. Insgesamt signierte er vier erhaltene Vasen, davon drei als Maler, eine als Töpfer. Schon bei Sophilos zeigt sich, dass die Töpfer des schwarzfigurigen Stils auch Vasenmaler waren. Eine grundsätzliche Trennung beider Bereiche scheint es erst im Verlauf der Entwicklung des rotfigurigen Stils gegeben zu haben, wenngleich Spezialisierungen nicht auszuschließen sind. Sophilos ist mit seinen Beischriften sehr großzügig. Er war offenbar auf größere Gefäße spezialisiert, sind von ihm doch besonders Dinoi und Amphoren bekannt. Sophilos zeigt weitaus öfter als seine Vorgänger mythologische Szenen wie die Leichenspiele für Patroklos. Bei ihm beginnt der Niedergang des Tierfrieses, auch andere Ornamente wie Pflanzenornamente verlieren an Qualität, da ihnen nun weniger Aufmerksamkeit geschenkt wurde. An anderer Stelle zeigte Sophilos jedoch, dass er ein ambitionierter Künstler war. Auf zwei Dinoi finden sich die Hochzeit von Peleus und Thetis. Die Vasen entstanden etwa zur selben Zeit wie die Françoisvase, die das gleiche Thema in Perfektion zeigt. Doch Sophilos verzichtete bei einem seiner beiden Dinoi auf alles Beiwerk in Form von Tierfriesen und vermischte auch nicht verschiedene Mythen in mehreren Darstellungsebenen der Vase. Es ist die erste große griechische Vase, auf der in mehreren untereinander angeordneten Abschnitten ein einzelner Mythos gezeigt wurde. Eine Besonderheit der Dinoi des Malers ist, dass er das Deckweiß für die Frauen nicht wie üblich auf den schwarzen Glanzton auftrug, sondern direkt auf den Tongrund. Die Binnenzeichnungen und Konturen sind in einem matten Rot ausgeführt. Diese Technik findet sich sehr selten, in der Vasenmalerei nur in der Werkstatt des Sophilos, daneben auf bemalten Holztafeln, die im 6. Jahrhundert v. Chr. im korinthischen Stil bemalt wurden. Sophilos bemalte auch einen der seltenen Kalyxe (eine spezielle Kelchvariante) und schuf die erste Serie von Grabtafeln. Er selbst oder einer seiner Nachfolger verzierte zudem den ersten erhaltenen Lebes Gamikos.

#### Hocharchaische Zeit

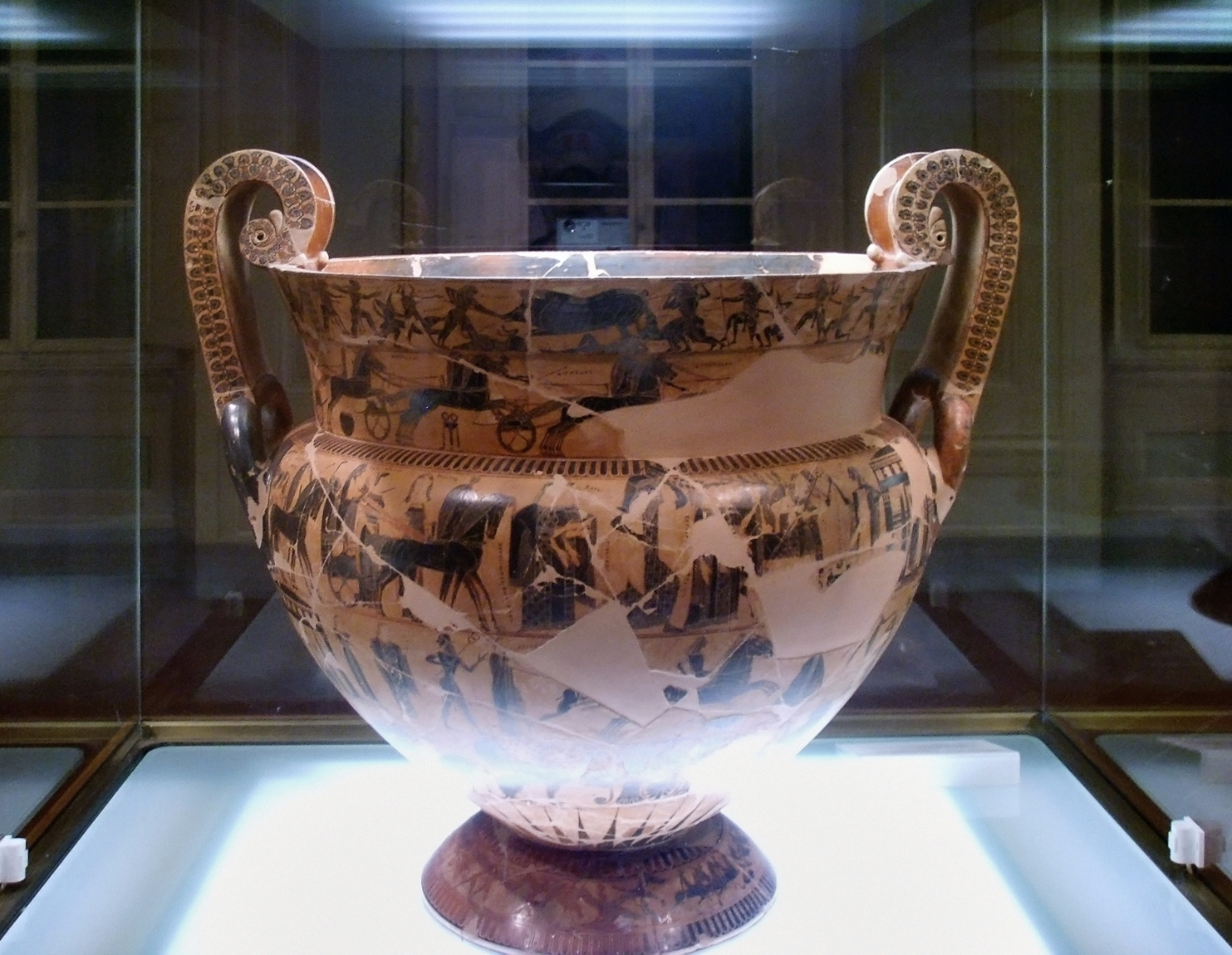
Françoisvase, um 570 v. Chr., Museo archeologico di Firenze

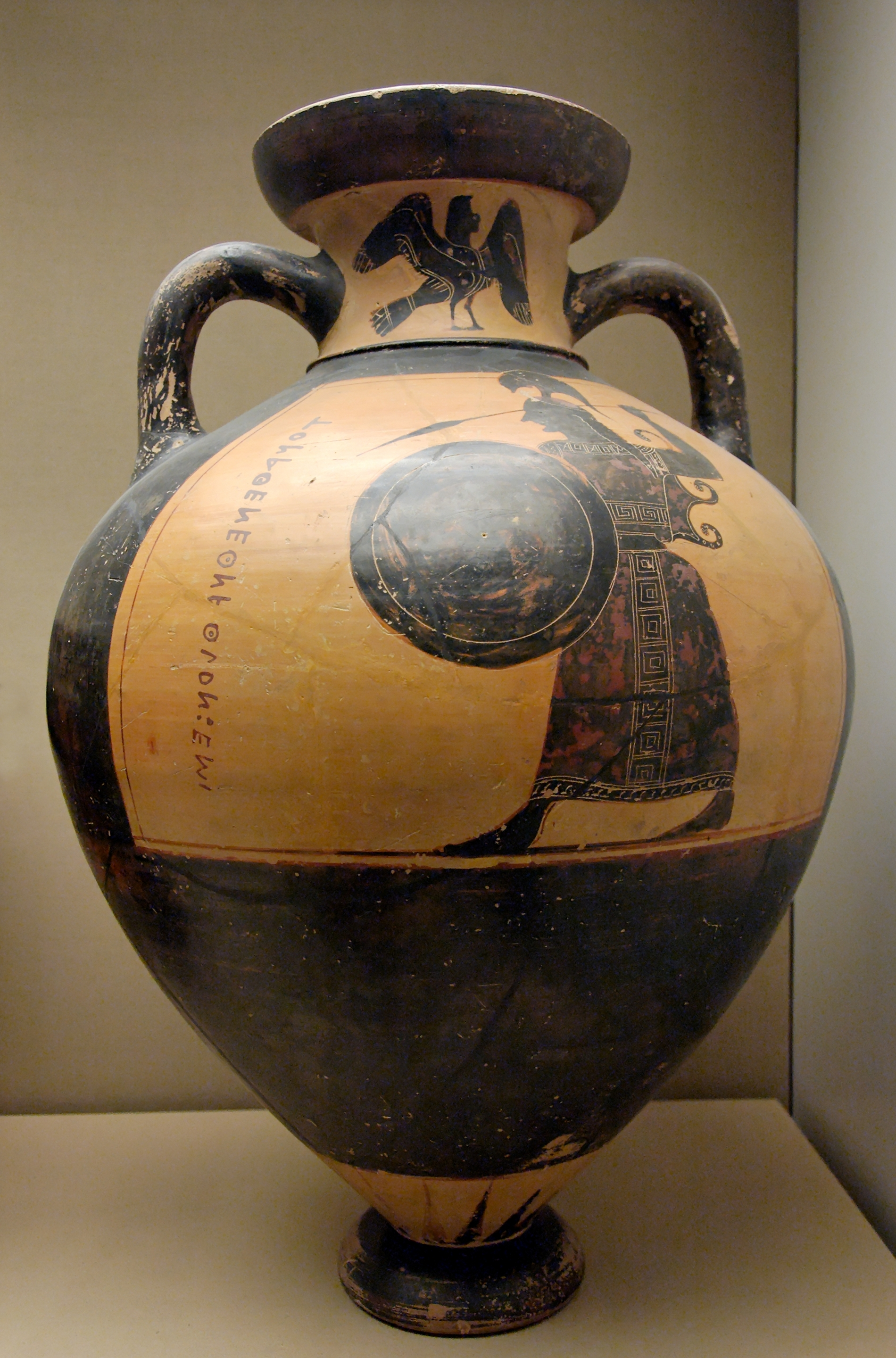
Panathenäische Preisamphora der Burgon-Gruppe (Burgon-Amphora), Athene in Waffen zwischen zwei Säulen, 566/565 v. Chr., British Museum, London

Etwa ab dem zweiten Drittel des 6. Jahrhunderts v. Chr. wuchs das Interesse der attischen Künstler an mythologischen Bildern und anderen Figurendarstellungen. Die Tierfriese traten nun zunehmend in den Hintergrund. Nur wenige Maler widmeten sich ihnen mit größerer Sorgfalt, zumeist wurden sie aus dem Blickzentrum in unbedeutendere Zonen der Vasen verbannt. Für diesen neuen Stil steht in besonderem Maße die Françoisvase des Töpfers Ergotimos und des Malers Klitias (570–560 v. Chr.), die beide signiert haben. Der Krater gilt als das bekannteste Werk der griechischen Vasenmalerei. Die Vase ist der erste bekannte Volutenkrater aus Ton. Auf mehreren Friesen werden mythologische Begebenheiten geschildert, Tierfriese werden außerhalb des Hauptblickfeldes gezeigt. Auf der Vase erscheinen mehrere ikonografische und technische Details erstmals. Manche davon, etwa die Darstellung eines umgelegten Mastes eines Segelschiffes, bleiben einmalig, andere werden Standard, so sitzende Personen mit einem nach hinten versetzten Bein anstatt der bisher üblichen parallelen Haltung beider Beine. Von Ergotimos und Klitias sind weitere vier signierte, allerdings kleinere Vasen erhalten, zudem werden ihnen weitere Vasen und Fragmente zugeschrieben. Klitias zeigt darauf weitere Neuerungen wie die erstmalige Darstellung der Geburt der Athene oder den Tanz auf Kreta.
Nearchos (565–555 v. Chr.) signierte als Töpfer und Maler. Er zeigte besonders gern große Figuren. Von ihm stammt die erste Darstellung des Anschirrens eines Wagens. Eine weitere seiner Neuerungen war das Auftragen des Zungenblattes unter der Vasenlippe auf einem weißen Untergrund. Weitere qualitätsvolle Künstler waren der Maler von Akropolis 606 und der Ptoon-Maler, dessen bekanntestes Werk die Hearst-Hydria ist. Ebenfalls von Bedeutung ist die Burgon-Gruppe, von der die erste vollständig erhaltene Panathenäische Preisamphora stammt.

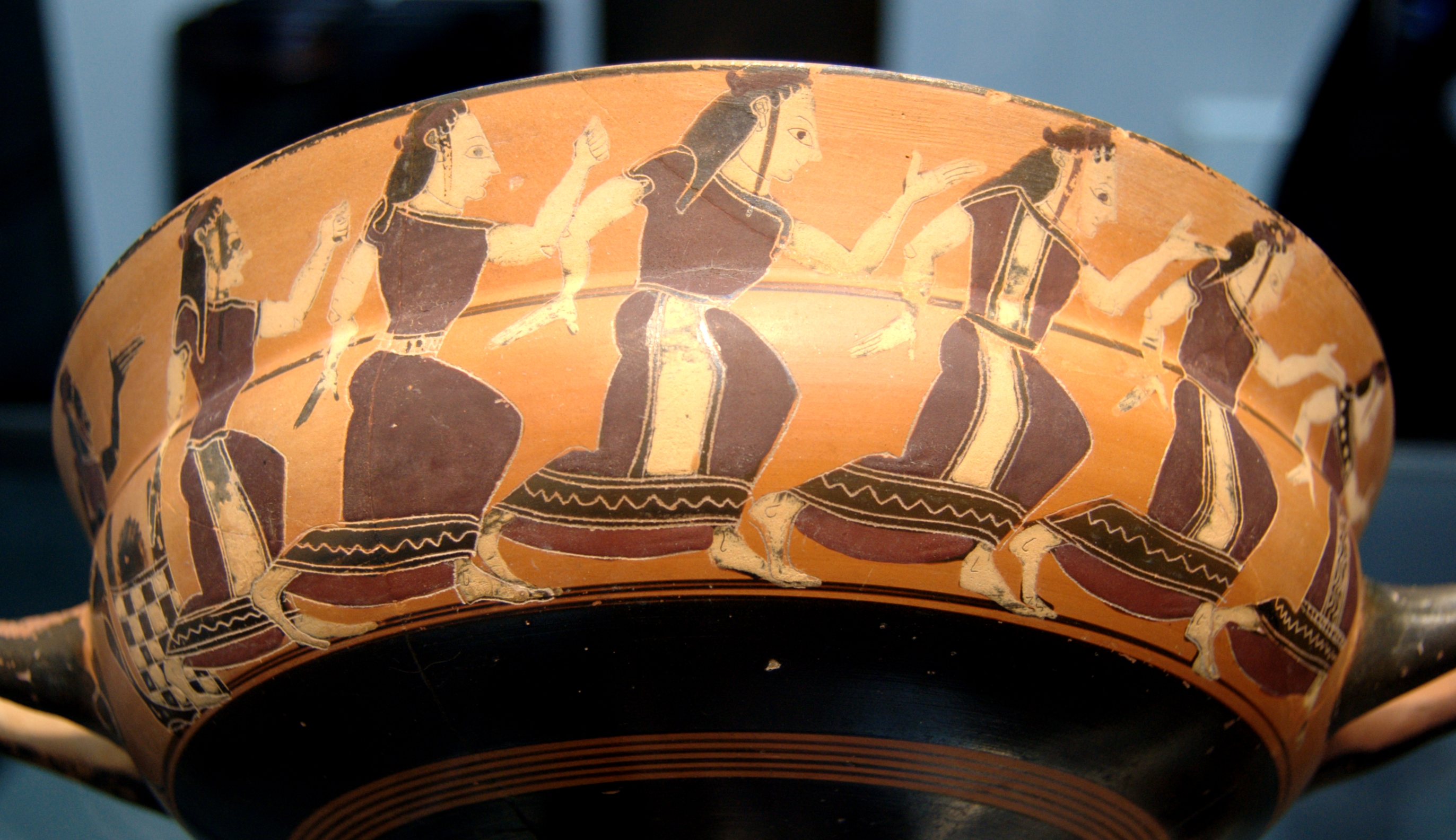
Raub der Thetis: Peleus dringt beim brennenden Altar ein, wo Nereiden tanzen, Knickfries-Sianaschale des C-Malers, um 560 v. Chr., Staatliche Antikensammlungen in München

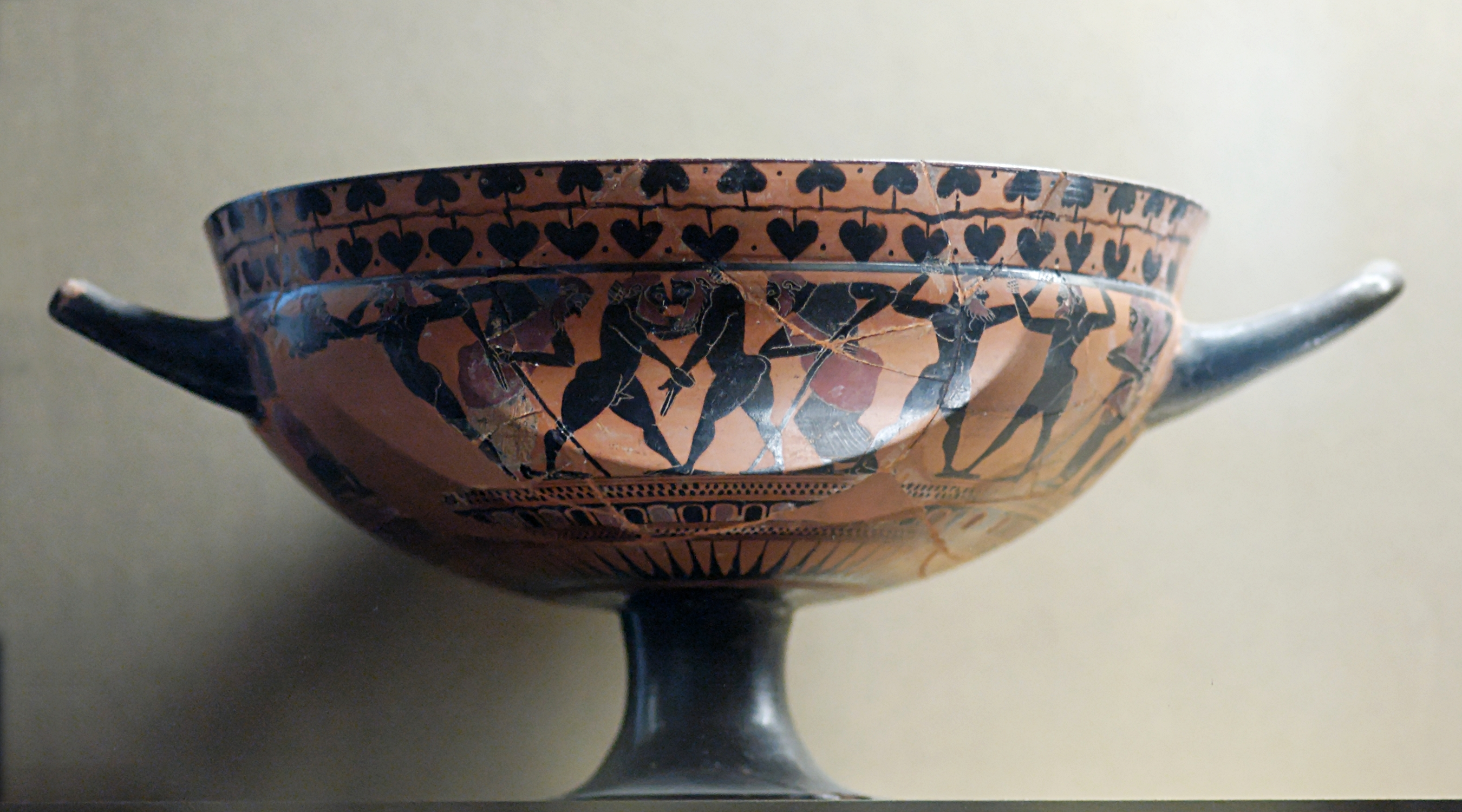
Boxer auf einer Doppeldecker-Sianaschale, in der Art des Heidelberg-Malers, um 575–550 v. Chr., Louvre

Aus der Komastenschale entwickelten sich ab etwa 575 v. Chr. die Sianaschalen. Während die Komasten-Gruppe neben den Schalen auch andere Formen produzierte, fand seit dem ersten bedeutenden Vertreter der Sianaschalen, dem C-Maler (575–555 v. Chr.) eine Spezialisierung einiger Handwerker auf die Schalenproduktion statt. Die Schalen haben einen höheren Rand als ihre Vorgänger und einen trompetenförmigen Fuß an einem relativ kurzen, hohlen Stiel. Die Innenseite der Schale wird nun erstmals in der attischen Vasenmalerei mit gerahmten Bildern (Tondo) verziert. Es gab zwei Arten der Verzierung: Bei der „Doppeldecker“-Verzierung wurden Schalenbecken und Lippe getrennt bemalt, bei der „Knickfries“-Variante wird das Bild über beide Ebenen des Vasenkörpers gemalt. Seit dem 2. Viertel des 6. Jahrhunderts v. Chr. lässt sich nicht zuletzt auf Schalen ein gesteigertes Interesse für Athletenbilder erkennen. Ein weiterer bedeutender Sianaschalenmaler war der Heidelberg-Maler. Auch er bemalte fast nur Sianaschalen. Sein beliebtestes Motiv war der Heros Herakles. Der Heidelberg-Maler zeigte ihn als erster attischer Maler mit dem Erymanthischen Eber, mit Nereus, Busiris und im Garten der Hesperiden. Am Ende der Entwicklung der Sianaschalen steht der Kassandra-Maler, der mittelgroße Schalen mit hohen Füßen und Rändern verzierte. Er ist vor allem als erster Maler von Kleinmeister-Schalen von Bedeutung. Zeitgleich mit den Sianaschalen wurden Knopfhenkelschalen produziert. Ihre Henkel in der Form zweizinkiger Gabeln endeten in einer Form, die an einen Knopf erinnern. Ihnen fehlte der abgesetzte Rand, zudem hatten sie ein tieferes Becken und einen höheren und schlankeren Fuß.

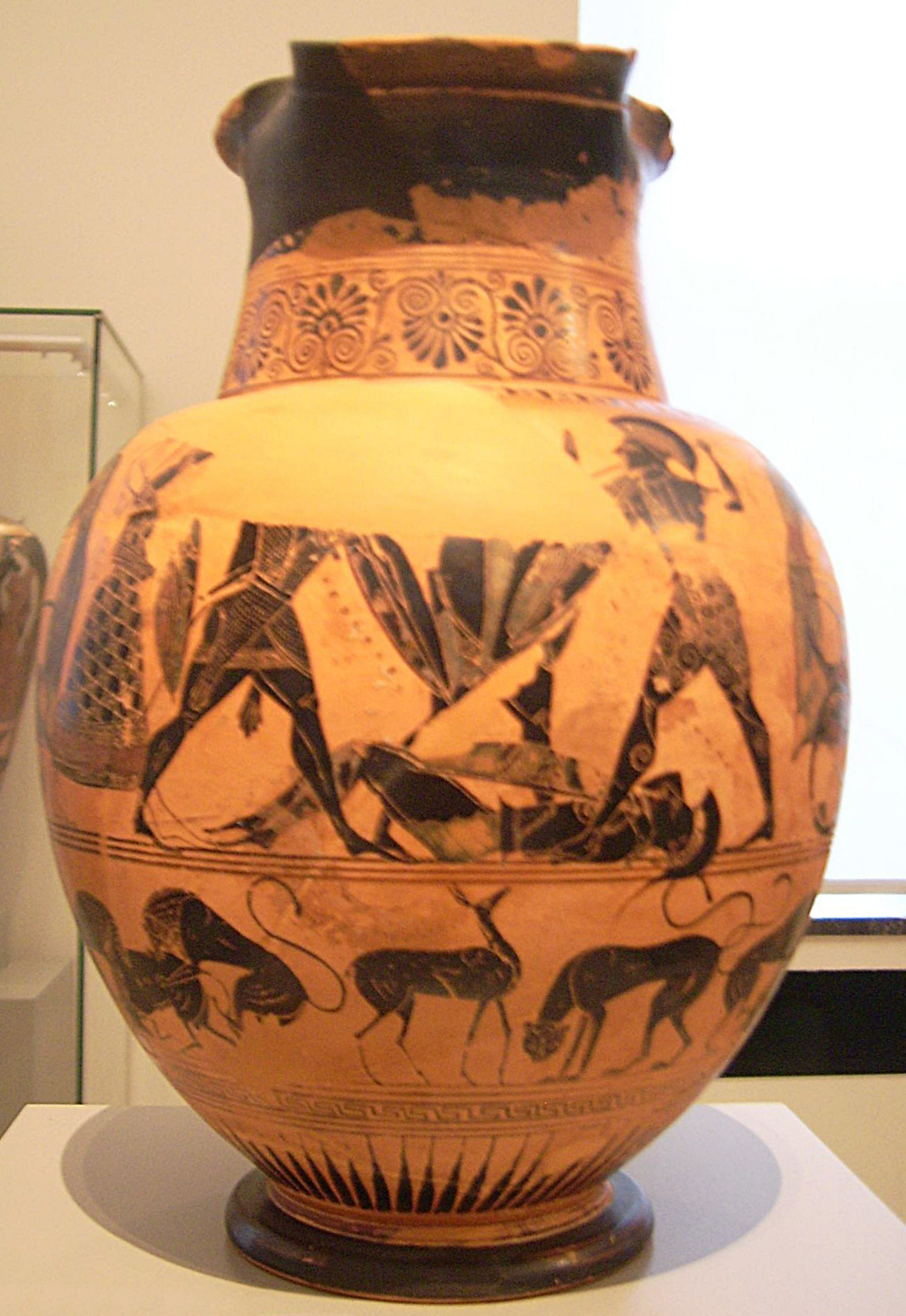
Herakles und Ares kämpfen über dem Leichnam des Kyknos, im unteren Register ein Tierfries, vom Töpfer Kolchos signiert, dem Maler Lydos zugewiesen, attische Weinkanne, um 560 v. Chr., gefunden in Vulci, heute in der Antikensammlung Berlin/Altes Museum

Der letzte herausragende Maler der hocharchaischen Zeit war Lydos (560–540), der zwei seiner überlieferten Werke mit ho Lydos (der Lyder) signierte. Er oder seine direkten Vorfahren stammten wohl aus Kleinasien, doch genoss er seine Ausbildung zweifelsohne in Athen. Ihm werden heute mehr als 130 erhaltene Vasen zugeschrieben. Eines seiner Bilder auf einer Hydria zeigt die erste bekannte attische Darstellung des Kampfes zwischen Herakles und Geryon. Lydos stellte Herakles als Erster mit dem in der Folgezeit für die attische Kunst typischen Löwenfell dar. Weiterhin zeigte er die Gigantomachie auf einem Dinos, der auf der Athener Akropolis gefunden wurde, und Herakles mit Kyknos. Lydos verzierte unterschiedliche Bildträger, neben Hydrien und Dinoi auch Teller, Schalen (Knickfries-Sianaschalen), Grabtafeln, Kolonettenkratere und Psyktere. Es ist bis heute recht schwierig, die Werke des Lydos als solche zu erkennen, da sie sich häufig nur wenig von denen aus seinem Umfeld unterscheiden. Der Stil ist recht homogen, die Qualität schwankt bei ihnen jedoch sehr. Nicht immer sind die Zeichnungen sorgfältig ausgeführt. Wahrscheinlich war Lydos der Vorarbeiter in einer sehr produktiven Werkstatt des Athener Töpferviertels. Er war wohl der letzte attische Vasenmaler, der auf großen Vasen Tierfriese zeigte. Stand er hierbei noch in der Tradition Korinths, sind seine Figurenzeichnungen ein Glied in der Kette von Vasenmalern, die von Klitias über Lydos und den Amasis-Maler bis zu Exekias führen. Bei diesen trug er die attische Entwicklung mit und prägte sie nachhaltig.

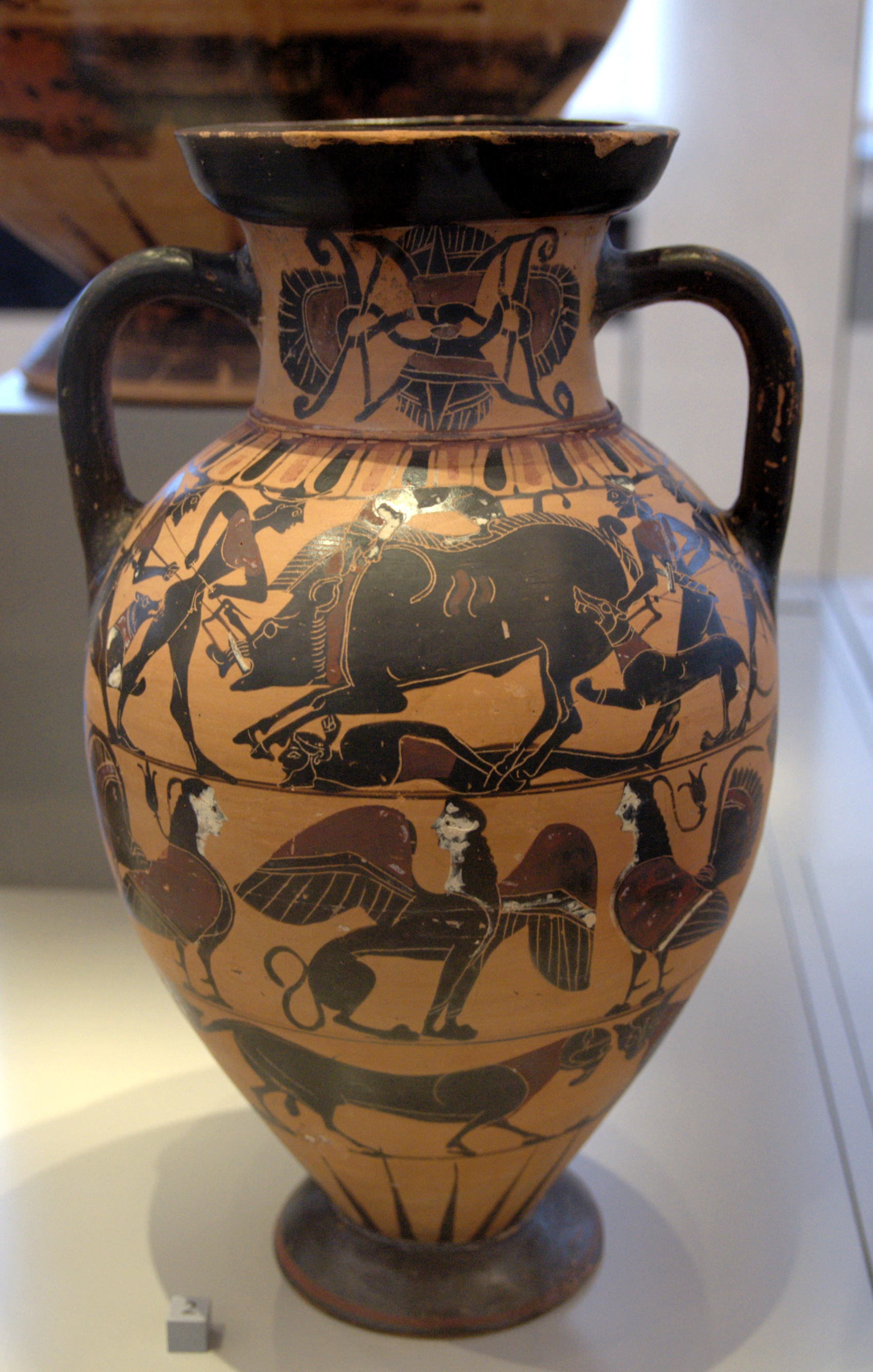
Möglicherweise wird die Kalydonische Eberjagd im oberen Fries dieser Tyrrhenischen Amphora gezeigt, die dem Timiades-Maler oder der Tyrrhenischen Gruppe zugeschrieben wird, 560 v. Chr., aus Südetrurien, Antikensammlung Berlin/Altes Museum

Eine Sonderform der attischen Vasen dieser Zeit waren die Tyrrhenischen Amphoren (550–530 v. Chr.). Dabei handelt es sich um eiförmige Halsamphoren, deren Dekoration nicht dem üblichen attischen Dekorationsschema der Zeit entspricht. Fast alle dieser etwa 200 bekannten Vasen wurden in Etrurien gefunden. Der Körper der Amphoren ist gewöhnlich in mehrere Friese unterteilt. Der oberste, der Schulterfries, zeigt im Allgemeinen eine gängige Darstellung aus dem Bereich der Mythologie. Manchmal kommt es auch zu seltenen Darstellungen, etwa der singulären Darstellung der Opferung der Polyxena. Zudem finden sich an der Stelle die ersten bekannten erotischen Bilder auf attischen Vasen. Häufig haben die Maler Tyrrhenische Amphoren mit Beischriften versehen, welche die gezeigten Personen benennen. Die restlichen zwei oder drei Friese wurden mit Tieren verziert, manchmal wurde auch einer durch ein Pflanzenband ersetzt. Der Hals ist meist mit einem Lotus-Palmettenkreuz oder -geschlinge bemalt. Die Amphoren sind recht farbig und erinnern an korinthische Produkte. Hier wurde offenbar vorsätzlich eine korinthische Form übernommen, um diese Vasen für den etruskischen Markt zu produzieren, wo dieser Stil gefragt war. Möglicherweise wurde diese Form nicht in Athen, sondern anderenorts in Attika, unter Umständen sogar außerhalb Attikas gefertigt. Bedeutende Maler waren der Castellani-Maler und der Goltyr-Maler.

#### Die Meisterjahre

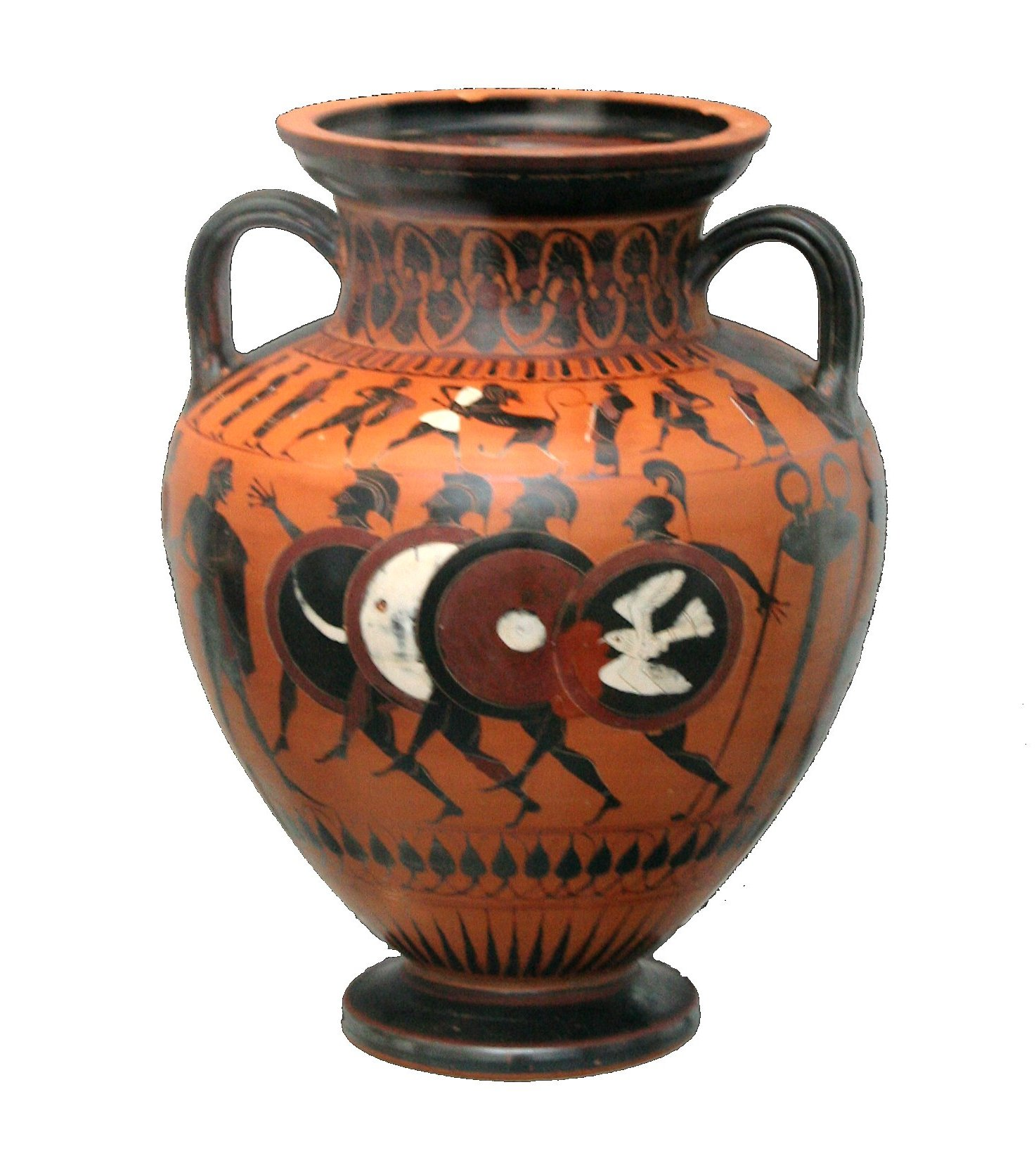
Hoplitodromos (Waffenlauf); unter den Henkeln sind Dreifüße als Siegespreis zu erkennen. Vorderseite einer Halsamphora der Gruppe E. Um 550 v. Chr., aus Vulci, heute im Louvre

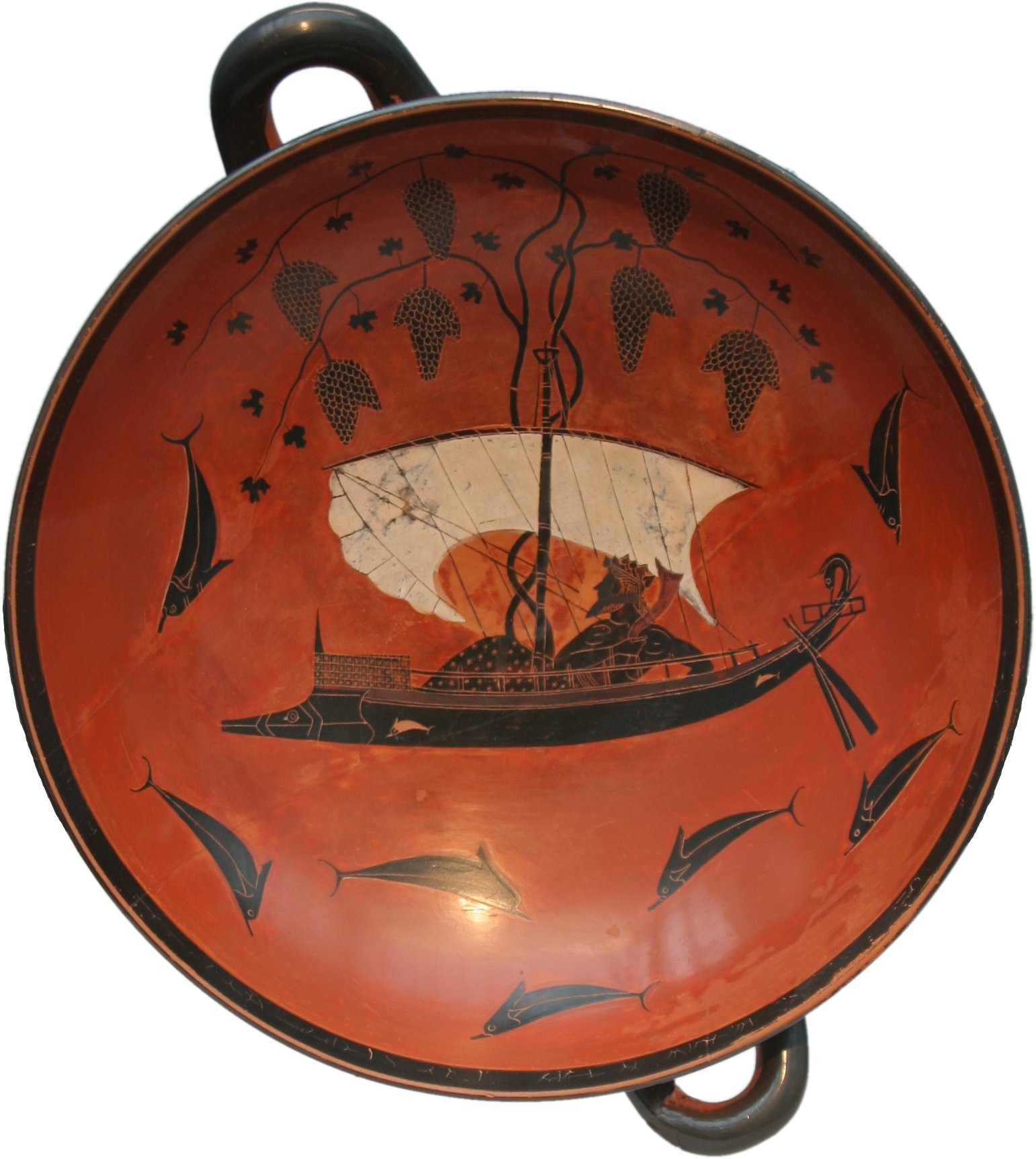
Dionysos-Schale mit korallenrotem Grund des Exekias. Dionysos auf einem Schiff, aus dem Weinranken wachsen, umgeben von Delfinen. Um 530 v. Chr.

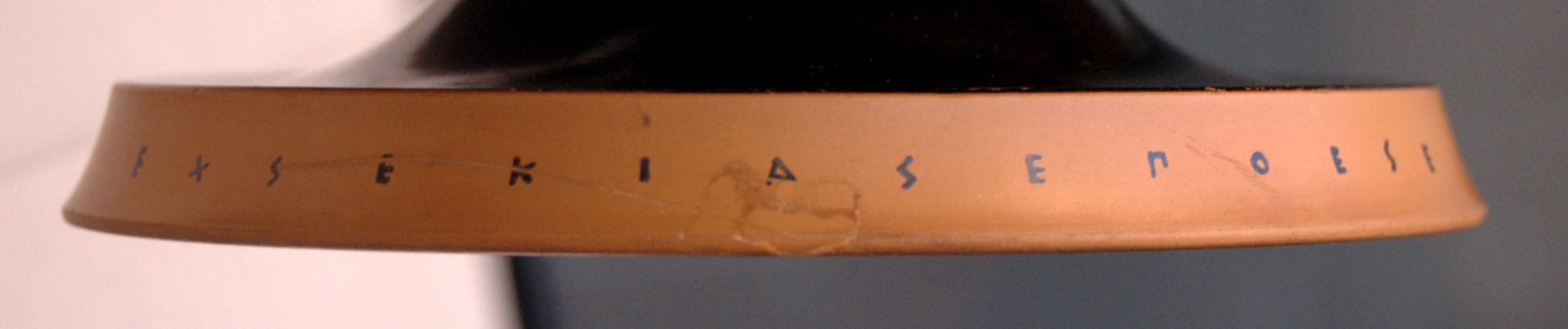
Signatur des Exekias (ΕΧΣΕΚΙΑΣ ΕΠΟΕΣΕ – „Exekias hat es gemacht“) auf dem Fuß der Dionysos-Schale

Vorbereitung des Ajax auf seinen Selbstmord. Reproduktion des Bildes auf der Exekias-Amphora. Original um 530/525 v. Chr.

Die Zeit zwischen den Jahren 560 und dem Beginn der rotfigurigen Vasenmalerei um 530/520 v. Chr. gilt als der Höhepunkt der schwarzfigurigen Vasenmalerei schlechthin. Die besten und bedeutendsten Künstler nutzten in dieser Periode alle Möglichkeiten, die der Stil bot.

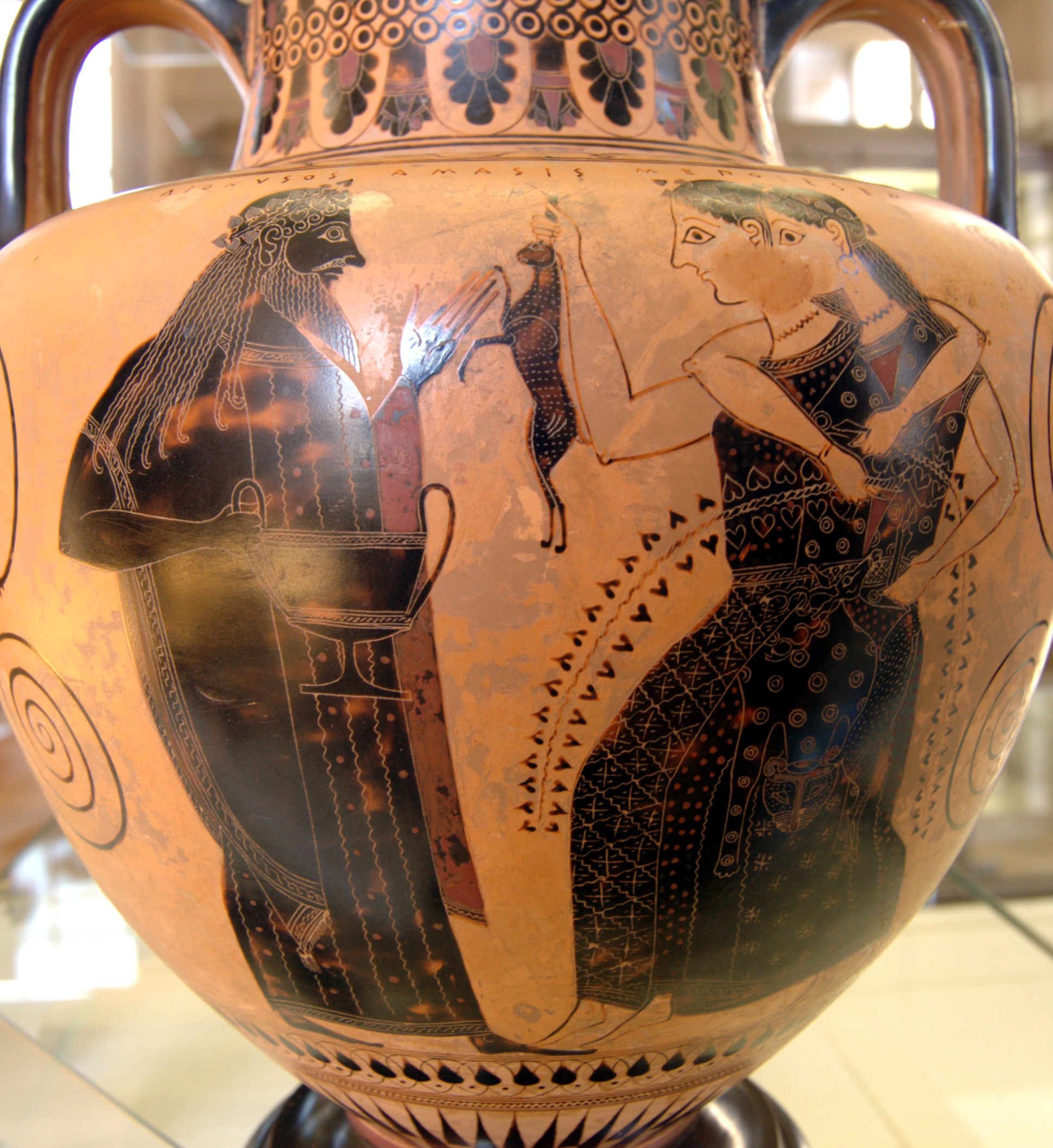
Dionysos und zwei Mänaden, eine hält einen Hasen. Halsamphora, um 550/530 v. Chr., aus Vulci, Paris, Cabinet des Médailles. Die weiblichen Mänaden sind hier nur in Umrisszeichnung ohne Deckweiß als Frauen gekennzeichnet

Erster bedeutender Maler der Zeit war der Amasis-Maler (560–525 v. Chr.), benannt nach dem bedeutenden Töpfer Amasis, mit dem er vorrangig zusammenarbeitete. Viele Forscher sehen in beiden Handwerkern eine einzige Person. Er begann etwa zur selben Zeit wie Lydos mit seiner Malerkarriere, war aber fast doppelt so lange aktiv. Wo Lydos eher handwerkliche Fähigkeiten zeigte, war der Amasis-Maler ein vollendeter Künstler. Seine Bilder zeichnen sich durch Witz, Charme und Raffinesse aus. Die Entwicklung des Vasenmalers spiegelt fast die Entwicklung der schwarzfigurigen attischen Vasenmalerei seiner Zeit wider. In seinen frühen Arbeiten steht er noch den Malern von Sianaschalen nahe. Besonders gut sichtbar ist die Entwicklung an der Zeichnung der Gewandfalten zu erkennen. Seine frühen weiblichen Figuren tragen Gewänder ohne Falten. Später sind sie flach und eckig, am Ende wirken sie wie geschmeidige Gewandformationen. Gewandzeichnungen waren eines seiner Hauptmerkmale, er zeigte gerne gemusterte und gefranste Gewänder. Die Figurengruppen, die der Amasis-Maler zeigte, waren sorgfältig gezeichnet und symmetrisch komponiert. Zunächst wirkten sie noch sehr ruhig, später konnte man die Bewegung der Figuren erkennen. Zwar zeichnete der Amasis-Maler vielfach Begebenheiten aus dem Mythos – so ist er etwa bekannt für seine schweinsgesichtigen Satyrn –, besondere Bedeutung hat er jedoch wegen seiner Szenen aus dem Alltag, die er als erster Maler in größerem Umfang zeigte. Er beeinflusste mit seinen Arbeiten maßgeblich die späteren Arbeiten der rotfigurigen Maler. Möglicherweise nahm er eine ihrer Änderungen vorweg oder wurde am Ende seiner Malerkarriere davon beeinflusst: Auf manchen seiner Vasen wurden Frauen nur noch in Umrisszeichnung, also nicht schwarz gefüllt dargestellt und nicht mehr durch den Auftrag weißer Deckfarbe als solche gekennzeichnet.
Die Gruppe E (550–525 v. Chr.) war eine große, in sich geschlossene Gruppe von Kunsthandwerkern. Diese Gruppe gilt als bedeutendste anonyme Gruppe der attisch-schwarzfigurigen Vasenmalerei. Sie brach rigoros mit der stilistischen Tradition des Lydos, sowohl was die Darstellung als auch was die Bildträger angeht. Eiförmige Halsamphoren wurden komplett, Kolonettenkratere fast ganz aufgegeben. Dafür führte die Gruppe den Typus A der Bauchamphora ein, der nun zu einer Leitform aufsteigt. Halsamphoren wurden meist nur in spezielleren Formen produziert. An kleinen Formen hatte die Gruppe kein Interesse. Viele vor allem dem Mythos entstammende Bilder wurden immer wieder reproduziert. So zeigen mehrere Amphoren der Gruppe sowohl Herakles mit Geryon oder dem Nemëischen Löwen als auch vermehrt die Darstellung von Theseus und dem Minotauros sowie der Geburt der Athene. Das besondere Verdienst der Gruppe liegt allerdings in dem Einfluss, den sie auf Exekias ausübten. Der Großteil der attischen Künstler der Zeit schloss sich dem Stil der Gruppe E und Exekias an. Lydos oder der Amasis-Maler wurden dagegen nicht mehr so häufig reproduziert. Beazley formulierte die Bedeutung der Gruppe für Exekias so: „Die Gruppe E ist der Nährboden, aus dem die Kunst des Exekias entspringt, die Tradition, die er auf seinem Weg vom hervorragenden Handwerker zum wahren Künstler in sich aufnimmt und übertrifft.“
Exekias (545–520 v. Chr.) gilt gemeinhin als der Vollender des schwarzfigurigen Stils, der nun seinen Höhepunkt erreichte. Seine Bedeutung liegt nicht nur in der Meisterschaft als Vasenmaler, sondern auch in seinen qualitätsvollen und innovativen Töpferarbeiten. Zwölf seiner erhaltenen Gefäße signierte er als Töpfer, zwei als Maler und Töpfer. Exekias hatte wohl einen größeren Anteil an der Entwicklung der Kleinmeister-Schalen, der schon erwähnten Bauchamphora des Typus A, und erfand möglicherweise auch den Kelchkrater, zumindest ist das älteste erhaltene Stück aus seiner Werkstatt. Als Maler legte er anders als viele andere Vertreter auch großen Wert auf die sorgfältige Ausarbeitung der Ornamente. Auch die Details seiner Bilder – Pferdemähnen, Waffen, Gewänder – sind überdurchschnittlich gut ausgeführt. Seine Bilder sind meist monumental, und die Figuren zeigen eine bis dahin in der Malerei nicht gekannte Würde. Vielfach brach er mit geltenden attischen Konventionen. Er nutzt auf seiner wohl bekanntesten Schale, der Dionysos-Schale, als Erster statt des gewöhnlichen roten einen korallenroten Überzug für die Innenseite. Diese Neuerung bringt Exekias zugleich durch die Verwendung zweier Augenpaare an der Außenseite in Verbindung mit der klassischen Augenschale. Wohl noch innovativer war die komplette Nutzung der Innenseite für sein Bild des Dionysos, der auf einem Schiff liegt, aus dem Weinranken wachsen. Üblich war zu dieser Zeit eigentlich die einfache Verzierung mit einem Gorgonengesicht. Die Schale gehört wohl zu den Experimenten, die im Töpferviertel bis zur Einführung des rotfigurigen Stils gemacht wurden, um neue Wege zu beschreiten. Als Erster lässt er auf dem Rande einer Dinos Schiffe entlangsegeln. Nur selten hielt er sich an die traditionellen Muster bisheriger Mythendarstellungen. Von besonderer Bedeutung ist auch ein Bild vom Selbstmord des Ajax. Exekias zeigte nicht, wie bisher üblich, den Akt selbst, sondern die Vorbereitung dazu. In etwa genauso bekannt wie die Dionysos-Schale ist eine Amphora mit der Darstellung von Ajax und Achilles beim Brettspiel. Nicht nur die Zeichnung ist detailliert, Exekias lässt selbst das Ergebnis des Spieles nicht offen, fast wie in einer Sprechblase lässt er die beiden Spieler ihre gewürfelten Zahlen – Ajax eine Drei und Achilleus eine Vier – ansagen. Es ist das älteste Bild dieser Szene, die nie literarisch erwähnt wird. Nicht weniger als 180 weitere erhaltene Vasen von der Version des Exekias bis etwa 480 v. Chr. zeigen diese Szene.
John Boardman betonte die außergewöhnliche Stellung des Exekias, die ihn aus der Tradition der bisherigen Vasenmalerei heraustreten lässt:
„Die Menschen der früheren Künstler sind im besten Fall elegante Puppen. Amasis (der Amasis-Maler) war imstande, Menschen als Menschen zu sehen. Exekias aber konnte sie als Götter sehen und damit gibt er uns einen Vorgeschmack von der klassischen Kunst.“

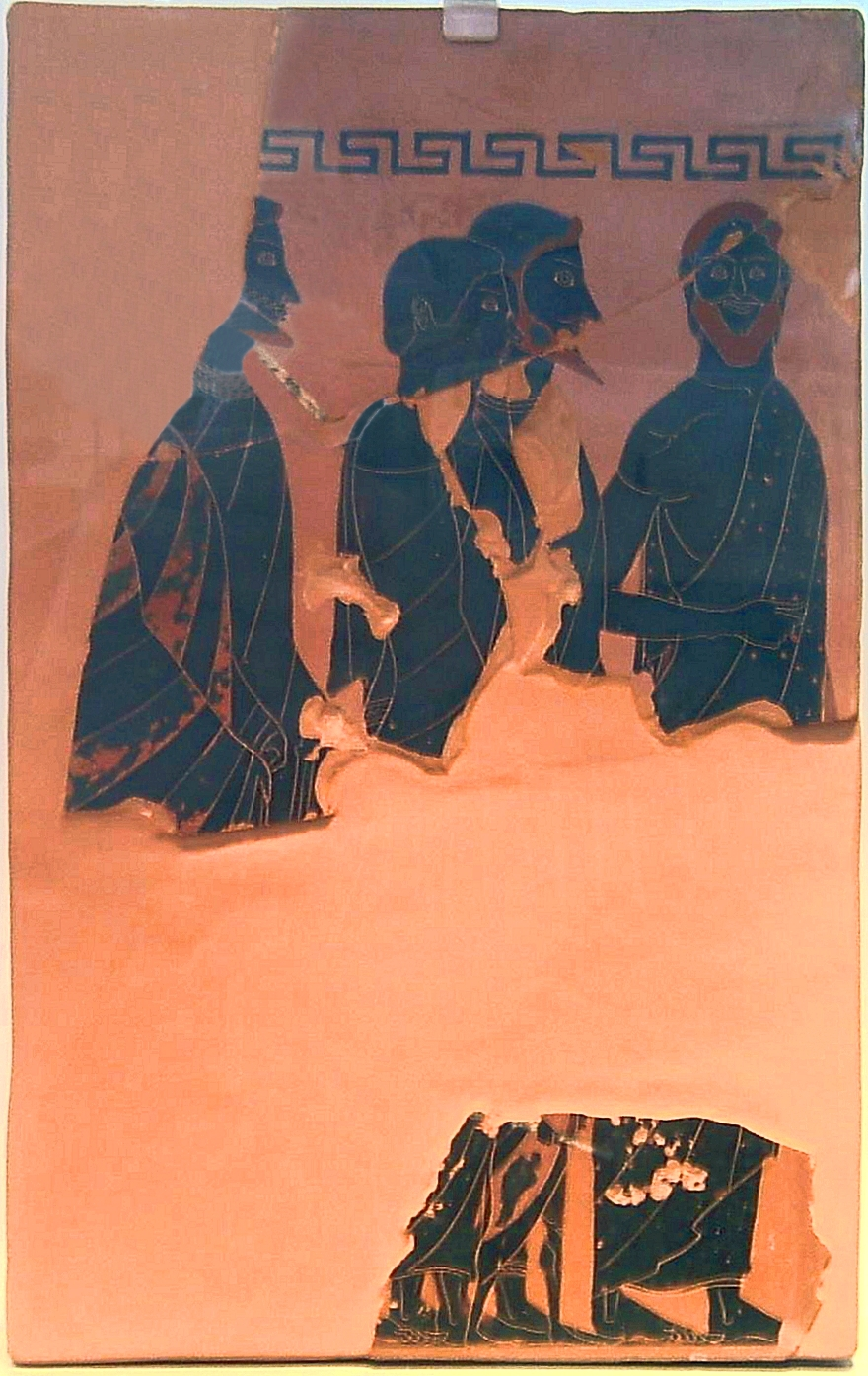
Eine der Grabtafeln mit dem Anführer des Trauerzuges, der den Betrachter ansieht. Um 540/530 v. Chr.

Selbst unter dem Vorbehalt, dass Vasenmaler im antiken Griechenland nicht als Künstler, sondern als Handwerker galten, zählt Exekias für die heutige kunsthistorische Forschung als vollendeter Künstler, der sich mit der gleichzeitigen „großen“ Malerei (Wandmalerei und Tafelmalerei) messen kann. Offenbar erkannten das auch seine Zeitgenossen. In der Antikensammlung Berlin/Altes Museum befinden sich noch heute Reste einer Reihe von Grabtafeln. Die Serie umfasste wahrscheinlich 16 einzelne Platten. Die Vergabe eines solchen Auftrages an einen Töpfer und Vasenmaler ist wohl einmalig in der Antike und zeugt vom hohen Ansehen des Künstlers. Die Tafeln zeigen die Trauer um eine verstorbene Athenerin sowie die Aufbahrung und Überführung zum Grab. Exekias zeigt die Trauer ebenso wie die Würde der Dargestellten. Eine Besonderheit ist beispielsweise, dass der Anführer des Trauerzugs sein Gesicht zum Betrachter gewendet hat und ihn gewissermaßen direkt ansieht. Einmalig ist die Darstellung der Pferde, die einen individuellen Charakter besitzen und nicht auf ihre Funktion als edle Tiere reduziert sind, wie es sonst auf Vasen üblich ist.

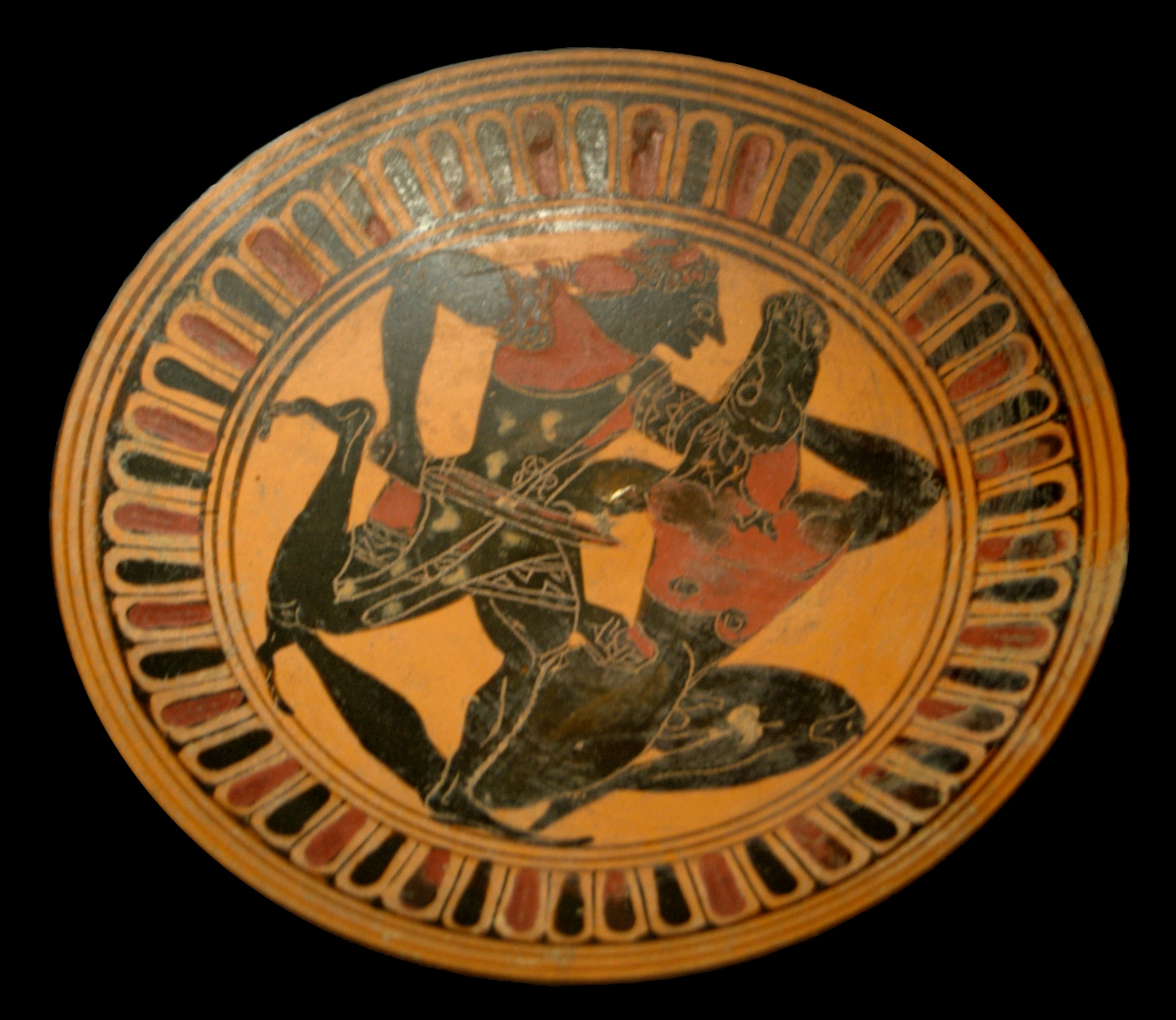
Theseus tötet den Minotaurus. Innenbild (Tondo) einer Randschale eines unbekannten Malers. Um 450/440 v. Chr., heute im Louvre

Die Spezialisierung in Gefäß- und Schalenproduzenten wurde während der Hochklassik weiter vorangetrieben. Aus den eher großen, viel Flüssigkeit fassenden Komasten- und Sianaschalen entwickelten sich über die Gordionschalen feinere Varianten der Schale, die wegen ihrer zierlichen Bemalung Kleinmeister-Schalen genannt werden. Dementsprechend bezeichnet man die Vasenmaler und Töpfer dieser Formen als Kleinmeister. Hauptformen der Kleinmeister sind die Bandschale und die Randschale. Die Randschale erhielt ihren Namen aufgrund des recht hart abgesetzten Randes. Die Außenseite der Schale bleibt weitestgehend tongrundig und ist meist mit nur sehr wenigen kleinen Bildern geschmückt, manchmal auch nur mit Inschriften, oder die Schalen wurden gar nicht aufwändig verziert. Auch in der Henkelzone sind sie selten mit mehr als Palmetten neben den Henkelansätzen und mit Inschriften geschmückt. Diese Inschriften könnten die Töpfersignatur sein, ein Trinkspruch oder auch nur eine sinnfreie Buchstabenzusammenstellung. Die Innenseiten der Randschalen sind häufig auch mit Bildern verziert.
Bandschalen haben einen weicheren Übergang vom Becken zum Rand. Der Bildschmuck ist in Form eines umlaufenden Bandes auf der Außenseite der Schale aufgebracht. Dabei handelt es sich nicht selten um sehr aufwändige Friese. Der Rand ist bei dieser Form schwarz gefirnisst. Die Innenseite ist tongrundig belassen, und nur im Zentrum ist ein schwarzer Punkt aufgemalt. Sonderformen sind die Droop-Schalen und die Kassel-Schalen. Droop-Schalen haben schwarze, konkave Ränder und einen hohen Fuß. Der Rand ist wie bei den Bandschalen schwarz belassen, doch wird auch die äußere Unterseite mit in die Bemalung einbezogen. Aufgemalt wurden Ornamente wie Blätter, Knospen, Palmetten, Punkte, Strahlenkränze oder auch Tiere. Kassel-Schalen sind eine kleine Form, sie wirken untersetzter als andere Kleinmeisterschalen. Bei dieser Form wird die gesamte Außenseite verziert. Wie auch bei den Droop-Schalen handelt es sich dabei weitestgehend um eine ornamentale Bemalung. Bekannte Kleinmeister sind die Töpfer Phrynos, Sokles, Tleson und Ergoteles, beides Söhne des Töpfers Nearchos. Hermogenes erfand mit dem Hermogenischen Skyphos eine Kleinmeistervariante des Skyphos sowie die Vasenmaler Phrynos-Maler, Taleides-Maler, Xenokles-Maler und die Gruppe von Rhodos 12264.

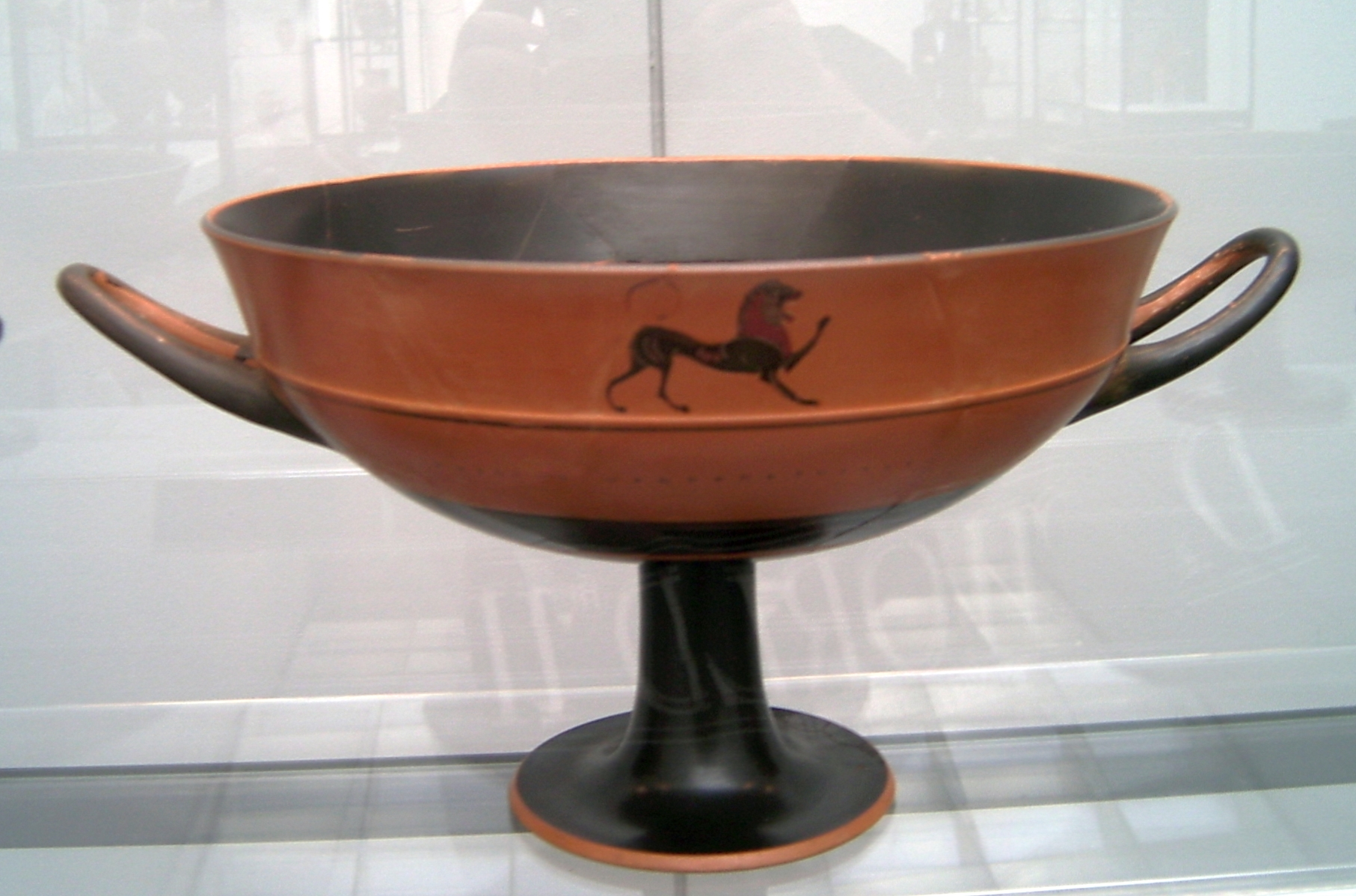
Randschale des Töpfers Tleson mit Signatur („Tleson, Sohn des Nearchos, hat’s gemacht“), um 540 v. Chr., heute in der Staatlichen Antikensammlung in München
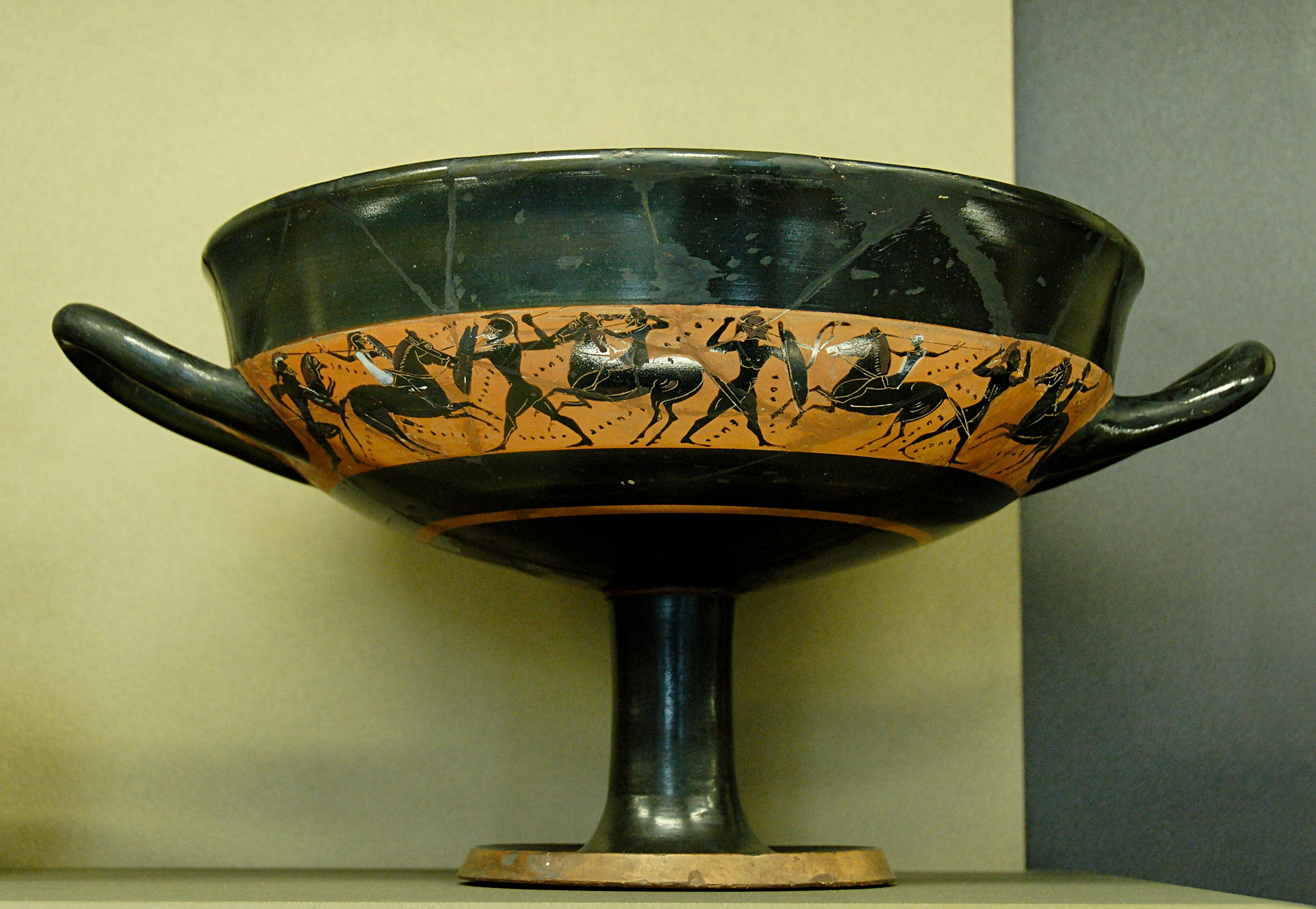
Bandschale eines unbekannten Künstlers mit der Darstellung von Kampfszenen, um 540 v. Chr, aus Vulci, heute im Louvre
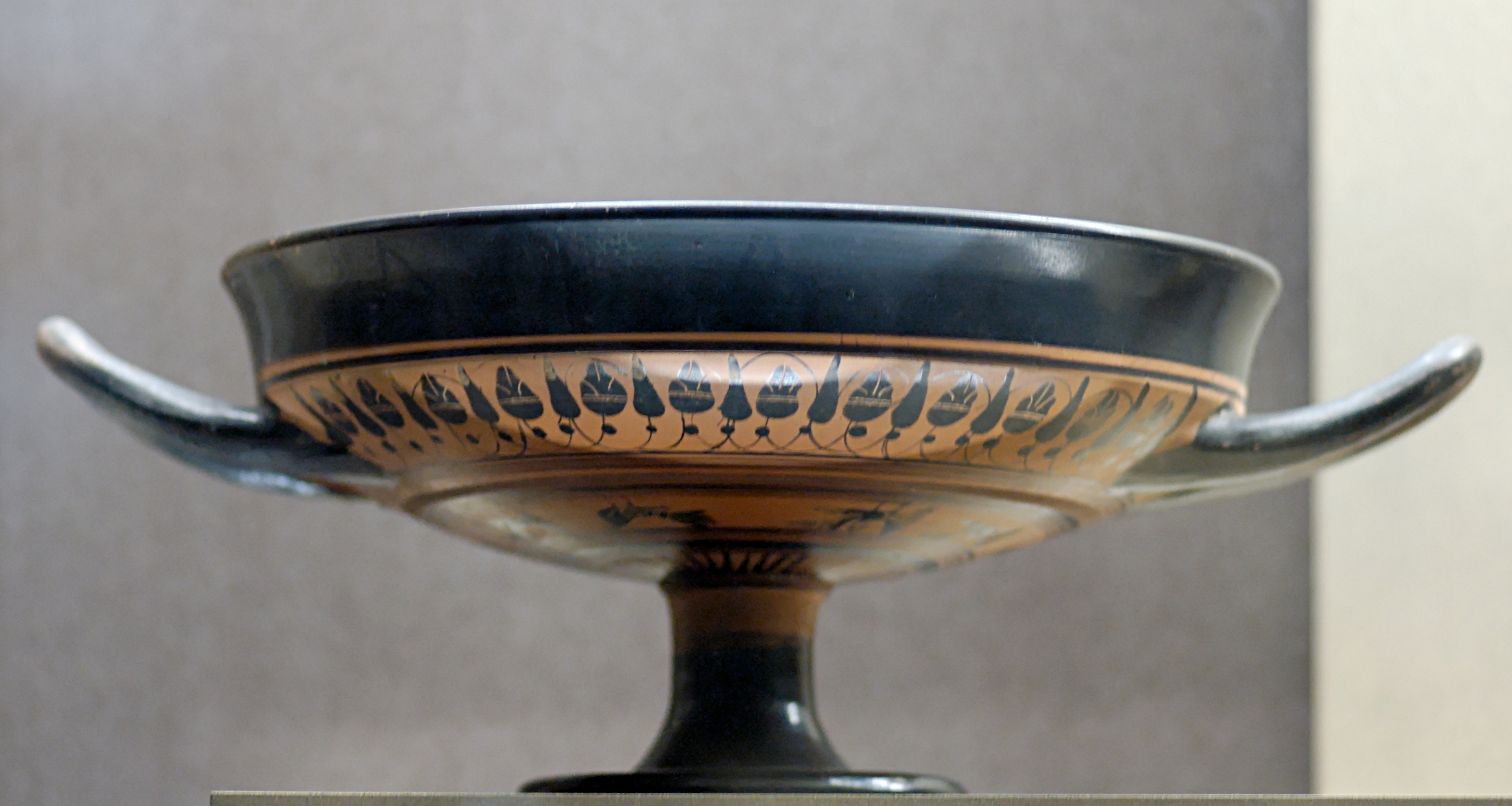
Droop-Schale eines unbekannten Künstlers, um 550/530 v. Chr., aus Griechenland, heute im Louvre
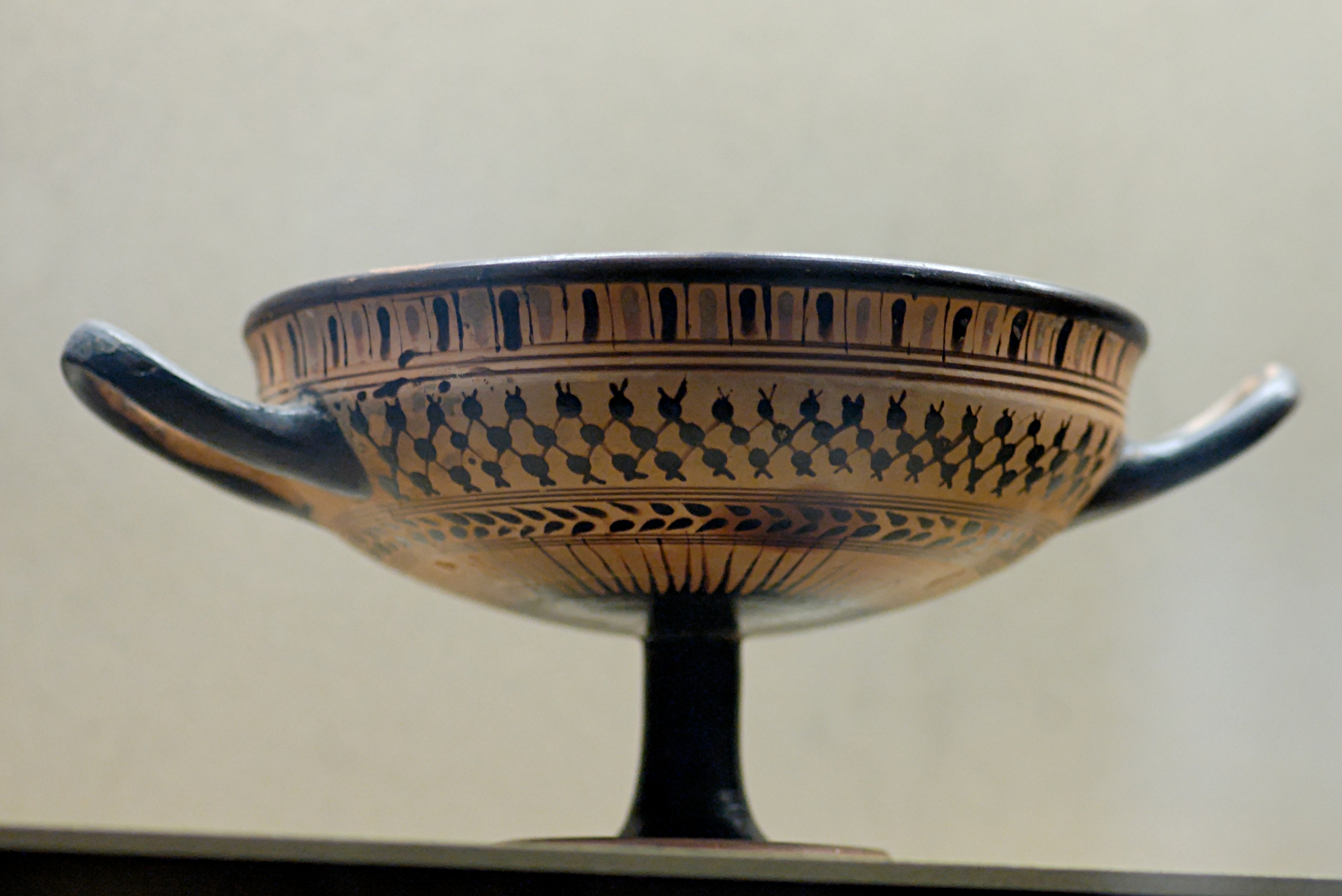
Kassel-Schale eines unbekannten Künstlers, um 540 v. Chr., heute im Louvre

#### Das letzte Viertel des 6. Jahrhunderts v. Chr.
Bis zum Ende des Jahrhunderts konnte die Qualität der schwarzfigurigen Vasenproduktion weitestgehend aufrechterhalten werden. Seit der Entwicklung des rotfigurigen Stils um 530 v. Chr., wohl durch den Andokides-Maler, nutzten allerdings immer mehr Maler den rotfigurigen Stil. Dieser gab aufgrund seiner Möglichkeiten in der Binnenzeichnung weitaus mehr Gestaltungsspielraum. Zudem ermöglichte der neue Stil weitaus erfolgversprechendere Experimente mit Verkürzungen, perspektivischen Ansichten oder neuen Gestaltungsformen. Bilder unterlagen wie immer geschmacklichen Entwicklungen und dem Zeitgeist, allerdings boten beim rotfigurigen Stil auch die besseren Gestaltungsmöglichkeiten bessere Voraussetzungen für die Darstellung aufwändigerer Bilder.

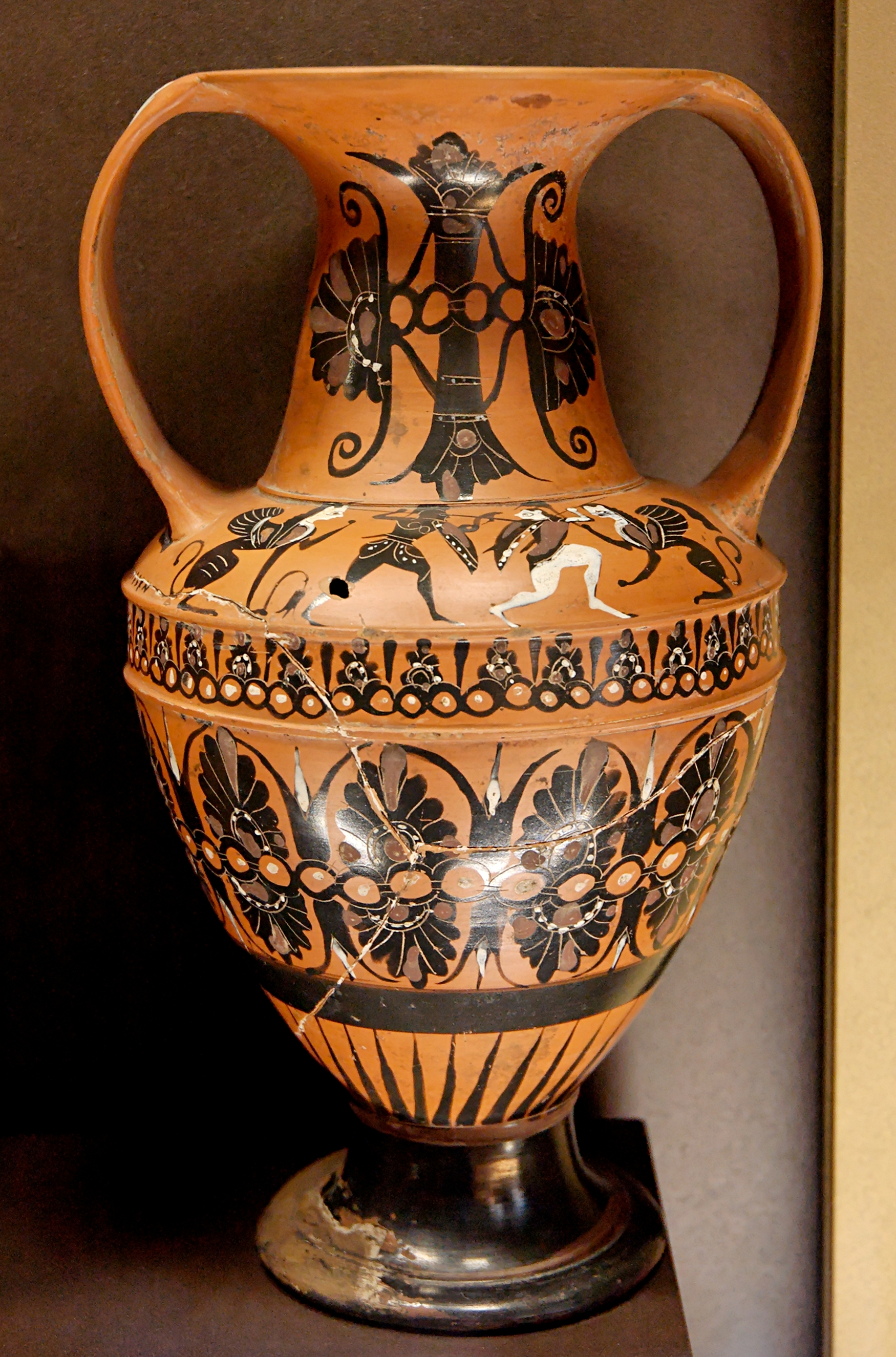
Amazonomachie auf einer Nikosthenischen Amphore des Töpfers Nikosthenes und des Malers N. um 520/510 v. Chr., heute im Louvre

Zunächst konnten jedoch noch einige innovative Handwerker auch der Produktion schwarzfiguriger Vasen Impulse geben. Der erfindungsreichste und geschäftstüchtigste Töpfer der Zeit war Nikosthenes. Mehr als 120 Vasen mit seiner Signatur sind bekannt, die demnach von ihm oder in seiner Werkstatt gefertigt wurden. Er scheint sich besonders auf die Fertigung von Vasen für den Export nach Etrurien spezialisiert zu haben. In seiner Werkstatt wurden gängige Halsamphoren, Kleinmeister-, Droop- und Augenschalen gefertigt, aber auch eine an die Bucchero-Keramik der Etrusker erinnernde Amphorenform, die nach ihrem Erfinder Nikosthenische Amphora genannt wird. Diese Stücke wurden vor allem in Caere gefunden, die übrigen Vasen zumeist in Cerveteri und Vulci. Der Erfindungsreichtum in seiner Werkstatt machte nicht bei den Formen halt. So entwickelte sich in der Nikosthenischen Werkstatt die Six-Technik, bei der die Bilder auf den Glanzton in rotbrauner oder weißer Farbe aufgemalt wurden. Unklar ist, ob Nikosthenes auch Vasenmaler war, wobei er in diesem Fall zumeist hinter dem nach ihm benannten Maler N vermutet wird. Auch der BMN-Maler und der rotfigurig arbeitende Nikosthenes-Maler sind nach Nikosthenes benannt. In seiner Werkstatt beschäftigte er viele namhafte Vasenmaler, darunter den späten Lydos, Oltos und Epiktetos. Die Werkstatttradition wurde vom Nachfolger des Nikosthenes, Pamphaios, fortgeführt.

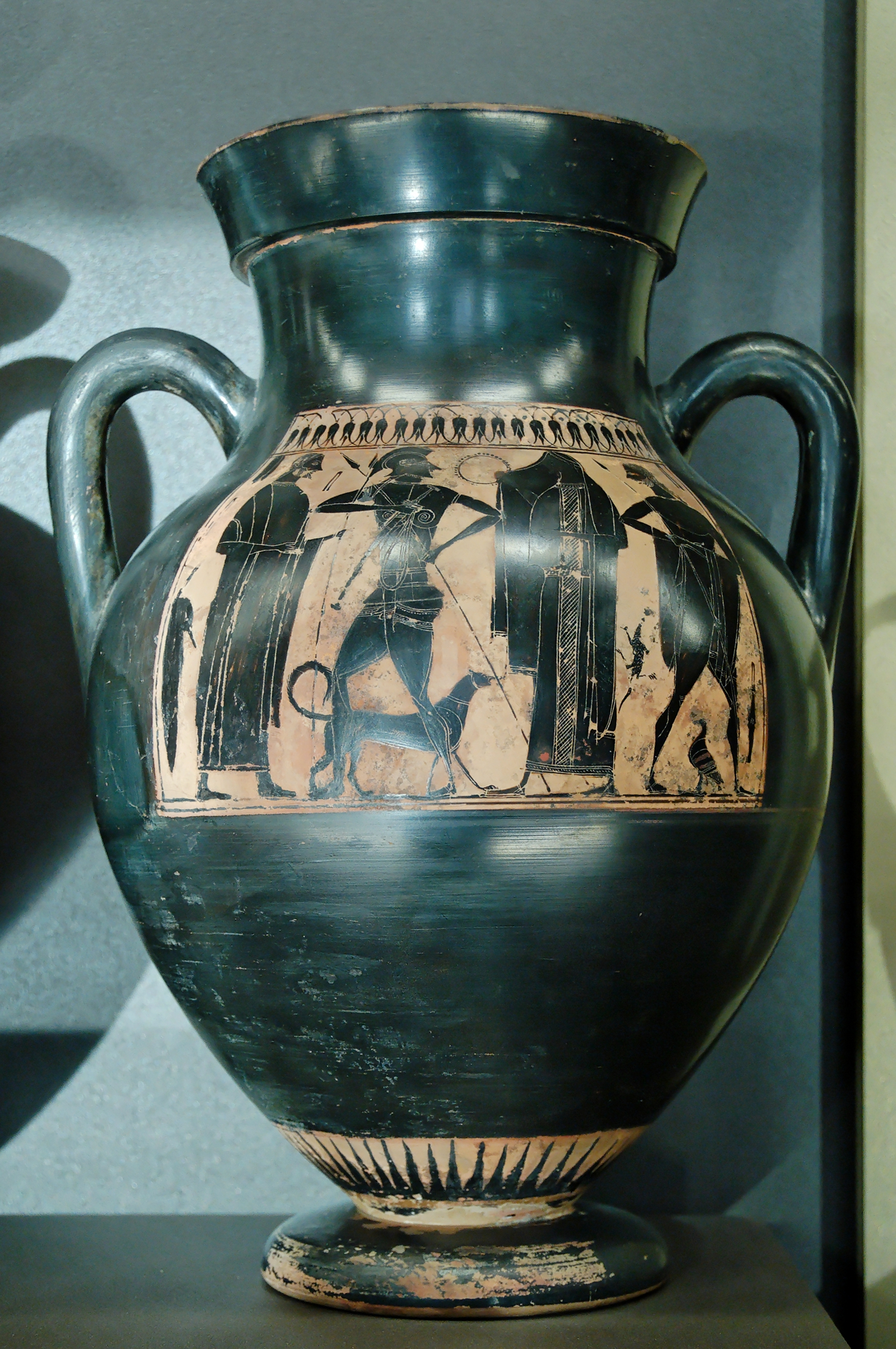
Kriegerabschied auf einer Bauchamphora des Affecter. Um 540/530 v. Chr., heute im Louvre

Zwei schwarzfigurige Vasenmaler gelten als Manieristen (540–520 v. Chr.). Der Elbows Out bemalte vor allem Kleinmeisterschalen. Auffällig sind die abgespreizten Ellenbogen seiner Figuren, nach denen er benannt wurde. Mythologische Begebenheiten zeigt er selten, dafür gerne Bilder mit Liebesszenen. Von ihm ist auch ein Lydion, eine seltenere Vasenform, verziert worden. Der bedeutendere der beiden war der Affecter, der seinen Notnamen wegen seiner affektiert wirkenden Gestalten bekam. Die kleinköpfigen Figuren wirken nicht so, als würden sie handeln, sondern als würden sie posieren. In seiner Anfangszeit stellte er vor allem Alltagsszenen dar, später verlegte er sich auf dekorative Bilder, bei denen zwar Figuren und Attribute, jedoch schwerlich Vorgänge erkennbar sind. Zeigt er seine Figuren bekleidet, wirken sie wie gepolstert, zeigt er sie nackt, wirken sie sehr eckig. Der Affecter war sowohl Töpfer als auch Maler, von ihm sind mehr als 130 Vasen überliefert.

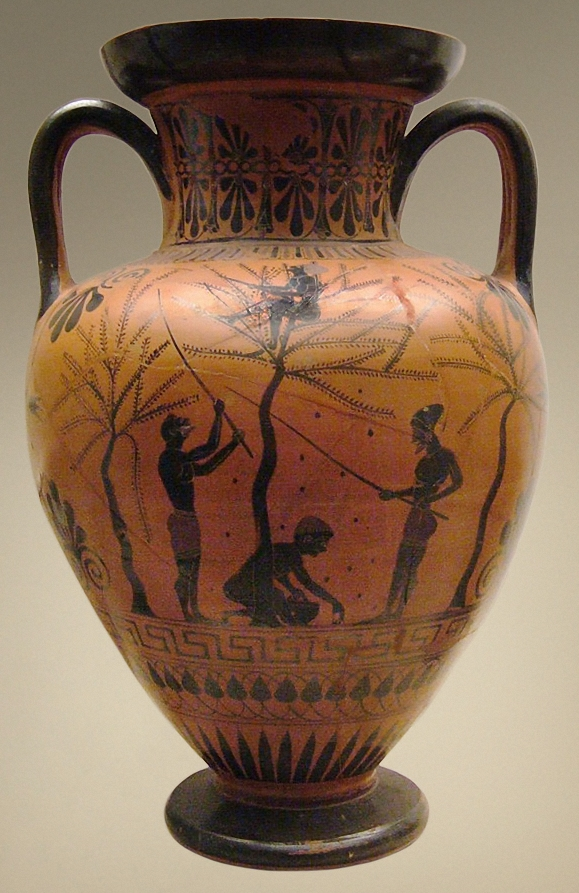
Olivenernte auf einer Halsamphora des Antimenes-Maler. Um 520 v. Chr., aus Vulci, heute im British Museum London

Der Antimenes-Maler (530–500 v. Chr.) verzierte gern Hydrien mit Tierfriesen in der Predella, daneben vor allem Halsamphoren. Zwei der ihm zugewiesenen Hydrien sind in der Halsregion im weißgrundigen Stil geschmückt. Er war der Erste, der Amphoren mit dem maskenhaften Gesicht des Dionysos bemalt. Die bekannteste seiner mehr als 200 erhaltenen Vasen zeigt auf der Rückseite eine Olivenernte. Seine Zeichnungen sind selten besonders präzise, aber auch nie sehr nachlässig. Stilistisch sehr eng mit dem Antimenes-Maler ist Psiax verwandt, der allerdings anders als der Antimenes-Maler auch rotfigurig arbeitete. Psiax hatte vor allem als Lehrer der Maler Euphronios und Phintias großen Einfluss auf die frühe Entwicklung des rotfigurigen Stils. Gerne zeigt er Gespannszenen und Bogenschützen.

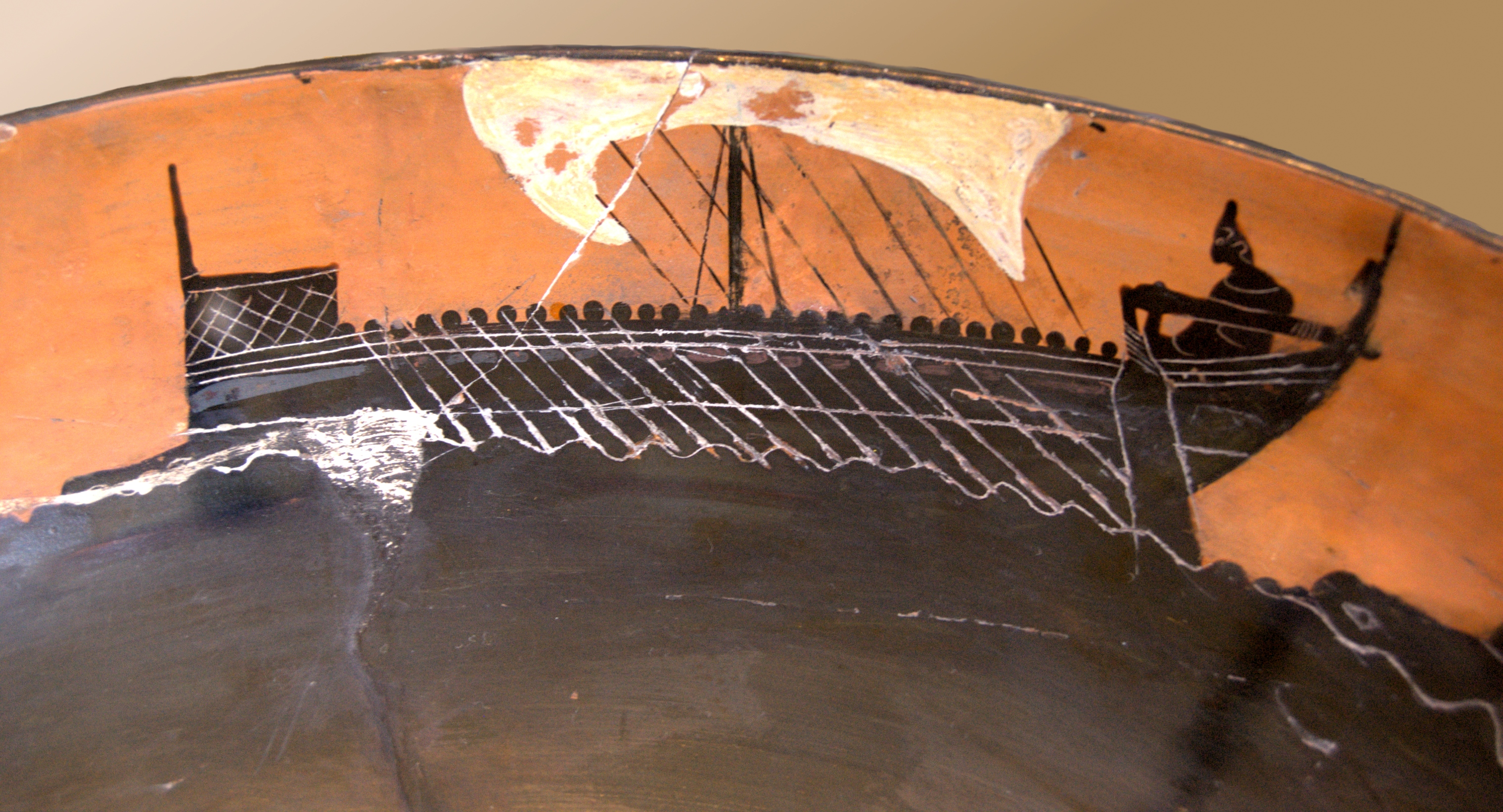
Schiff auf der Innenseite einer Schale der Leagros-Gruppe. Um 520 v. Chr., aus Cerveteri, heute in Paris, Cabinet des Médailles

Die letzte bedeutende Malergruppe war die Leagros-Gruppe (520–500 v. Chr.). Sie wurde nach ihrem viel benutzten Kalos-Namen Leagros benannt. Amphoren und Hydrien, letztere oft mit Palmetten in der Predella, sind die am häufigsten bemalten Bildträger. Die Bildfelder sind im Allgemeinen zum Bersten gefüllt, die Qualität dieser Bilder ist jedoch sehr hoch. Viele der mehr als 200 Vasen der Gruppe wurden mit Szenen aus dem Trojanischen Krieg und mit Bildern aus dem Leben des Herakles geschmückt. Zur Leagros-Gruppe gehörten Maler wie der originelle Acheloos-Maler, der konventionelle Chiusi-Maler und der detailsichere Tagesanbruch-Maler

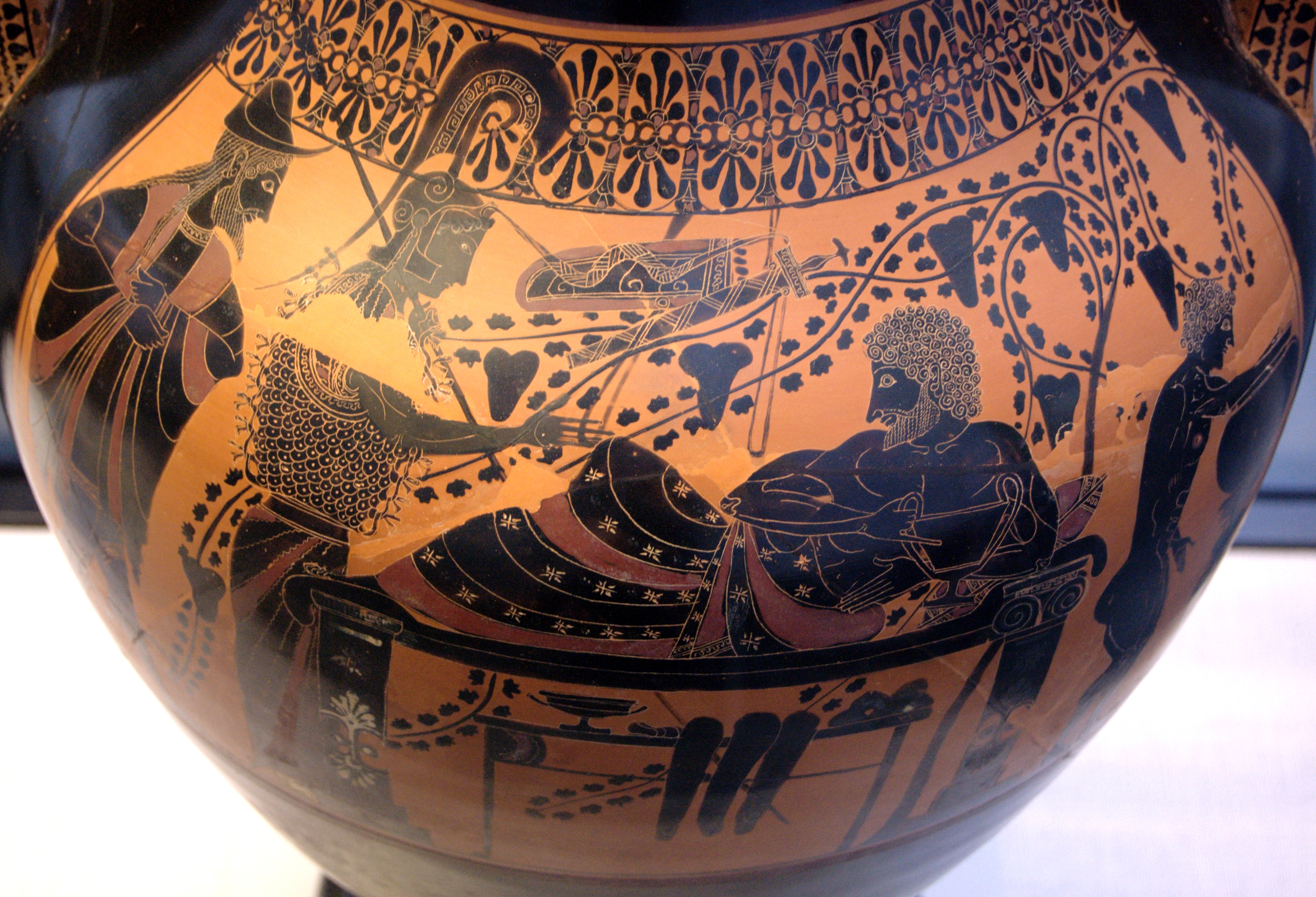
Herakles und Athene, schwarzfigurige Seite einer Bauchamphora des Andokides-Malers, um 520/510 v. Chr., aus Vulci, heute in den Staatlichen Antikensammlungen

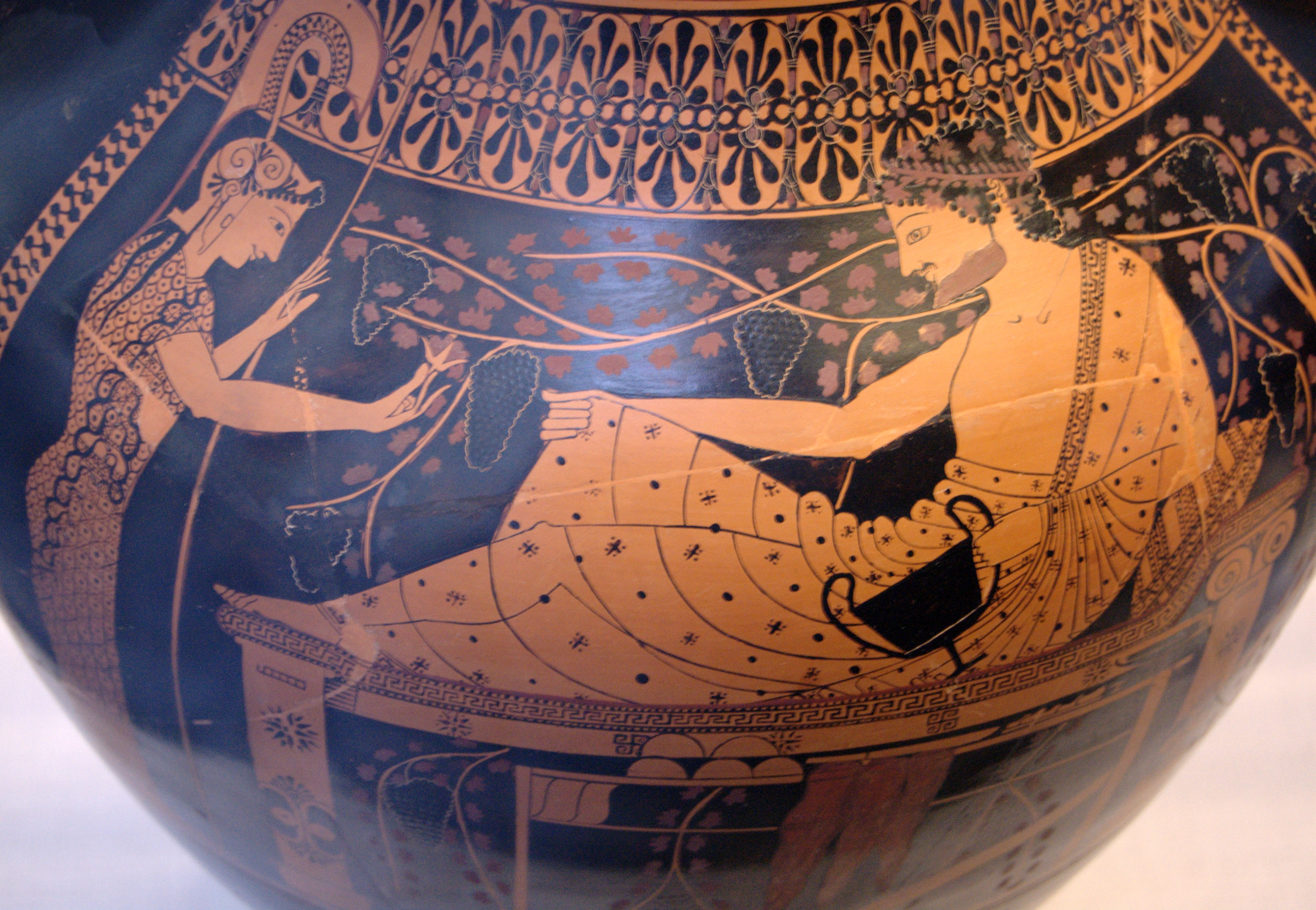
Herakles und Athene, rotfigurige Seite der obigen Amphora des Lysippides-Malers, um 520/510 v. Chr., aus Vulci, heute in den Staatlichen Antikensammlungen

Weitere namhafte Vasenmaler der Zeit sind der Maler der Trauernden im Vatikan, der Princeton-Maler, der Maler von München 1410 und der Schaukel-Maler (540–520 v. Chr.), dem sehr viele Vasen zugeschrieben werden. Er gilt nicht als sehr guter Künstler, doch wirken seine Bilder wegen der Figuren mit ihren großen Köpfen, seltsamen Nasen und nicht selten geballten Fäusten unfreiwillig komisch. Der Rycroft-Maler steht der rotfigurigen Vasenmalerei und den neuen Ausdrucksformen nahe. Besonders gern zeigt er dionysische Bilder, Gespannszenen und die Abenteuer des Herakles. Vielfach zeigt er Umrisszeichnungen. Seine etwa 50 zugewiesenen meist großen Gefäße bemalte er in eleganter Art. Die Klasse von Cabinet des Médailles 218 verzierte vor allem Varianten der Nikosthenischen Amphoren. Die Hypobibazon-Klasse nahm sich einer neueren Variante der Bauchamphora mit gerundeten Henkeln und Füßen an, bei deren Verzierung die Schlüsselmäander über den Bildfeldern auffallen. Eine kleinere Variante der Halsamphoren wird von der Drei-Linien-Gruppe bemalt. Die Perizoma-Gruppe nahm sich der um 520 v. Chr. neu eingeführten Form des Stamnos an. Daneben arbeiteten am Ende des Jahrhunderts noch der Euphiletos-Maler, der Madrid-Maler und der phantasievolle Priamos-Maler in nennenswerter Qualität.
Vor allem Schalenmaler wie Oltos, Epiktetos, Pheidippos und Skythes bemalten Vasen – in erster Linie Augenschalen – in beiden Stilen, sogenannte bilingue Vasen. Dabei wurden die Innenseiten meist im schwarz-, die Außenseiten meist im rotfigurigen Stil bemalt. Mehrfach gibt es Amphoren, deren Vorder- und Rückseite in verschiedenen Stilen verziert sind. Besonders bekannt sind hier die Werke des Andokides-Malers, deren schwarzfigurigen Seiten dem Lysippides-Maler zugewiesen werden. In der Forschung ist umstritten, ob beide Maler identisch sind. Nur wenige Maler, etwa der Nikoxenos-Maler und der Athena-Maler, arbeiteten in nennenswerter Quantität in beiden Techniken. Waren Bilinguen eine kurze Zeit lang recht beliebt, ist ihre Zeit gegen Ende des Jahrhunderts schon wieder vorbei.

#### Spätzeit

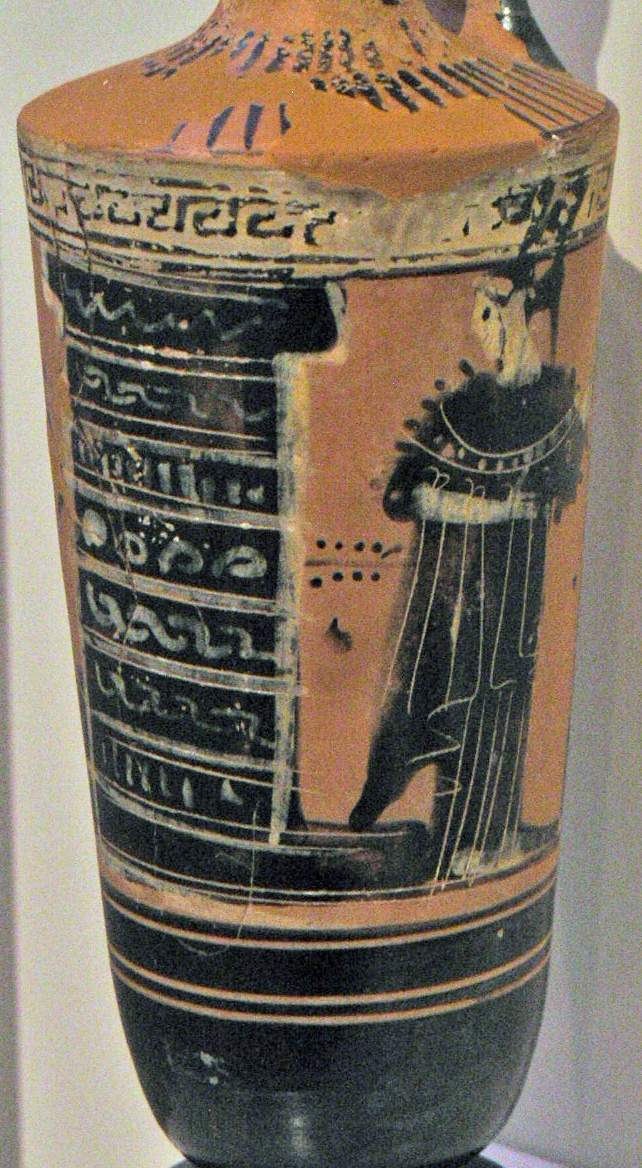
Athene auf einer Lekythos des Beldam-Malers, um 480 v. Chr., gefunden in Vari, heute im Archäologischen Nationalmuseum Athen

Zu Beginn des 5. Jahrhunderts v. Chr., bis spätestens 480 v. Chr., nutzen alle Maler mit Anspruch den rotfigurigen Stil. Doch noch etwa 50 Jahre wurden auch schwarzfigurige Vasen produziert, deren Qualität immer mehr abnahm. Letzte Maler von akzeptabler Qualität auf größeren Vasen waren der Eucharides-Maler und der Kleophrades-Maler. Einzig Werkstätten, die kleinere Formen wie Olpen, Oinochoen, Skyphoi, kleine Halsamphoren und vor allem Lekythen produzierten, arbeiteten noch vermehrt im alten Stil. Dazu zählten etwa die Maler der Lancut-Gruppe, die auf einfach gehaltene Skyphoi in Silhouettentechnik spezialisiert waren. Der Phanyllis-Maler arbeitete unter anderem in der Six-Technik, der Edinburgh-Maler verzierte wie der Gela-Maler die ersten zylindrischen Lekythen. Ersterer bemalte seine Vasen vor allem mit lockeren, klaren und einfachen Bildern in schwarzfiguriger Technik auf weißem Grund. Der weiße Untergrund der Vasen war recht dick und wurde nicht mehr auf den Tongrund gemalt. Diese Technik sollte für alle Vasen des weißgrundigen Stils verbindlich werden. Der Sappho-Maler war auf Grablekythen spezialisiert. Besonders produktiv war die Werkstatt des Haimon-Malers, von dem mehr als 600 Gefäße erhalten sind. Athena-Maler (vielleicht identisch mit dem rotfigurigen Bowdoin-Maler) und Perseus-Maler verzierten weiterhin die größeren Standardlekythen. Die Bilder des Athena-Malers strahlen noch etwas von der Würde der Bilder der Leagros-Gruppe aus. Der Marathon-Maler ist vor allem für die Grablekythen bekannt, die man im Grabtumulus für die 490 v. Chr. in der Schlacht bei Marathon gefallenen Athener gefunden hat. Als letzter bedeutender Lekythenmaler begann um 470 v. Chr. der Beldam-Maler seine Arbeit, die er bis etwa 450 v. Chr. fortführte. Abgesehen von den Panathenäischen Preisamphoren endete der schwarzfigurige Stil in Attika zu dieser Zeit.

#### Panathenäische Preisamphoren

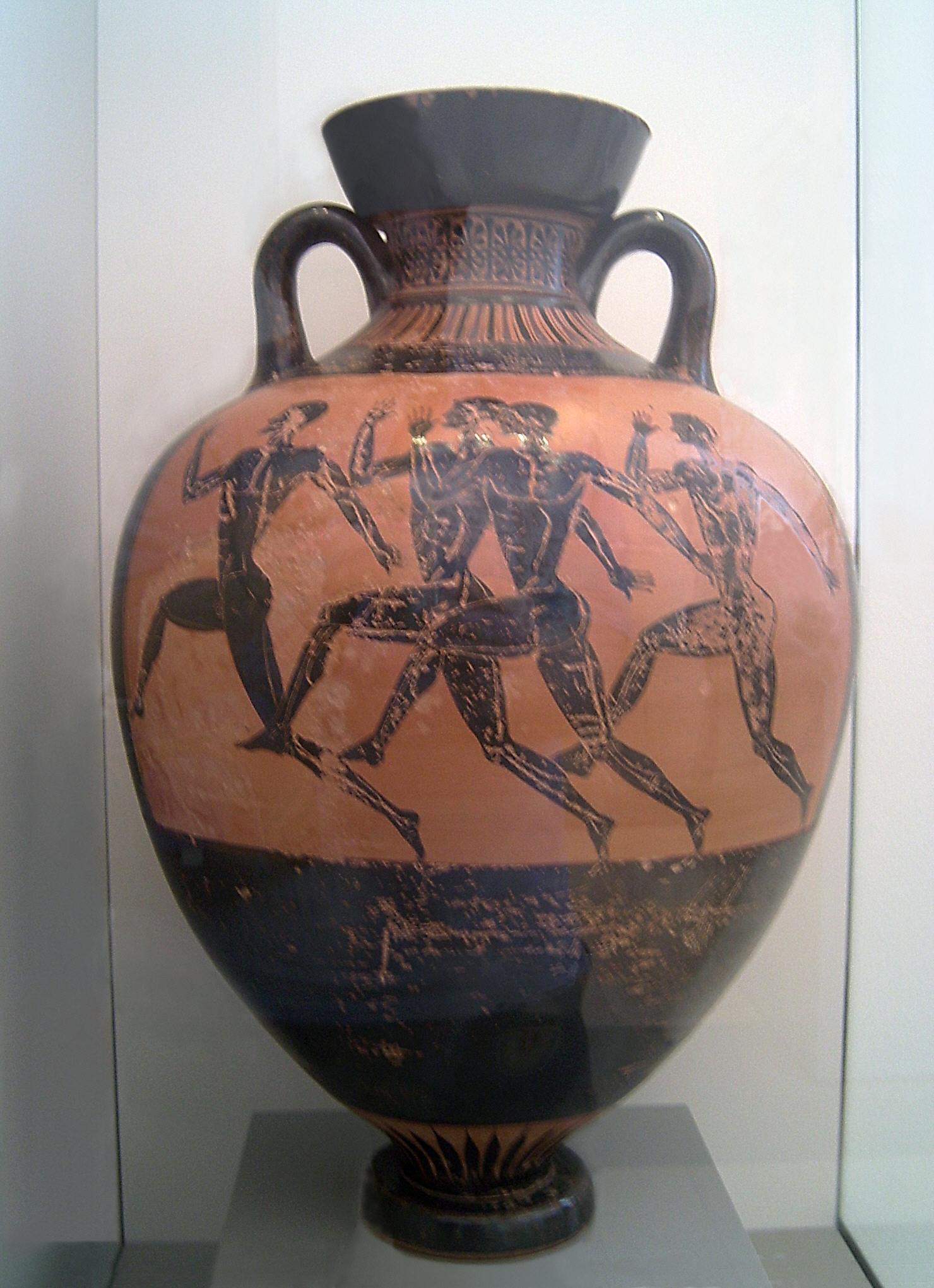
Wettlauf auf einer Panathenäischen Preisamphora, dem Berliner Maler zugeschrieben, um 480/470 v. Chr., gefunden in Nola, heute in der Antikensammlung Berlin/Altes Museum

Unter den schwarzfigurigen Vasen Attikas nehmen die Panathenäischen Preisamphoren eine Sonderrolle ein. Sie waren seit 566 v. Chr. – der Einführung oder Reorganisierung des Panathenäen-Festes – der Siegpreis für die Gewinner der sportlichen Wettbewerbe. Auf der Vorderseite waren sie standardmäßig mit einem Bild der Göttin Athene zwischen zwei Säulen, auf denen Hähne stehen, geschmückt, auf der Rückseite mit einer Darstellung aus dem Sport. Die Form war stets die gleiche und änderte sich nur wenig in der langen Produktionszeit. Die Bauchamphora war ihrem Namen zufolge zunächst besonders bauchig, hatte einen kurzen Hals und einen schmalen, hohen Fuß. Gefüllt waren die Amphoren mit einem der Hauptexportgüter der Stadt, Olivenöl. Um 530 v. Chr. werden die Hälse kürzer und der Körper etwas schmaler. Um 400 v. Chr. sind die Schultern schon weit eingezogen, die Kurve des Vasenkörpers wirkt schlaff. Seit 366 v. Chr. werden die Vasen wieder eleganter und noch schmaler.

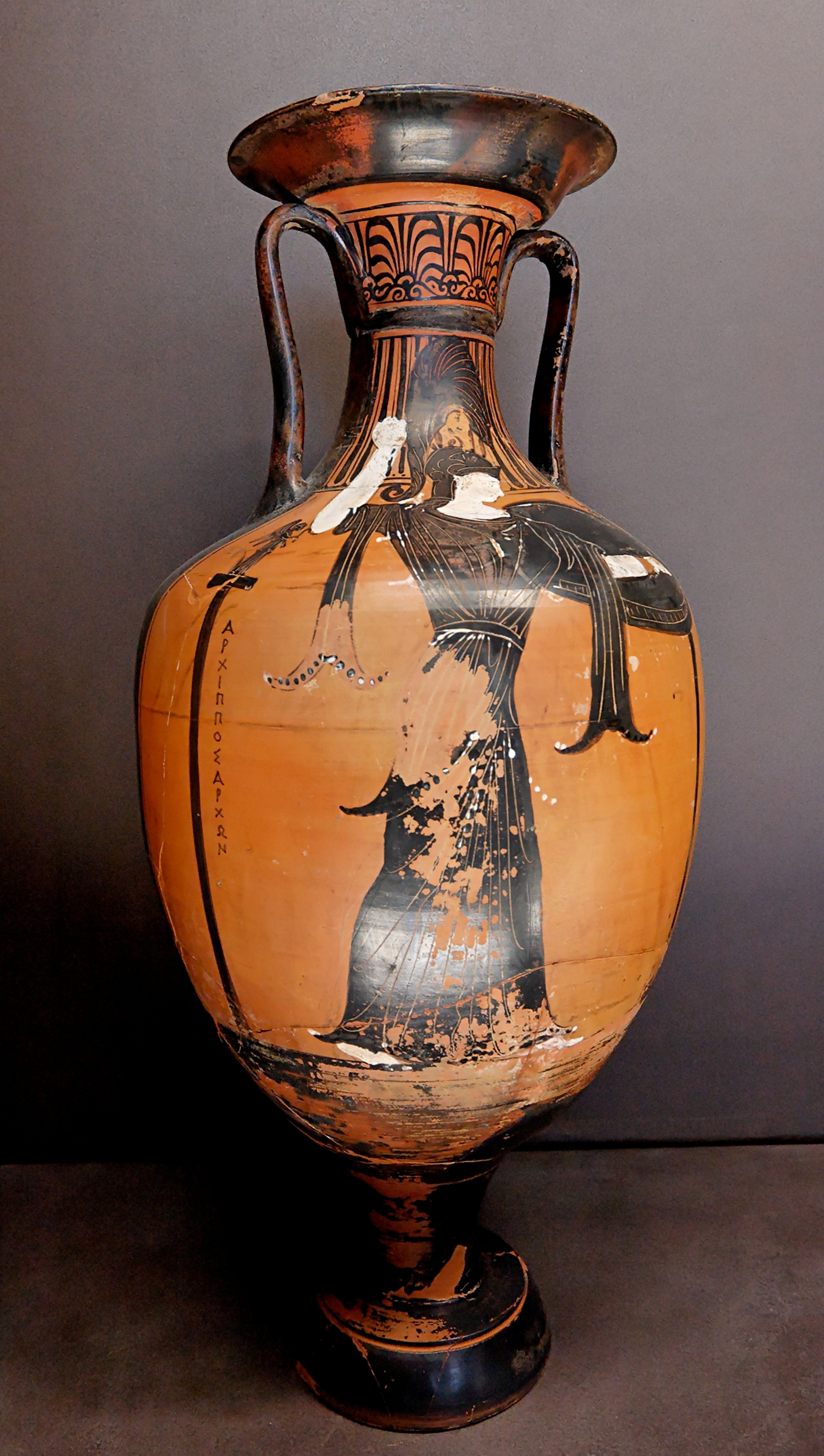
Athena auf einer Preisamphore, mit der Inschrift „Archippos, archon“ (321/320 v. Chr.), gefunden in Benghazi, heute im Louvre

Hergestellt wurden die Vasen vor allem in den führenden Werkstätten des Kerameikos. Es scheint eine Auszeichnung oder besonders lukrativ gewesen zu sein, den Auftrag für die Produktion der Vasen erhalten zu haben. Damit erklären sich auch die vielen Preisamphoren von herausragenden Vasenmalern. Neben schwarzfigurigen Meistern wie dem Euphiletos-Maler, Exekias, Hypereides und der Leagros-Gruppe sind auch viele rotfigurige Meister als Schöpfer der Preisamphoren bekannt. Dazu gehören der Eucharides-Maler, der Kleophrades-Maler, der Berliner Maler, der Achilleus-Maler und Sophilos, der als einziger eine der bekannten Vasen signierte. Die erste Amphora, die Burgon-Vase, stammte von der Burgon-Gruppe. Da seit dem 4. Jahrhundert v. Chr. manchmal der Name des amtierenden Archon auf der Vase vermerkt ist, kann man einige der Vasen genau datieren. Da die Panathenäen ein religiöses Fest waren, veränderten sich der Stil und die Dekorationsform weder während der Zeit des rotfigurigen Stils, noch nachdem eigentlich keine figürliche Vasenmalerei mehr in Athen betrieben wurde. Die Preisamphoren wurden bis ins 2. Jahrhundert v. Chr. produziert. Heute sind etwa 1000 solcher Vasen bekannt. Da man für manche Zeiten weiß, wie hoch die Siegprämien waren, kann geschätzt werden, dass etwa ein Prozent der Vasen erhalten ist. Bei weiterer Hochrechnung kann geschlossen werden, dass zusammen etwa 7 Millionen figürlich bemalte Vasen in Athen hergestellt wurden. Neben den Preisamphoren wurden auch imitierende Formen geschaffen, die Pseudo-Panathenäischen Preisamphoren.

### Lakonien

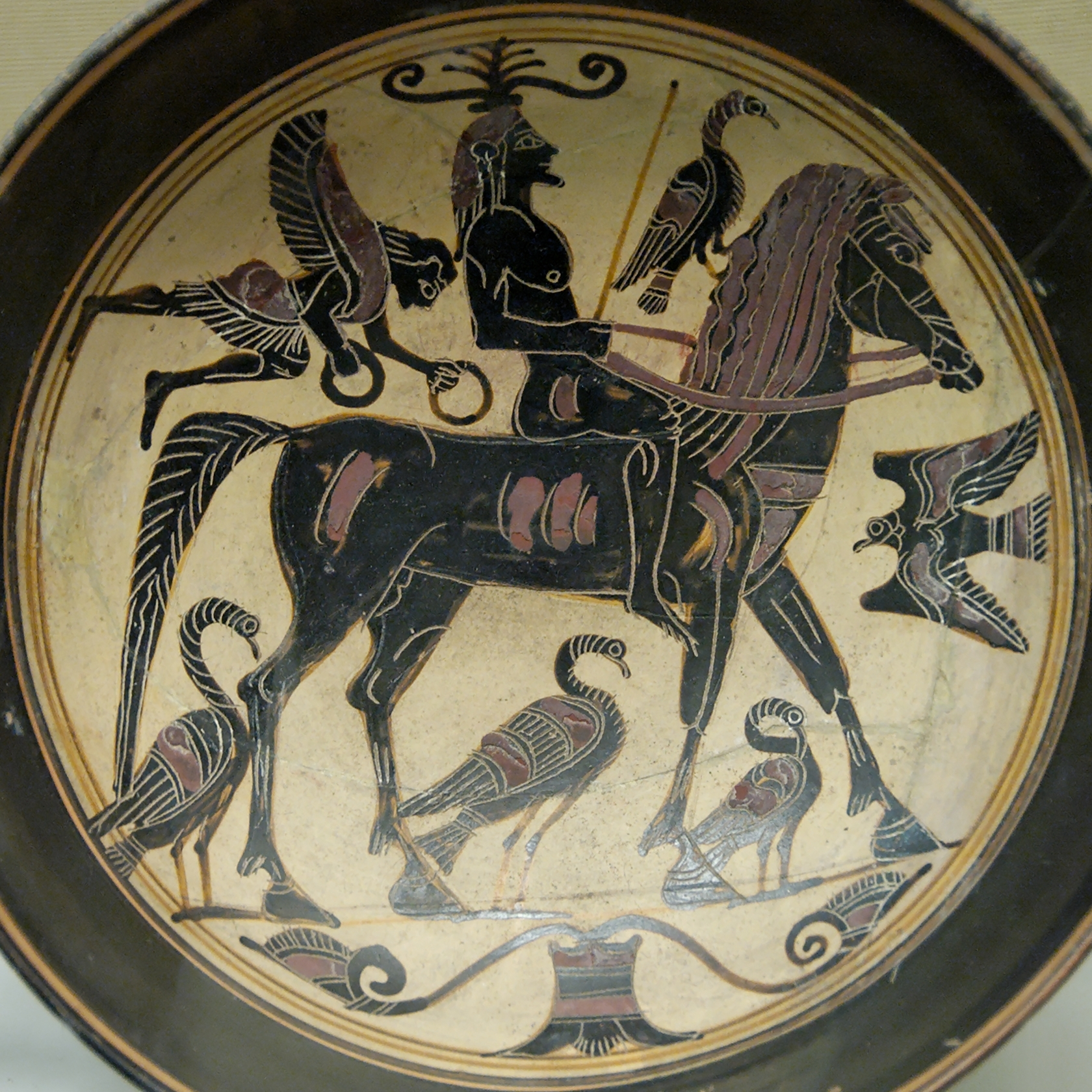
Ein Reiter, dem eine Volutenranke aus dem Kopf wächst, unter den Füßen des Pferdes das abgeteilte zweite Segment, Schalentondo der Namenvase des Reiter-Malers, um 550/530 v. Chr., heute im British Museum

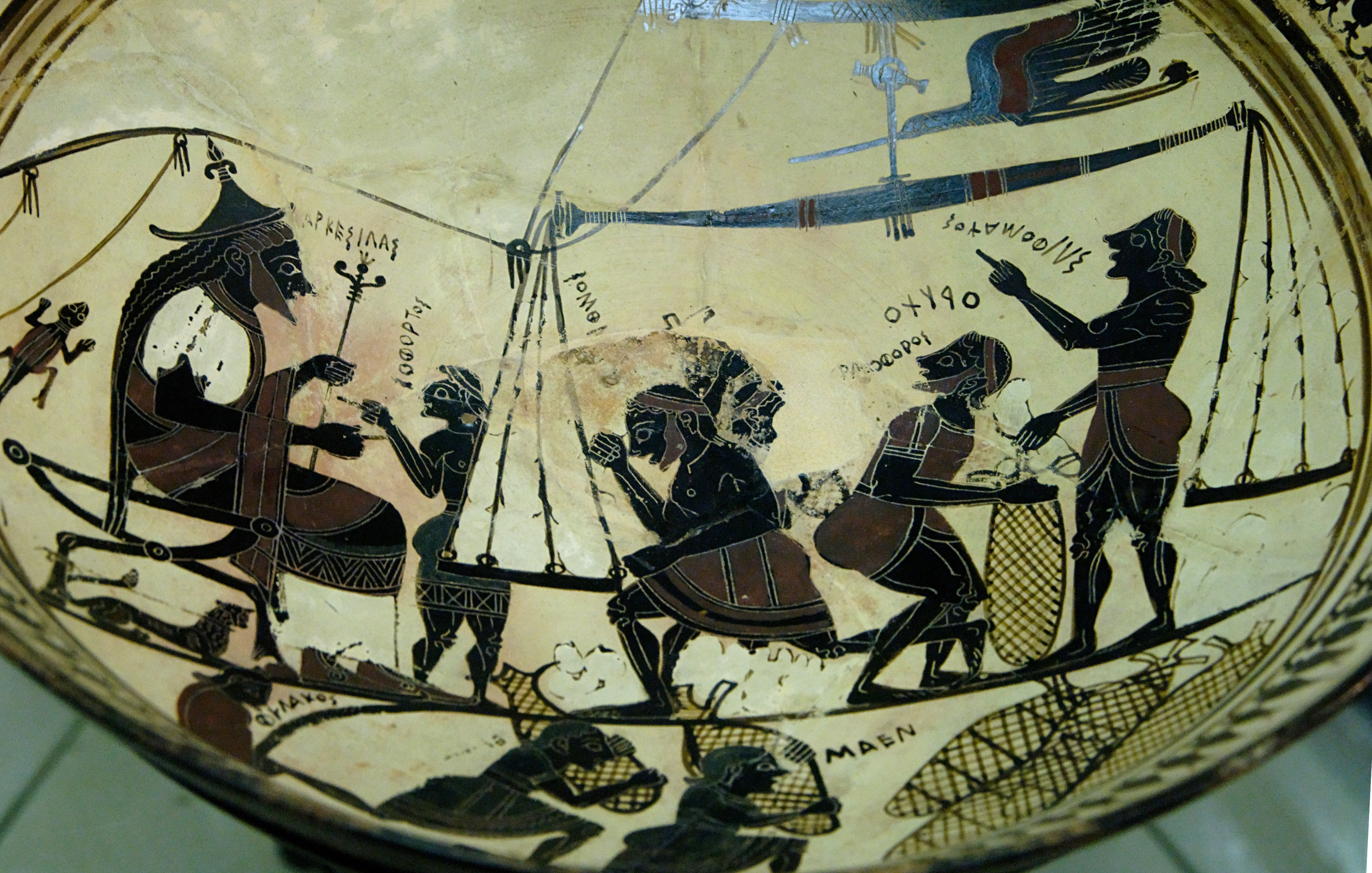
Arkesilaos II., König von Kyrene, beobachtet Untertanen bei der Arbeit auf einer Schale des Arkesilas-Maler, um 565/560 v. Chr., gefunden in Vulci, heute in Paris, Cabinet des médailles

Schon seit dem 7. Jahrhundert v. Chr. wurde in Sparta sowohl zum Eigenbedarf als auch für den Export bemalte Keramik produziert. Die ersten qualitätsvollen Stücke wurden um 580 v. Chr. hergestellt. Der Höhepunkt war mit der schwarzfigurigen Keramik in der Zeit zwischen etwa 575 und 525 v. Chr. erreicht. Hauptfundorte sind neben Sparta die Inseln Rhodos und Samos sowie Tarent, etruskische Nekropolen und Kyrene, das man zunächst für den Ursprungsort der Keramik hielt. Die Qualität der Gefäße ist sehr hoch. Der Ton ist fein geschlämmt, er wurde mit einem cremefarbigen Überzug versehen. Bemalt wurden Amphoren, Hydrien, Kolonettenkratere, die in der Antike krater lakonikos genannt wurden, Volutenkratere und Kratere des chalkidischen Typs, Lebetes, Aryballoi und das spartanische Trinkgefäß Lakaina. Leitform und häufigster Fund ist jedoch die Schale. In Lakonien wurde das tiefe Becken meist auf einen hohen Fuß gestellt, Schalen auf niedrigem Fuß sind weitaus seltener. Typisch ist die Verzierung der Außenseite mit Ornamenten, meist Granatapfelketten, das meist figürliche Innenbild ist recht groß. In Lakonien wurde das Tondo früher als im restlichen Griechenland zum Hauptträger der Handlung bei Schalenbildern. Das Hauptbild wurde ebenfalls schon früh in zwei Abschnitte, ein Hauptbild und ein kleineres unteres Segment geteilt. Häufig wurden die Gefäße nur mit Glanzton überzogen oder nur mit wenigen Ornamenten verziert. Inschriften sind nicht die Regel, kommen allerdings als Namenbeischriften vor. Weder für Töpfer noch für Maler sind Signaturen bekannt. Wahrscheinlich waren die lakonischen Handwerker periökische Töpfermaler, Eigenarten bei den getöpferten Werken decken sich oft mit den erkannten Malerhandschriften. Möglicherweise handelte es sich auch um ostgriechische Wandertöpfer, was den starken ostgriechischen Einfluss vor allem auf den Boreaden-Maler erklären würde.

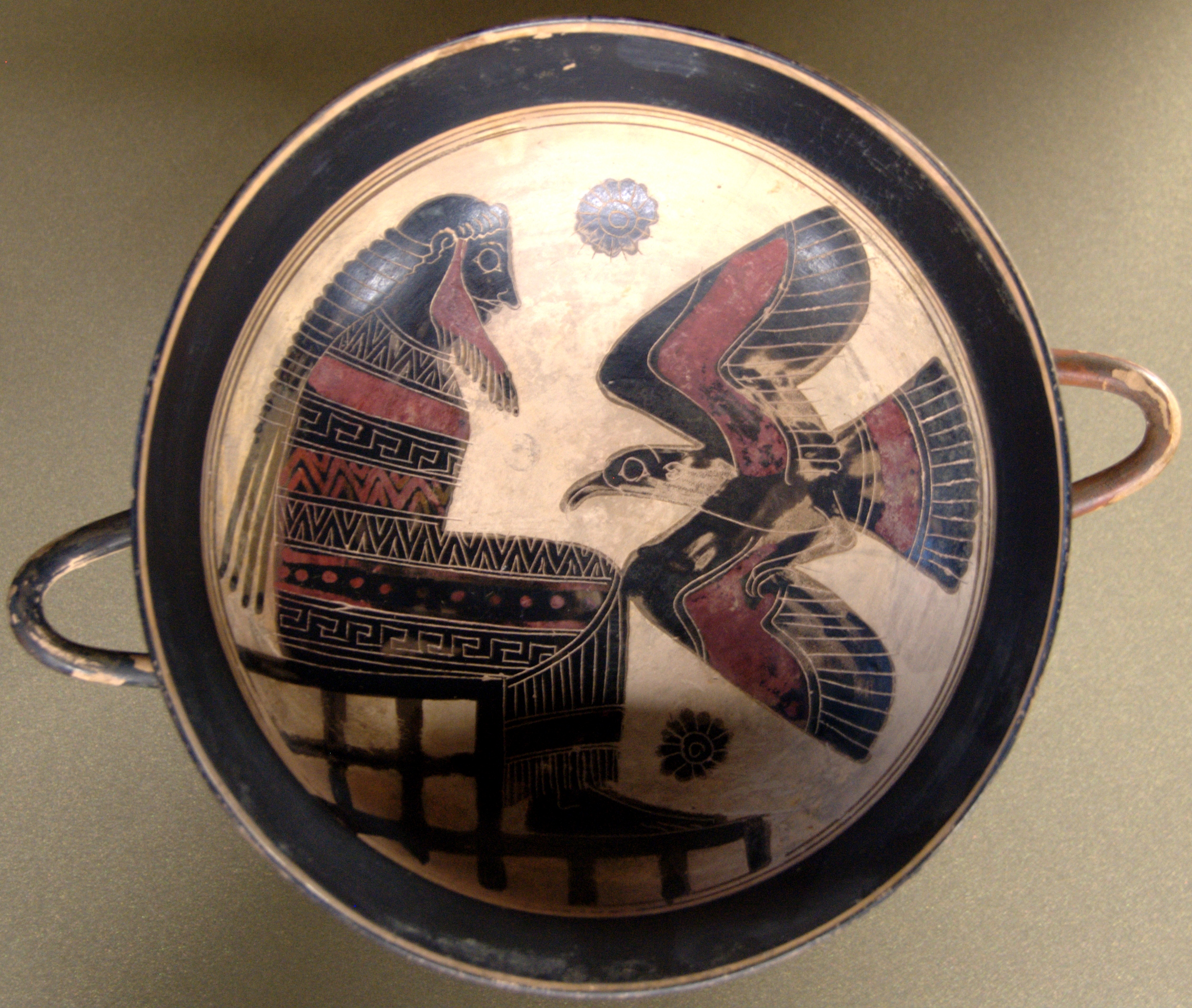
Zeus mit Adler, Schalentondo des Naukratis-Maler, um 560 v. Chr., heute im Louvre

Mittlerweile werden mindestens acht Vasenmaler unterschieden. Fünf Maler, der Arkesilas-Maler (565–555), der Boreaden-Maler (575–565), der Jagd-Maler, der Naukratis-Maler (575–550) und der Reiter-Maler (550–530) gelten als die bedeutenderen Vertreter des Stils, während andere Maler als Künstler von geringerer Kunstfertigkeit gelten. Die Bilder wirken meist eckig und steif. Gezeigt werden Tierfriese, Alltagsszenen, vor allem von Symposien und viele Mythenbilder. Hier sind vor allem Poseidon und Zeus häufig dargestellt, aber auch Herakles bei seinen 12 Taten sowie der Thebanische und der Trojanische Sagenkreis. Als Schalentondo wird vor allem bei frühen Vasen auch ein Gorgoneion (Gorgonenfratze) verwendet. Eine Besonderheit bildet ein Bild der Nymphe Kyrene, ebenso ein Tondo mit einem Reiter, dem eine Volutenranke aus dem Kopf wächst (Namenvase des Reiter-Malers). Von besonderer Bedeutung ist auch eine Schale mit der Darstellung von Arkesilaos II. (Arkesilas-Schale), die dem Arkesilas-Maler den Notnamen gab. Es ist eine der seltenen Darstellungen von aktuellen Ereignissen oder Personen in der griechischen Vasenmalerei. Die Bildthemen lassen attische Einflüsse erkennen. Als Deckfarbe wurde vor allem ein stark ins Purpur gehender Rotton verwendet. Derzeit sind mehr als 360 lakonische Vasen bekannt, fast ein Drittel davon, 116 Stück, gehen auf den Naukratis-Maler zurück. Der Niedergang der korinthischen schwarzfigurigen Vasenmalerei, die einen großen Einfluss auf die lakonische Malerei hatte, um das Jahr 550 v. Chr. führte zu einem massiven Einbruch in der lakonischen Produktion schwarzfiguriger Vasen, die schließlich um 500 v. Chr. zum Erliegen kam. Die Keramik war sehr weit verbreitet, von Marseille bis in das ionische Griechenland. Auf Samos ist lakonische Keramik aufgrund der engen politischen Bindung zu Sparta häufiger als korinthische Keramik.

### Böotien

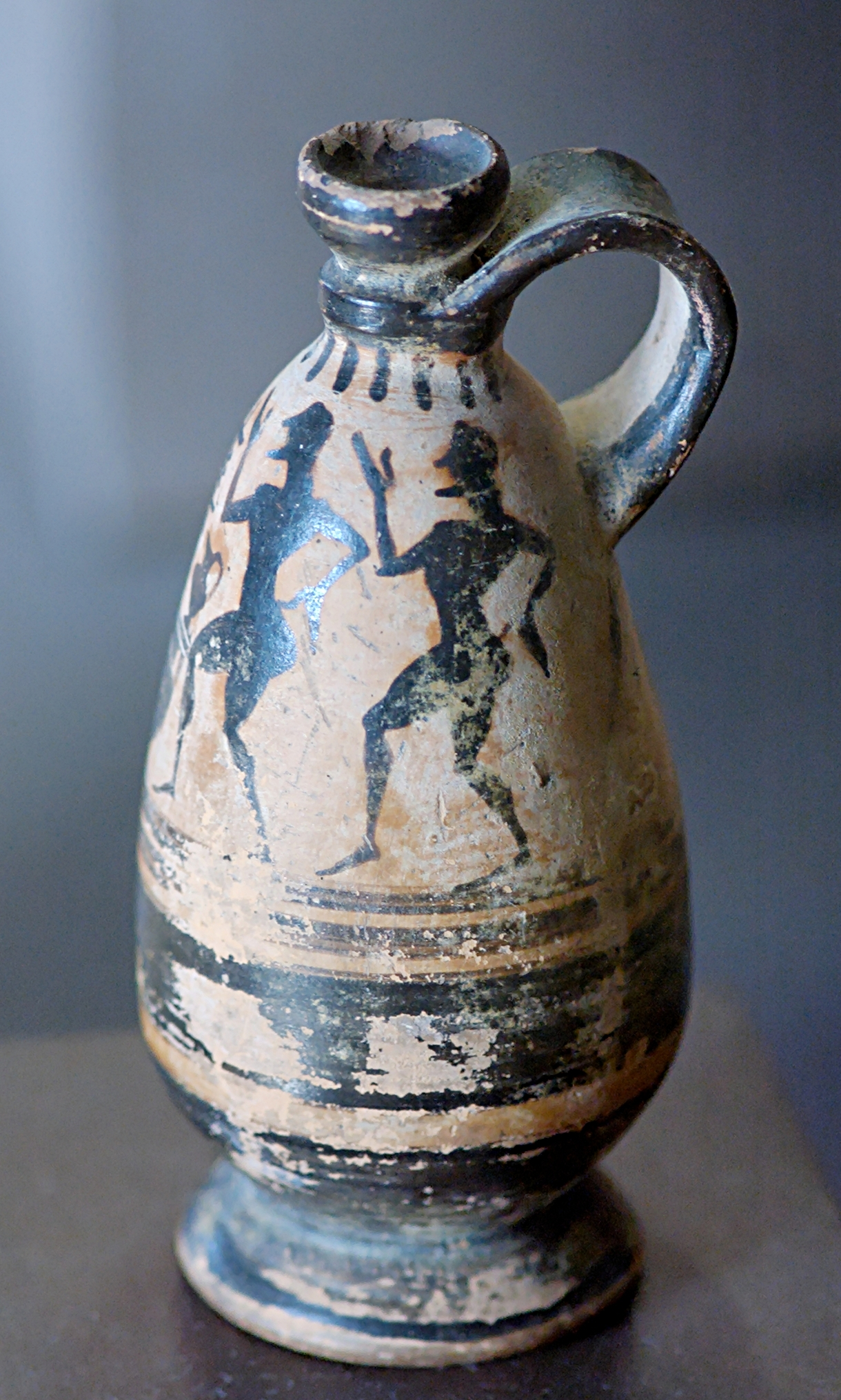
Komos-Szene auf einer Lekythos, um 550 v. Chr., gefunden in Böotien, heute im Louvre

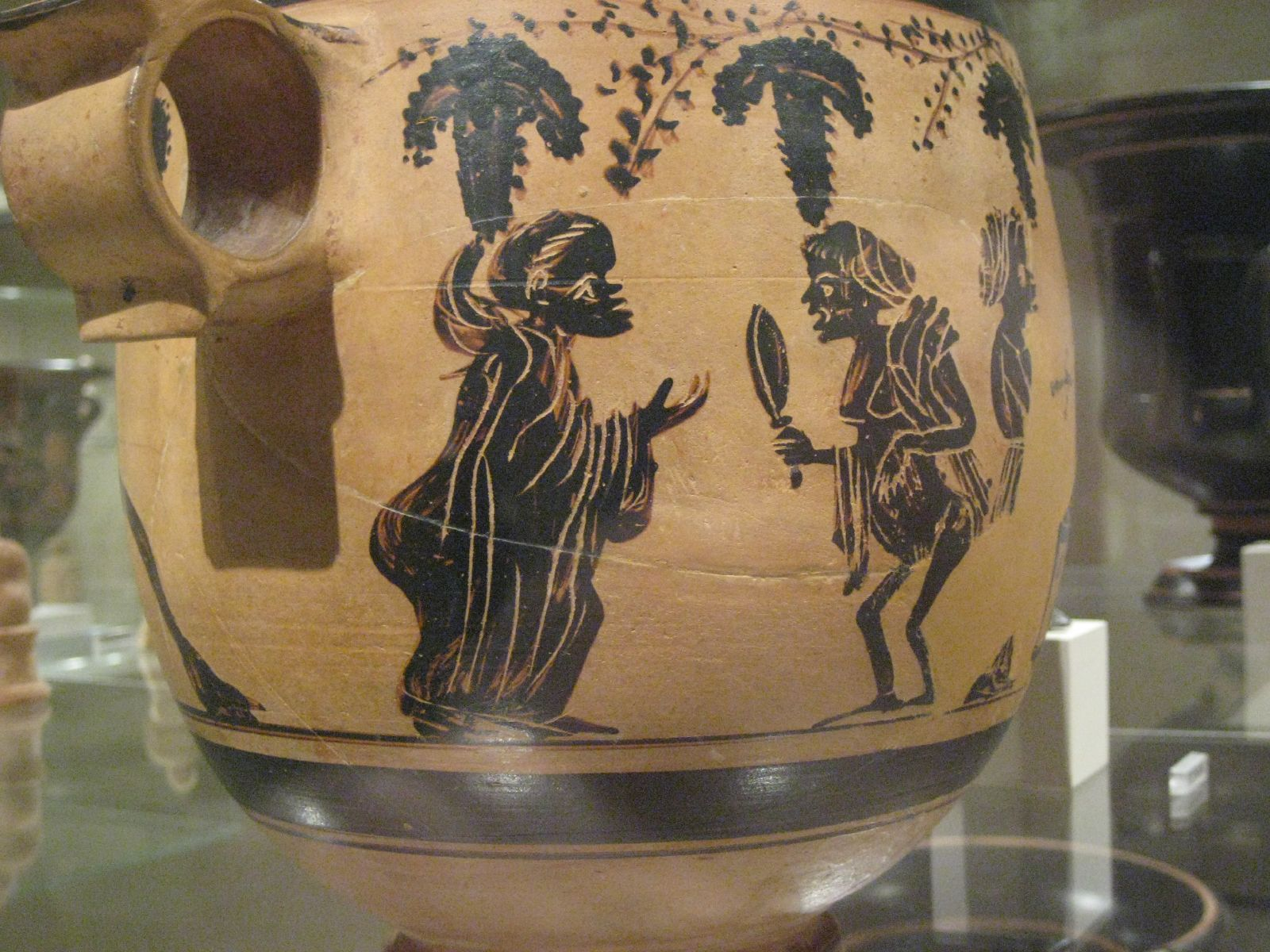
Urteil des Paris auf einem Skyphos der Kabiren-Gruppe (Weinranken-Gruppe), Mitte des 4. Jahrhunderts v. Chr., heute im Metropolitan Museum of Art

Vom 6. bis ins 4. Jahrhundert v. Chr. wurden in Böotien schwarzfigurige Vasen produziert. Noch im frühen 6. Jahrhundert v. Chr. verwendeten viele böotische Maler die orientalisierende Umrisstechnik. Danach orientieren sie sich besonders eng an der attischen Produktion. Manchmal fällt eine Unterscheidung und Zuweisung zu einer der beiden Regionen schwer, auch kann es zu Verwechslungen mit korinthischer Keramik kommen. Nicht selten werden attische und korinthische Vasen von minderer Keramik als böotische Werke deklariert. Häufig wurden gute böotische Vasen zunächst als attisch, schlechte attische Vasen aber fälschlicherweise für böotisch gehalten. Es gab wohl einen Austausch von Fachkräften mit Attika, mindestens einmal ist nachgewiesen, dass ein attischer Töpfer nach Böotien auswanderte (Maler der Dresdener Lekanis, möglicherweise auch der Tokra-Maler, unter den Töpfern sicher Teisias der Athener). Wichtigste Motive sind Tierfriese, Symposien und Komasten. Mythenbilder sind eher selten; wenn sie vorkommen, wird meist Herakles oder Theseus gezeigt. Für das späte 6. Jahrhundert und das 5. Jahrhundert ist ein silhouettenartiger Stil vorherrschend. Bemalt werden vor allem Kantharoi, Lekaniden, Schalen, Teller und Kannen. Wie in Athen gibt es Lieblingsinschriften (Kalos-Inschriften). Besonders gern stellten böotische Töpfer plastische Gefäße her, zudem Kantharoi mit plastischen Ansätzen und Dreifuß-Pyxiden. Aus Athen werden auch Lekanis, Schale und Halsamphora übernommen. Der Malstil wirkt häufig komisch, gezeigt werden bevorzugt Komasten und Satyrn.
Zwischen 425 und 350 v. Chr. waren die Kabiren-Vasen der schwarzfigurige Hauptstil in Böotien. Meist handelte es sich dabei um eine tiefe Mischform zwischen Kantharoi und Skyphoi mit vertikalen Ringhenkeln, daneben Lebetes, Schalen und Pyxiden. Sie wurden nach ihren Hauptfundort, dem Kabirenheiligtum nahe Theben benannt. Die Bilder zeigen den dortigen Kult. Die meist nur auf der Vorderseite bemalten Vasen karikieren in humorig-überzeichneter Form mythologische Begebenheiten, manchmal sind auch Komosszenen dargestellt, die wohl in direktem Bezug zum Kult stehen.

### Euböa

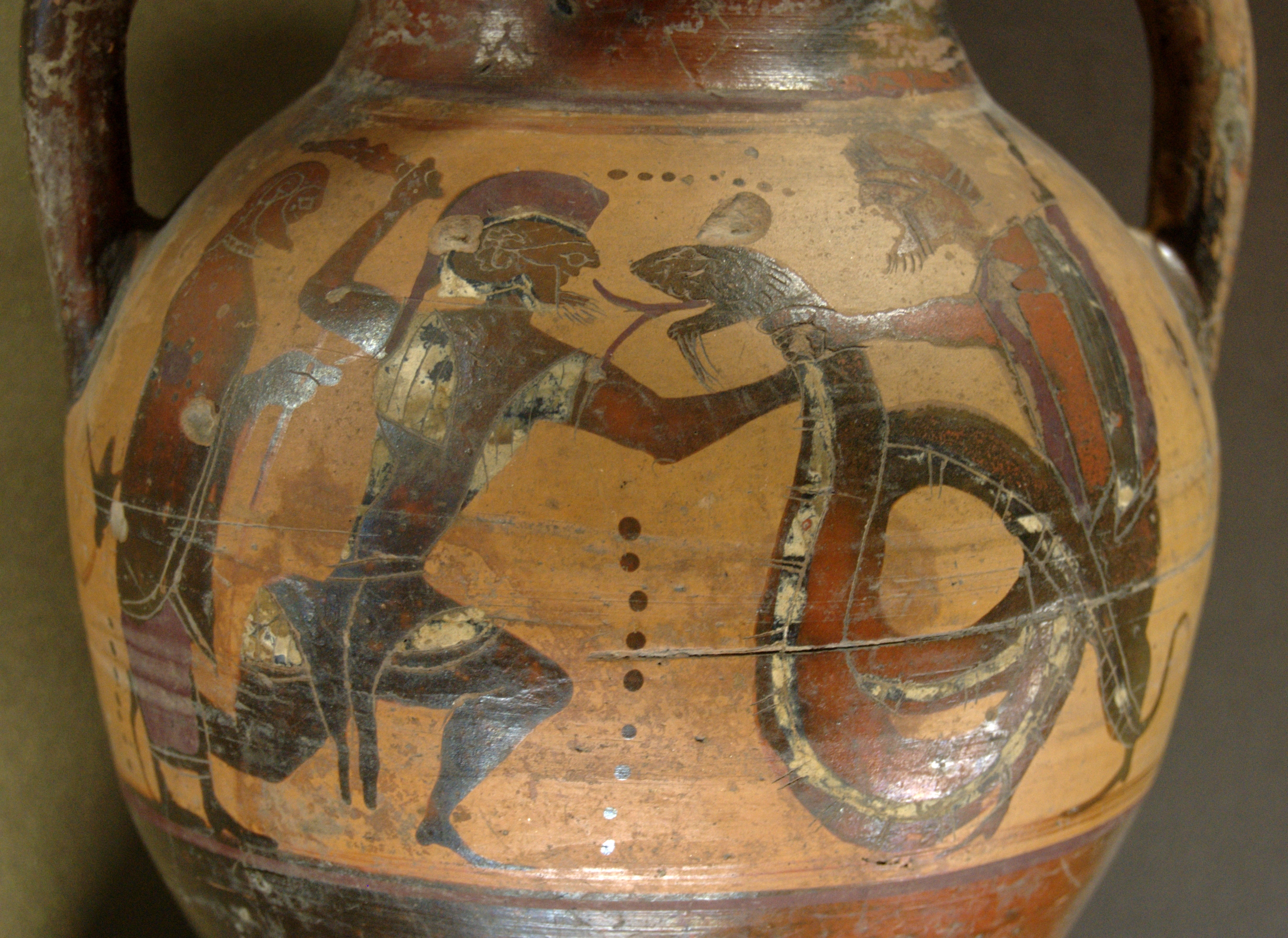
Kadmos und der Drache auf einer Bauchamphora, um 560/550 v. Chr, heute im Louvre

Auch die schwarzfigurige Vasenmalerei Euböas wurde von Korinth und vor allem von Attika beeinflusst. Die Abgrenzung zu attischen Vasen ist nicht immer einfach. In der Forschung wird davon ausgegangen, dass der Großteil der Keramik in Eretria hergestellt wurde. Es wurden vor allem Amphoren, Lekythen, Hydrien und Teller bemalt. Großformatige Amphoren wurden meist als Bildträger für mythische Szenen, etwa die Abenteuer des Herakles oder das Parisurteil, genutzt. Die großen Amphoren, die sich von Formen aus dem 7. Jahrhundert v. Chr. ableiten, haben konische Lippen und zeigen meist Bilder mit Hochzeitsbezug. Es handelte sich dabei offensichtlich um Grabvasen, die für Kinder gefertigt wurden, die vor ihrer Hochzeit verstorben waren. Typisch für die schwarzfigurige Keramik aus Eretria war die zurückhaltende Nutzung von Ritzungen und die reguläre Verwendung von Deckweiß für die floralen Ornamente. Neben Bildern, die sich an Attika orientierten, wurden auch wildere Bilder, etwa die Vergewaltigung eines Rehs durch einen Satyr oder Herakles mit Kentauren und Dämonen, gezeigt. Die Vasen der Delphin-Gruppe wurden früher als attisch angesehen, gelten heute aber als euböisch. Doch entspricht ihr Ton keiner bekannten Quelle Eretrias. Möglicherweise ist sie in Chalkis produziert worden.
Bei einigen schwarzfigurigen Regionalstilen ist die Herkunft umstritten. So ist die Chalkidische Vasenmalerei zunächst nach Euböa verwiesen worden, mittlerweile geht man eher von einer Fertigung in Italien aus.

### Ostgriechenland
In kaum einer anderen griechischen Region sind die Grenzen zwischen orientalisierendem und schwarzfigurigem Stil so fließend wie in der ostgriechischen Vasenmalerei. Bis etwa 600 v. Chr. wurde nur mit Umrisszeichnungen und Aussparungen gearbeitet, dann setzte von Nordionien kommend während der Spätphase des orientalisierenden Stils die Verwendung von Ritzzeichnungen ein. Der bis dahin vorherrschende Tierfriesstil war durchaus dekorativ, bot aber kaum Möglichkeiten zur technischen und gestalterischen Weiterentwicklung. Vor allem in Ionien bildeten sich regionale Stile heraus.

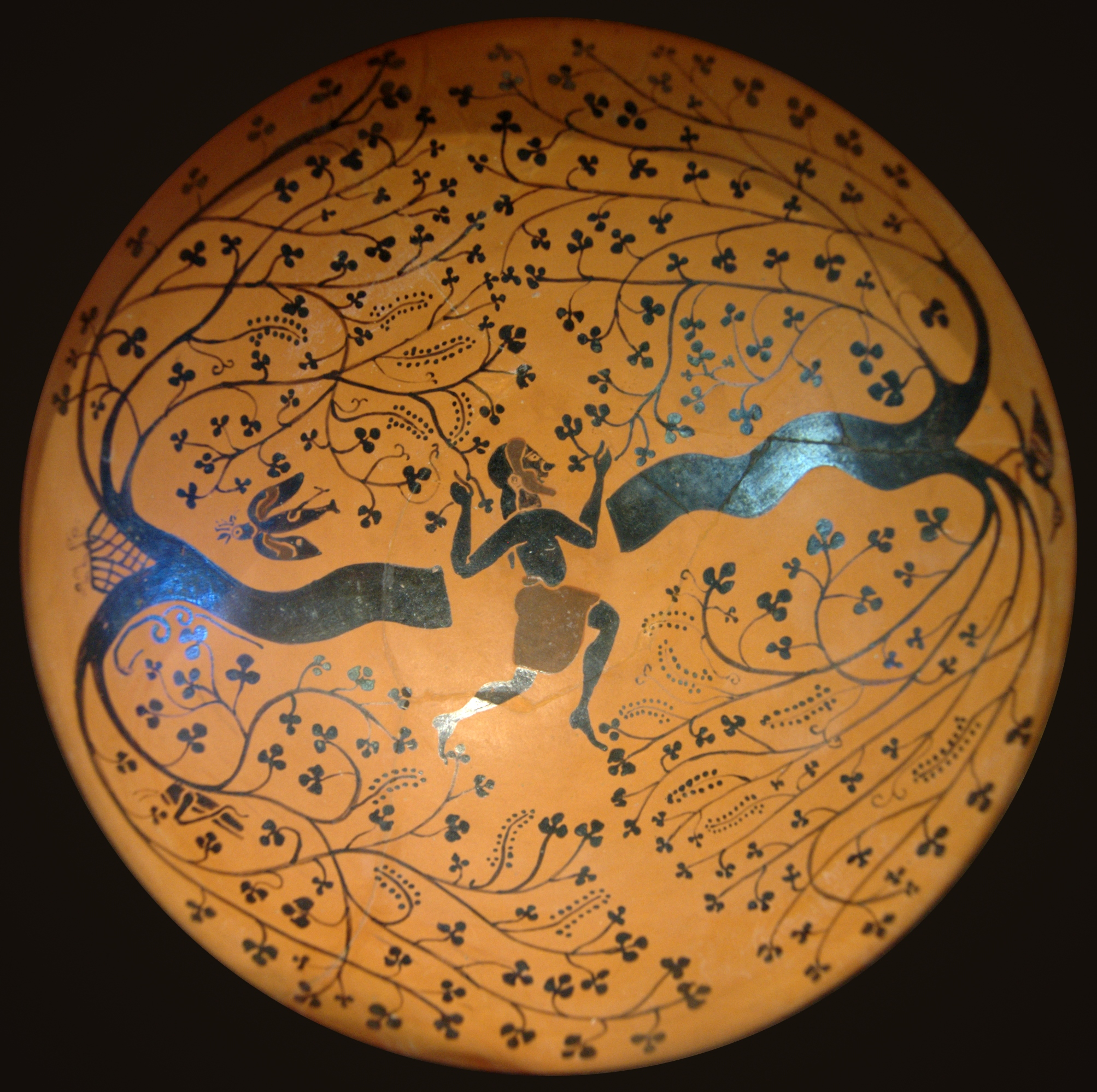
„Vogelfänger-Schale“, ionische Schale, um 550 v. Chr.

In der Endphase des Wilderziegenstils (Wild Goat) imitierten nordionische Künstler – eher qualitativ schlecht – korinthische Vorbilder. Doch schon im 7. Jahrhundert wurden in Ionien hochwertige Vasen produziert. Seit etwa 600 v. Chr. wurde der schwarzfigurige Stil ganz oder als Teil der Verzierung von Vasen verwendet. Neben den sich entwickelnden Regionalstilen in Klazomenai, Ephesos, Milet, Chios und Samos gab es vor allem in Nordionien nicht genauer lokalisierbare Stile. Weit verbreitet waren Salbölgefäße nach dem lydischen Vorbild (Lydion), die meist jedoch nur mit Streifen verziert sind. Daneben gibt es auch originelle Bilder, etwa einen Skythen mit einem baktrischen Kamel oder einen Satyr und Widder. Bei einigen Stilen ist die Zuweisung sehr umstritten. So weist die Northampton-Gruppe starke ionische Einflüsse auf, doch ist sie wohl – möglicherweise durch Einwanderer aus Ionien – in Italien geschaffen worden.

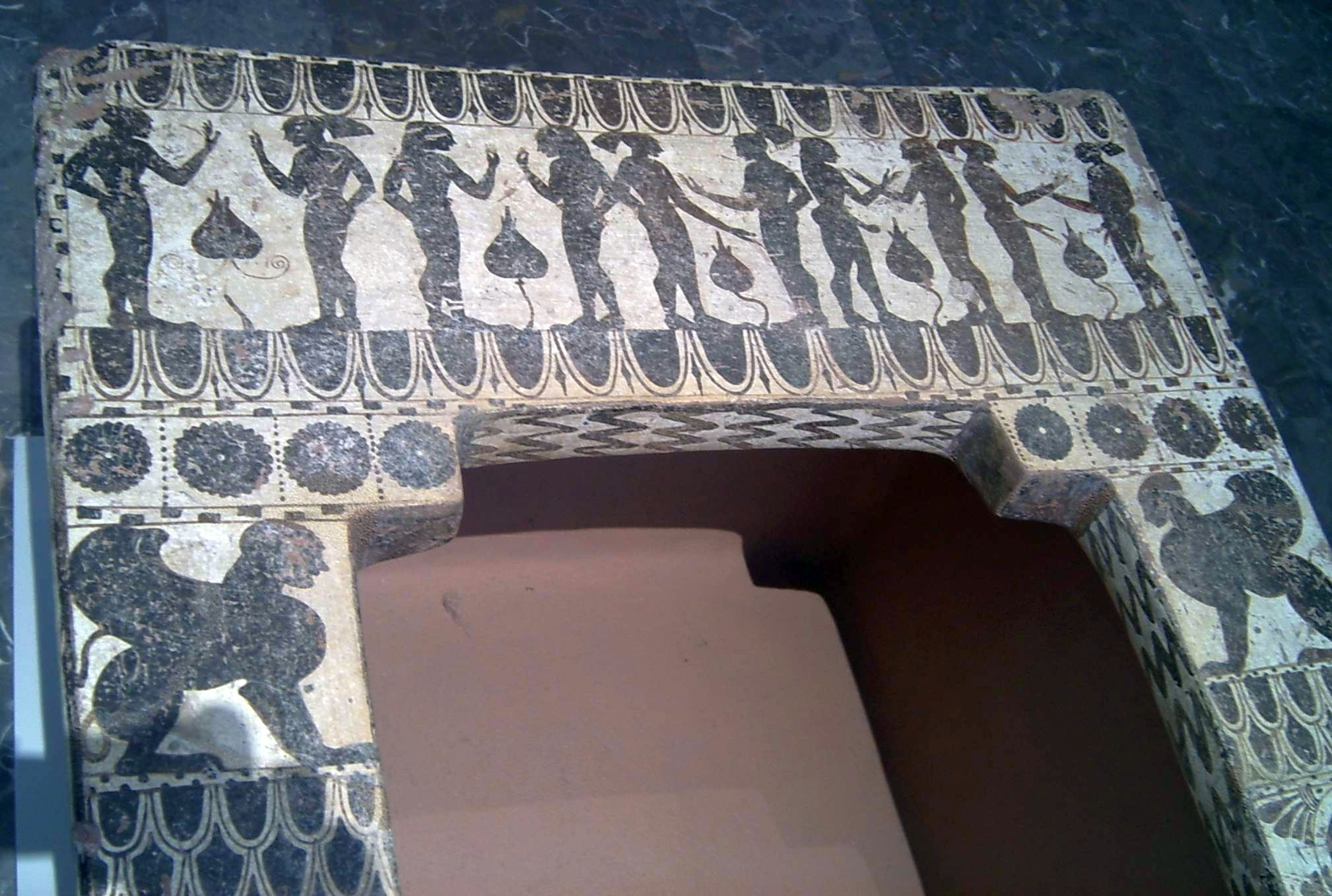
Kopfteil eines klazomenischen Sarkophages aus Klazomenai mit der Darstellung einer homoerotischen Szene adeliger Jünglinge, um 515/510 v. Chr., heute in der Antikensammlung Berlin

In Klazomenai bemalte man zur Mitte des 6. Jahrhunderts v. Chr. (etwa 550 bis 530 v. Chr.) vor allem Amphoren und Hydrien sowie tiefe Schüsseln mit flächigen, kantig wirkenden Figuren. Die Gefäße sind wenig elegant gearbeitet. Gerne werden Frauenreigen oder Tiere abgebildet. Führende Werkstätten waren die des Tübingen-Malers, des Petrie-Malers und der Urla-Gruppe. Der Großteil der Vasen wurde in Naukratis und im 525 v. Chr. aufgegebenen Tell Defenneh gefunden. Die Herkunft war zunächst unklar, Robert Zahn erkannte durch Vergleiche mit den Bildern auf Klazomenischen Sarkophagen die Herkunft. Nicht selten wurde Keramik mit plastischen Frauenmasken verziert. Mythologische Szenen werden selten gezeigt, beliebt sind Schuppenornamente, Reihen weißer Punkte und steif wirkende Frauenreigen. Singulär und ungewöhnlich war die Darstellung eines Herolds vor einem König und einer Königin. Kennzeichnend für Männer waren im Allgemeinen gewaltige Spatenbärte. Schon seit 600, bis etwa 520 v. Chr., wurden wahrscheinlich in Klazomenai die Rosettenschalen, Nachfolger der Ostgriechischen Vogelschalen hergestellt.
Die samische Keramik tritt erstmals um 560/550 v. Chr. mit Formen hervor, die sie von der attischen Keramik übernommen hat. Es handelt sich dabei um Kleinmeister-Schalen und Kantharoi in Gesichtsform. Die Bemalung ist präzise und dekorativ. Samos war neben Milet und Rhodos eines der Hauptzentren der Produktion von Vasen im Wilderziegenstil.
Besonders bekannt ist die Rhodische Vasenmalerei für ihre Rhodischen Teller. Sie werden in polychromer Technik bemalt, manche Details wurden wie bei der schwarzfigurigen Malerei geritzt. Um 560 bis 530 v. Chr. herrschen an ägyptischen Vorbildern orientierte Situlen vor. Sie zeigen sowohl griechische Themen, beispielsweise Typhoeus, als auch altägyptische Bilder wie Ägyptische Hieroglyphen und ägyptische Sportarten.

### Italien einschließlich Etrurien

#### Caeretaner Hydrien

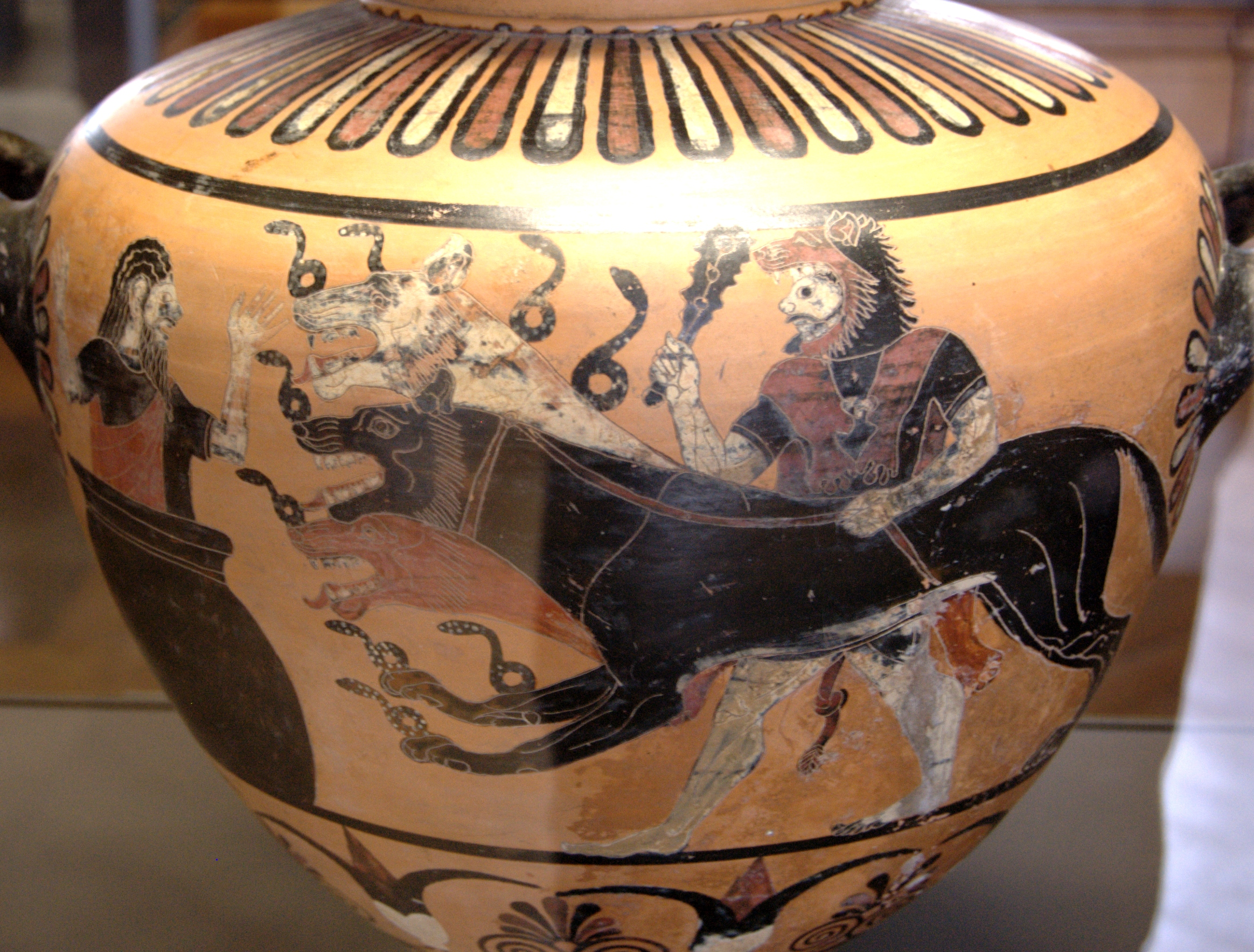
Herakles, Kerberos und Eurystheus auf einer Hydria des Adler-Malers; um 525 v. Chr., heute im Louvre

Als Caeretaner Hydrien bezeichnet man eine besonders farbenfrohe Stilrichtung der schwarzfigurigen Vasenmalerei. Über die Herkunft der Gefäße wird in der Forschung gestritten. In den letzten Jahren setzte sich mehr und mehr die Ansicht durch, dass es sich bei den Produzenten der Vasen um zwei aus dem ostgriechischen Raum nach Caere in Etrurien eingewanderte Töpfermaler handelt. Aufgrund ihrer Bemalung wurden die Vasen lange Zeit als etruskisch oder korinthisch angesehen. Doch Beischriften in ionischem Griechisch stützten die Theorie der Einwanderung. Ihre Werkstatt hatte nur eine Generation Bestand. Heute sind etwa 40 Vasen des Stils bekannt, die die beiden Meister produziert haben. Alle sind abgesehen von einem Alabastron Hydrien. Keine von ihnen wurde außerhalb Etruriens gefunden, der Großteil in Caere. Nach dem Ort haben sie auch ihre Namen. Die Vasen werden etwa in die Zeit zwischen 530 und 510/500 v. Chr. datiert. An die Caeretaner Hydrien schließen sich stilistisch mit Streifen bemalte Halsamphoren an.

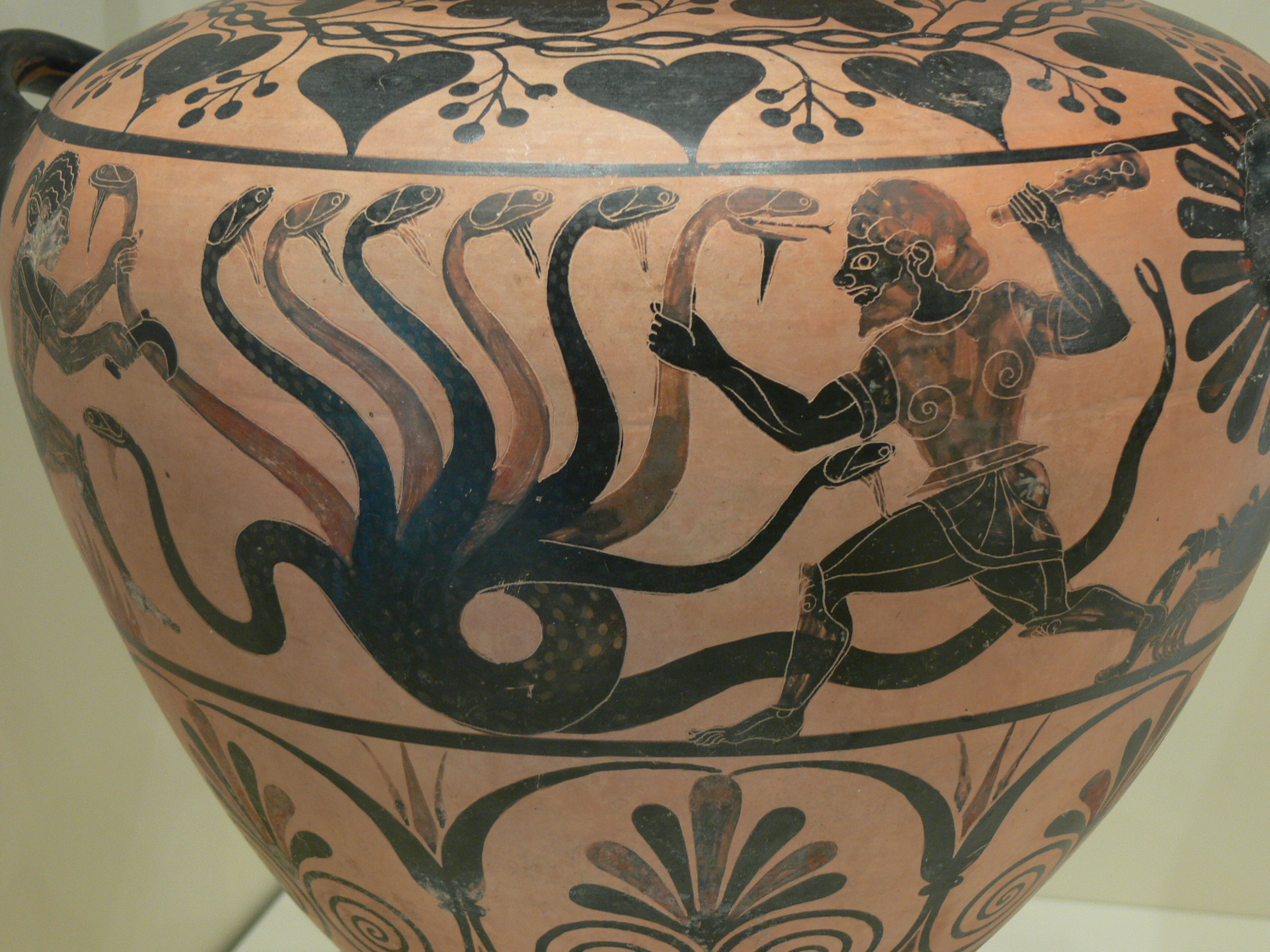
Herakles im Kampf mit der Lernäischen Hydra auf einer Caeretaner Hydria des Adler-Malers; um 525 v. Chr.; J. Paul Getty Museum, Malibu, Inv. 83.AE.346

Die technisch eher minderwertigen Hydrien haben eine Höhe von 40 bis 45 Zentimetern. Die Vasenkörper haben abgesetzte, hohe und weit ausladende Hälse, breite Schultern und niedrige Ringfüße in Form umgedrehter Kelche. Nicht wenige der Hydrien sind verformt oder weisen Fehlbrände auf. Die Bemalung des Körpers gliederte sich in vier Zonen: Schulter, eine figürliche und eine ornamentale Bauchzone sowie ein unteres Ende. Abgesehen von der figürlichen Bauchzone waren alle Zonen ornamental verziert. Nur einmal ist bekannt, dass zwei figürliche Bauchfriese aufgebracht wurden. In ihrer Vielfarbigkeit unterscheidet sich diese Gattung von allen anderen schwarzfigurigen Stilformen. Der Stil erinnert an die ionische Vasenmalerei und an in Ägypten gefundene, vielfarbig bemalte Holztafeln. Männer können mit roter, schwarzer oder weißer Haut gezeigt werden, Frauen sind fast immer durch Deckweiß gekennzeichnet. Die Konturen wie auch die Details sind wie beim schwarzfigurigen Stil üblich eingeritzt. Flächen aus schwarzem Glanzton wurden des Öfteren mit einer weiteren farbigen Schicht Glanzton überzogen, so dass bei Ritzungen der schwarze Glanzton zur Binnenzeichnung wurde. Auf der Vorderseite sind die Darstellungen immer bewegt, auf der Rückseite häufiger heraldisch angelegt. Die Ornamente sind wichtiger Bestandteil der Hydrien, sie treten nicht hinter die anderen Motive zurück. Für die Ornamente wurden Schablonen verwendet. Sie sind nicht geritzt.
Die Maler werden Busiris-Maler und Adler-Maler genannt. Letzterer gilt als der führende Vertreter des Stils. Sie hatten ein besonderes Interesse an mythologischen Stoffen, die meist auch einen östlichen Einfluss zeigen. Auf der Namenvase des Busiris-Malers trampelt Herakles den mythischen ägyptischen Pharao Busiris nieder. Auch sonst ist häufig Herakles dargestellt. Daneben gibt es Bilder aus dem täglichen Leben. Es werden auch seltene Bilder gezeigt, so Keto, die von einer weißen Robbe begleitet wird.

#### Pontische Vasen

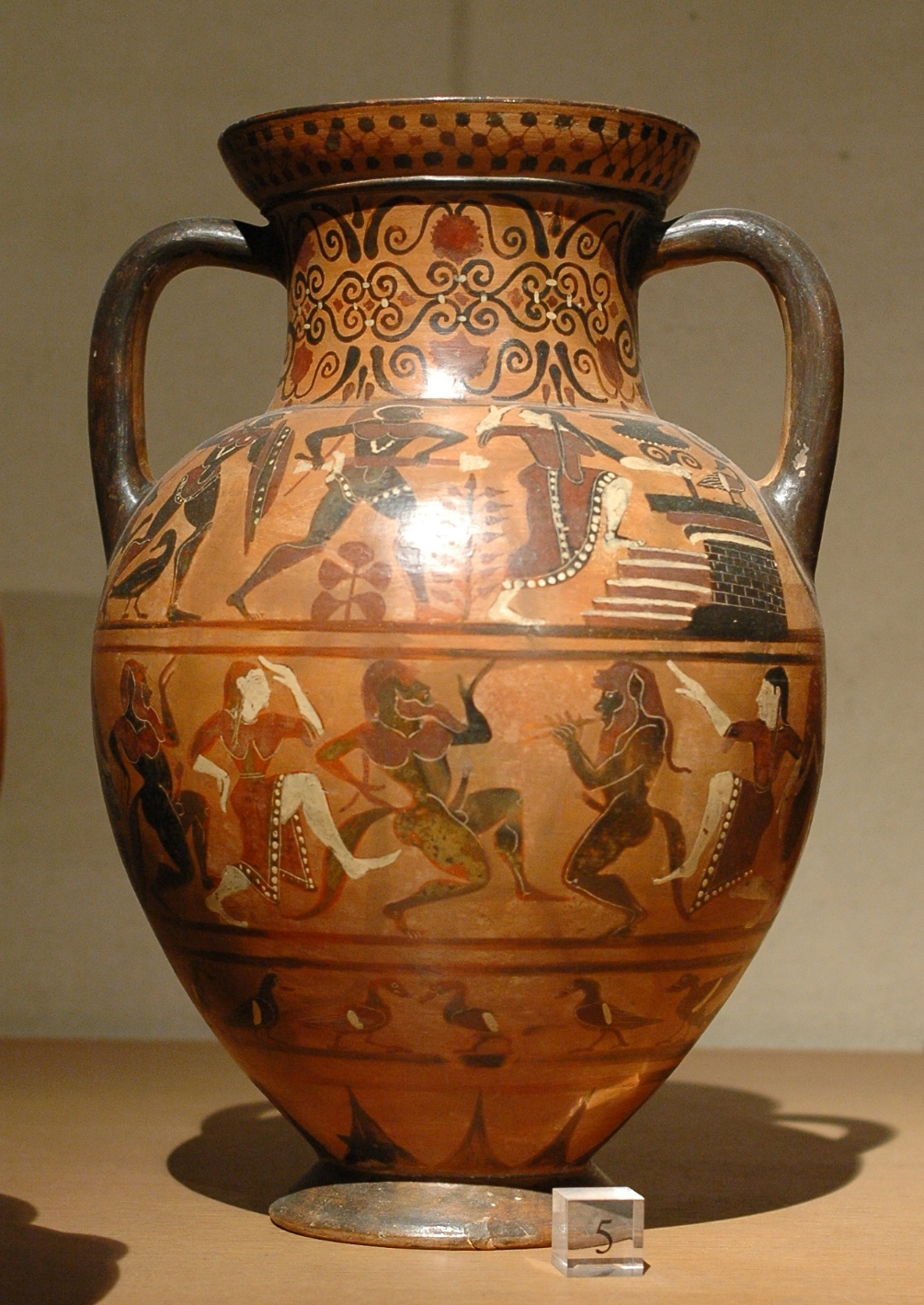
Diomedes und Polyxena, Pontische Amphora des Silenus-Malers, um 540/530 v. Chr.; gefunden in Vulci; heute im Louvre

Auch die Pontischen Vasen sind stilistisch der ionischen Vasenmalerei nahe verwandt. Auch bei ihnen wurde angenommen, dass sie in etruskischen Werkstätten von aus Ionien eingewanderten Handwerkern hergestellt wurden, diese Sichtweise ist mittlerweile stark umstritten. Den irreführenden Namen bekamen die Vasen aufgrund der Darstellung von Bogenschützen auf einer Vase, die man für Skythen hielt, die am Schwarzen Meer (Pontus) lebten. Der Großteil der Vasen wurde in Gräbern in Vulci gefunden, ein weiterer beträchtlicher Teil in Cerveteri. Leitform war die Halsamphora, die auffallend schlank gebaut war. Sie sind Tyrrhenischen Amphoren sehr ähnlich. Andere Formen waren Oinochoen mit Spiralhenkeln, Dinoi, Kyathos, Teller und hochfußige Becher, seltener Kantharos oder andere. Der Aufbau Pontischer Vasen gleicht sich. Im Allgemeinen haben sie auf dem Hals einen ornamentalen Schmuck, auf der Schulter folgte figürlicher, darauf folgte ein weiteres Ornamentband, dem sich ein Tierfries und schließlich ein Strahlenkranz anschloss. Fuß, Hals und Henkel sind schwarz. Auffällig ist der hohe Stellenwert der Ornamente. Manchmal werden Gefäße rein ornamental verziert. Der Ton der Vasen ist gelblich-rot, der Glanzton, mit dem die Vasen überzogen wurden, war schwarz bis bräunlich-rötlich, ist von hoher Qualität und glänzt metallisch. Rote und weiße Deckfarbe wurde ausgiebig für Figuren und die Ornamente verwendet. Tiere wurden meist mit einem weißen Streifen auf dem Bauch verziert. Die Ornamente sind häufig eher nachlässig gestaltet worden. Die Forschung hat bis heute sechs Werkstätten erkannt. Als früheste und beste gilt die des Paris-Malers. Gezeigt werden mythologische Figuren, darunter ein wie in Ostgriechenland üblicher bartloser Herakles. Manchmal finden sich Szenen außerhalb der griechischen Mythologie, etwa Herakles im Kampf gegen Iuno Sospita des Paris-Malers oder ein Wolfsdämon des Tityos-Malers. Daneben wurden Szenen aus dem Alltag, Komasten und Reiter gemalt. Die Vasen werden in die Zeit zwischen 550 und 500 v. Chr. datiert. Es sind heute etwa 200 Vasen bekannt.

#### Etrurien

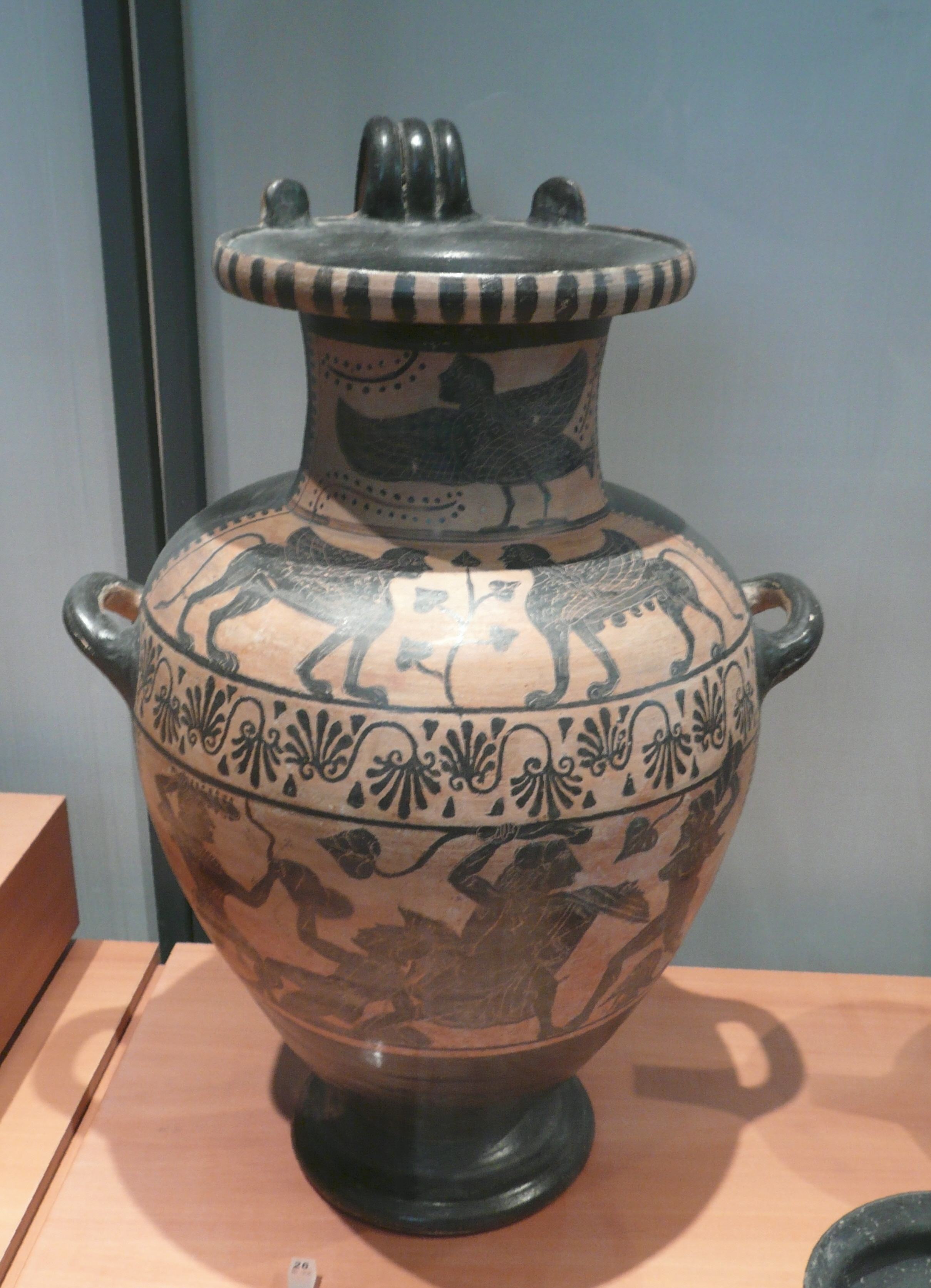
Etruskisch-schwarzfigurige Hydria

Eine eigene Produktion etruskischer Vasen setzte wohl im 7. Jahrhundert v. Chr. ein. Die Vasen orientierten sich zunächst an schwarzfigurigen Vorbildern aus Korinth und Ostgriechenland. Es wird angenommen, dass in der Frühphase vor allem griechische Einwanderer die Produzenten waren. Der erste bedeutende Stil war die Pontische Vasenmalerei. Danach folgten in der Zeit zwischen 530 und 500 v. Chr. der Micali-Maler und dessen Werkstatt. Zu dieser Zeit orientierten sich etruskische Künstler schon eher an attischen Vorbildern. Sie schufen vor allem Amphoren, Hydrien und Kannen. Diese zeigen meist Komasten, Symposien und Tierfriese. Seltener sind es Mythenbilder, die allerdings sehr sorgfältig gestaltet werden. Der schwarzfigurige Stil endete um 480 v. Chr. Zuletzt entwickelte sich der Stil manieristisch und hin zu einer wenig sorgfältigen Silhouettentechnik.

#### Chalkidische Keramik

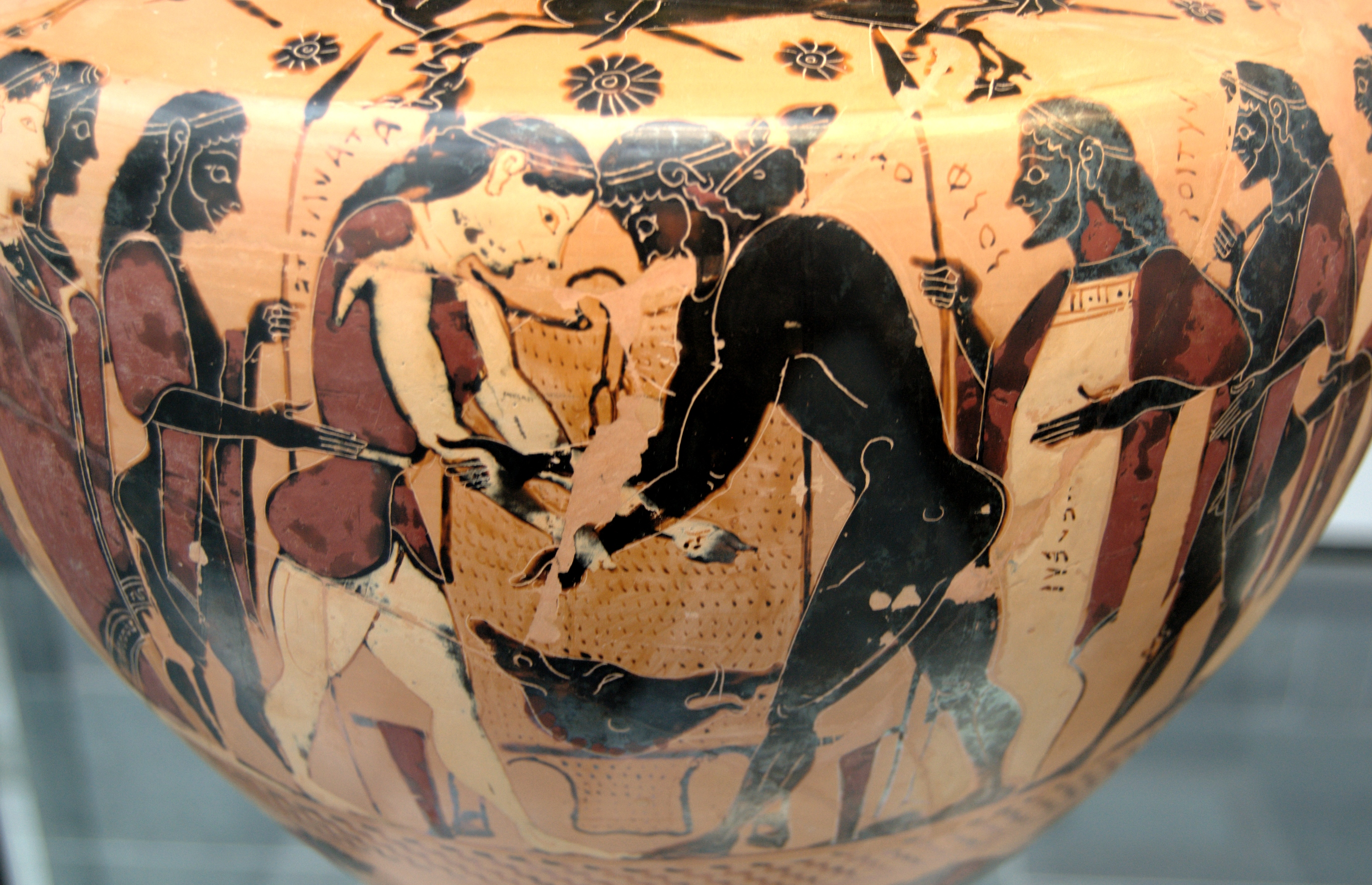
Ringkampf von Peleus und Atalante bei den Leichenspielen für König Pelias; Hydria des Inschriften-Malers; um 550 v. Chr.; heute in den Staatlichen Antikensammlungen München

Die Chalkidische Vasenmalerei wurde nach mythologischen Beischriften benannt, die manchmal in chalkidischer Schrift aufgebracht waren. Deshalb vermutete man die Herkunft der Keramik zunächst auf Euböa. Mittlerweile geht man davon aus, dass die Keramik in Rhegion, vielleicht auch in Caere, hergestellt wurde. Endgültig ist die Frage bis heute jedoch nicht geklärt. Beeinflusst wurde die Chalkidische Vasenmalerei von der attischen, korinthischen und vor allem der ionischen Vasenmalerei. Die Fundorte liegen in Italien (Caere, Vulci und Rhegion), aber auch an anderen Stellen des westlichen Mittelmeeres.

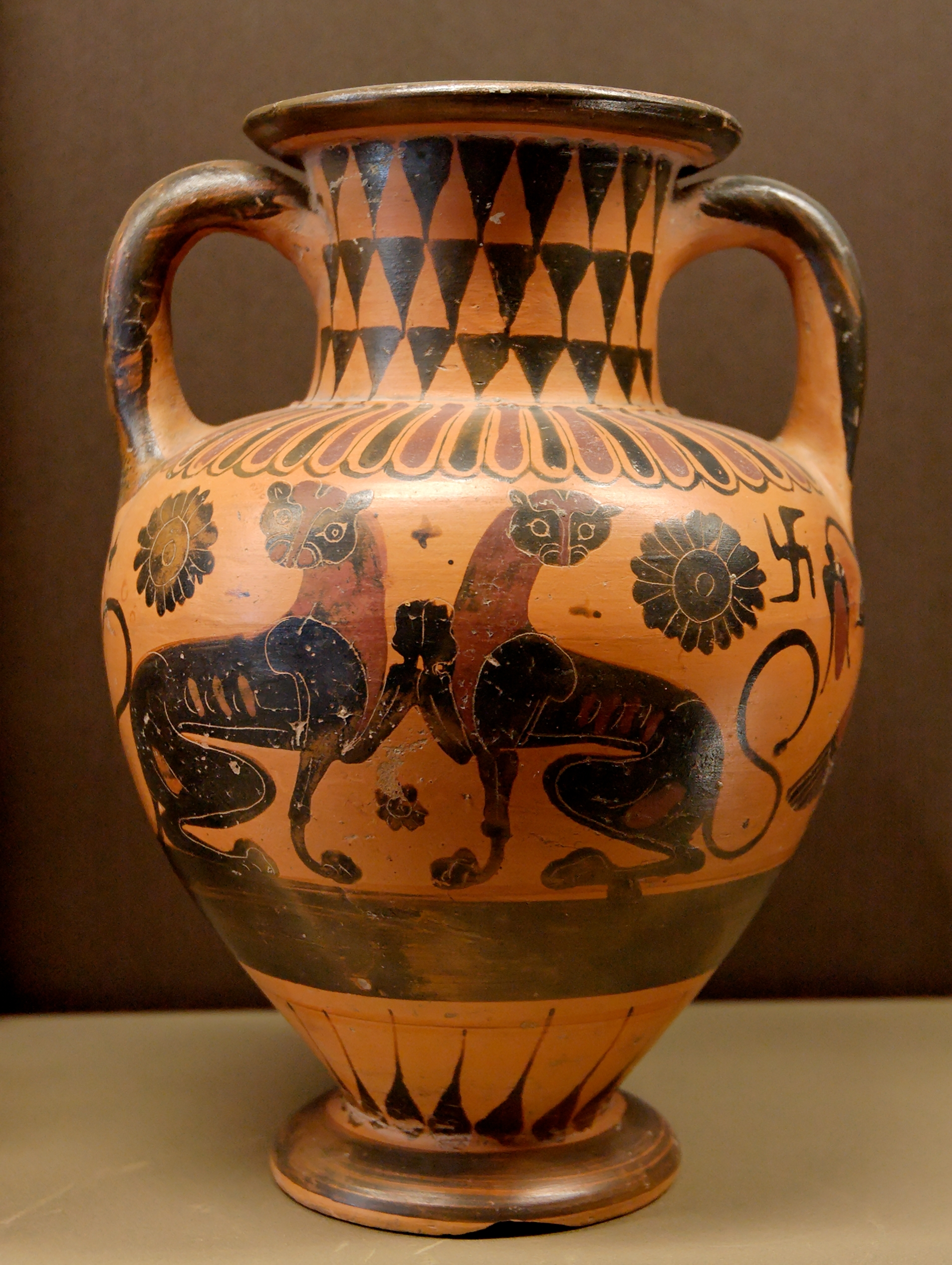
Tiere auf der Rückseite einer Halsamphora der Gruppe der Leipziger Amphora, um 560/540 v. Chr.; gefunden in Reggio di Calabria, heute im Louvre

Die Produktion der Chalkidischen Vasen setzt unvermittelt um 560 v. Chr. ein. Vorläufer konnten bislang nicht ausgemacht werden. Schon nach 50 Jahren, gegen 510 v. Chr., endete sie wieder. Es sind heute etwa 600 erhaltene Vasen bekannt. 15 Maler oder Malergruppen sind bislang erkannt. Kennzeichnend für die Vasen ist eine ausgezeichnete Qualität der Töpferarbeiten. Der Glanzton, mit dem sie überzogen wurden, ist im Allgemeinen nach dem Brand tiefschwarz. Der Ton hat einen orangen Farbton. Bei der Bemalung werden rote und weiße Deckfarben großzügig verwendet, ebenso Ritzungen zur Binnenzeichnung. Leitform ist die Halsamphora, die ein Viertel aller bekannten Vasen ausmacht, hinzu kommen Augenschalen, Oinochoen und Hydrien, seltener sind andere Gefäße. Lekaniden und Tassen nach etruskischem Vorbild sind Ausnahmen. In der Konstruktion wirken die Vasen straff und streng. Kennzeichnend ist der „chalkidische Schalenfuß“. Er wird manchmal bei schwarzfigurigen Vasen in Attika, seltener bei rotfigurigen Vasen, nachgeahmt (Chalkidisierende Schale).
Bedeutendster Vertreter unter den erkannten Künstlern ist in der älteren Generation der Inschriften-Maler, unter den jüngeren Vertretern der Phineus-Maler. Ersterer ist vermutlich der Erfinder des Stils; der sehr produktiven Werkstatt des Letzteren werden allein etwa 170 der bekannten Vasen zugeschrieben. Er ist wahrscheinlich auch der letzte Vertreter des Stils. Die Bilder wirken meist eher dekorativ als narrativ. Gezeigt werden Reiter, Tierfriese, heraldische Bilder oder Menschengruppen. Häufig gehört ein großes Lotus-Palmetten-Kreuz zum Bild. Nur selten werden Mythenbilder gezeigt, die dann jedoch im Allgemeinen von besonders herausragender Qualität sind.

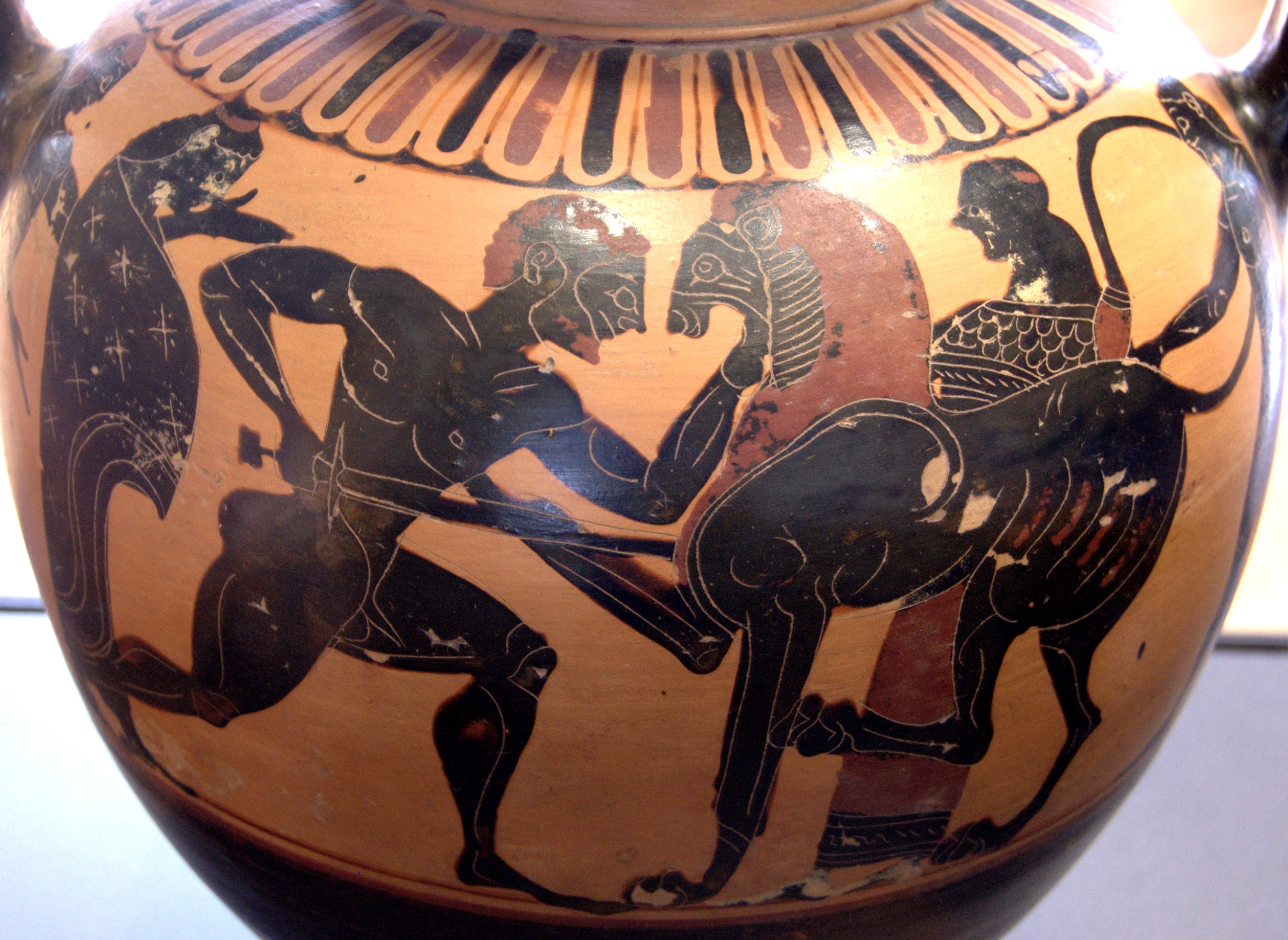
Herakles tötet den Nemëischen Löwen, Vorderseite einer Pseudo-Chalkidischen Halsamphora der Polyphem-Gruppe, um 560/540 v. Chr.; gefunden in Reggio di Calabria; heute im Louvre

Auf die Chalkidische Vasenmalerei folgt die Pseudo-Chalkidische Vasenmalerei. Sie lehnt sich stark an die Chalkidische an, weist aber auch starke Bezüge zur attischen und korinthischen Vasenmalerei auf. So benutzen die Künstler hier nicht das chalkidische, sondern das ionische Alphabet für Beischriften. Zudem weisen die Vasen eine andere Tonbeschaffenheit auf. Heute sind etwa 70 Vasen der Gattung bekannt, die erstmals von Andreas Rumpf zusammengestellt wurde. Möglicherweise sind die Kunsthandwerker Nachfolger der Chalkidischen Vasenmaler und Töpfer, die nach Etrurien einwanderten.
Die Pseudo-Chalkidische Vasenmalerei lässt sich in zwei Gruppen aufteilen. Die ältere der beiden Gruppen ist die Polyphem-Gruppe. Sie hat auch den größeren Teil der erhaltenen Werke gefertigt. Sie schufen vor allem Halsamphoren und Oinochoen. Meist werden Tiergruppen gezeigt, selten Mythenbilder. Die Gefäße wurden in Etrurien und auf Sizilien, aber auch in Marseille und Vix gefunden. Die jüngere und weniger produktive Memnon-Gruppe, der derzeit 12 Gefäße zugeschrieben werden, hatte einen weitaus kleineren Verbreitungsraum, der sich ausschließlich auf Etrurien und Sizilien beschränkte. Bis auf eine Oinochoe produzierten sie nur Halsamphoren, die zumeist mit Tieren und Reitern bemalt wurden.

#### Andere

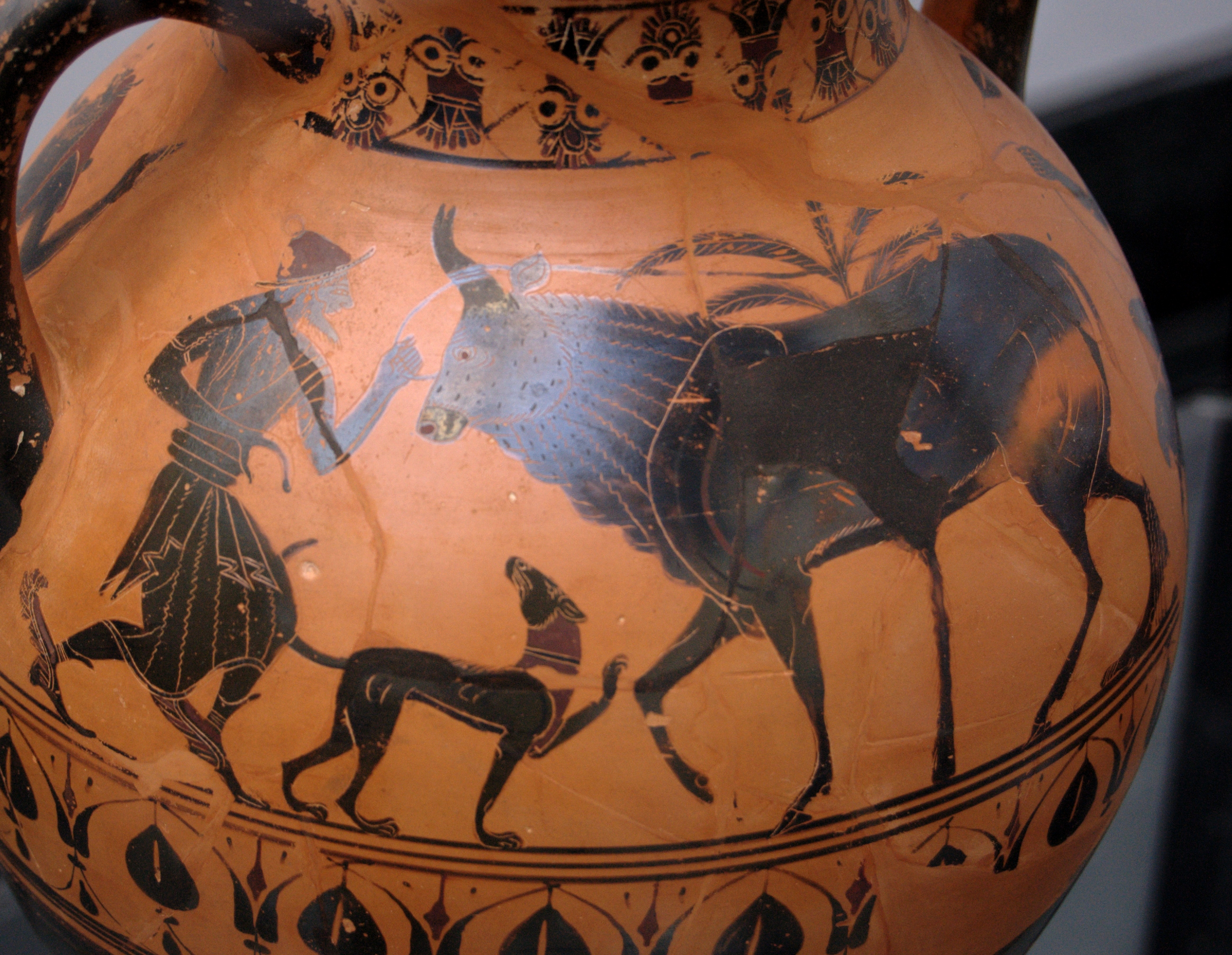
Bauchamphora der Northampton-Gruppe, Befreiung der Io (in Gestalt einer Kuh) durch den herbeieilenden Hermes, um 540/530 v. Chr.; gefunden in Italien; heute in den Staatlichen Antikensammlungen in München

Die Vasen der Northampton-Gruppe waren abgesehen von einer einzelnen Bauchamphora durchweg kleine Halsamphoren. Sie stehen stilistisch der nordionischen Vasenmalerei sehr nahe. Allerdings wurden sie wahrscheinlich nicht in Ionien, sondern in Italien, wohl in Etrurien, um das Jahr 540 v. Chr. produziert. Es handelt sich bei den Vasen der Gruppe um qualitativ sehr hochwertige Produkte. Sie zeigen reiche Ornamentalbemalung und zum Teil wissenschaftlich sehr interessante Bilder, darunter einen Fürsten mit Pferden und einen Kranichreiter. Ihnen stehen die Werke der Gruppe der Campana-Dinoi und die sogenannte Northampton-Amphora nahe, deren Ton dem von Caeretaner Hydrien entspricht. Nach der Northampton-Amphora wurde die Northampton-Gruppe benannt. Die runden, mit Tierfriesen bemalten Campana-Hydrien erinnern an böotische und euböische Vorbilder.

### Andere Regionen
Selten sind Alabastren mit zylindrischem Körper von Andros oder die Lekanen von Thasos, die an böotische Produkte erinnern, allerdings zwei statt der für Böotien üblichen einzelnen Tierfriese aufweisen. Thasische Teller orientieren sich eher an attischen Vorbildern und sind mit ihren Figurenbildern ambitionierter als die Lekanen. Von der Insel sind auch Imitationen chiotischer Vasen des schwarzfigurigen Stils bekannt. Die lokale schwarzfigurige Keramik von Halai ist ebenfalls sehr selten. Nachdem die Athener Elaious bei den Dardanellen besetzt hatten, entstand auch dort eine lokale schwarzfigurige Keramikproduktion. Die bescheidene Produktion brachte einfache Lekanen mit Bildern in Umrisszeichnung hervor. Sehr wenige Vasen im schwarzfigurigen Stil wurden im keltischen Frankreich hergestellt. Auch sie waren mit an Sicherheit grenzender Wahrscheinlichkeit von griechischen Vasen inspiriert.

## Erforschung und Rezeption
→ Für eine Beschreibung der Erforschung und Rezeption vor dem 19. Jahrhundert siehe die Darstellung im Schwesterartikel Rotfigurige Vasenmalerei, da es keine nennenswerten Unterschiede in der Erforschung beider Stile gab.
Die wissenschaftliche Erforschung der Vasen setzte besonders seit dem 19. Jahrhundert ein. Seit dieser Zeit wurde auch immer häufiger vermutet, dass die Vasen nicht etruskischen, sondern griechischen Ursprungs seien. Vor allem ein von Edward Dodwell 1819 gemachter Fund einer Panathenäischen Preisamphora in Athen nährte diese Vermutung. Der Erste, der den Nachweis führte, war Gustav Kramer in seinem Werk Styl und Herkunft der bemalten griechischen Tongefäße (1837). Jedoch dauerte es noch einige Jahre, bis sich diese Erkenntnis wirklich durchsetzen konnte. Eduard Gerhard veröffentlichte in den Annali dell’Instituto di Corrispondenza Archeologica den Aufsatz Rapporto Volcente, in dem er sich als erster Forscher der systematischen Erforschung der Vasen widmete. Hierzu untersuchte er 1830 die in Tarquinia gefundenen Vasen und verglich sie mit Vasen, die in Attika oder Ägina gefunden wurden. Während seiner Studien konnte Gerhard 31 Maler- und Töpfersignaturen unterscheiden. Bis dahin kannte man nur den Töpfer Taleides.
Der nächste Schritt in der Forschung war die wissenschaftliche Katalogisierung der großen musealen Vasensammlungen. 1854 publizierte Otto Jahn die Vasen der Antikensammlung in München, zuvor wurden schon Kataloge der Vatikanischen Museen (1842) und des British Museum (1851) veröffentlicht. Von besonderem Einfluss war die Beschreibung der Vasensammlung im Antiquarium der Berliner Antikensammlung, die 1885 von Adolf Furtwängler besorgt wurde. Furtwängler ordnete die Gefäße erstmals nach Kunstlandschaften, Technik, Stil, Formen und nach Malstil und hatte damit nachhaltigen Einfluss auf die weitere Erforschung griechischer Vasen. Paul Hartwig versuchte 1893 im Buch Meisterschalen, verschiedene Maler anhand von Lieblingsinschriften, Signaturen und Stilanalysen zu unterscheiden. Edmond Pottier, Konservator des Louvre, initiierte 1919 das Corpus Vasorum Antiquorum. In dieser Reihe werden alle großen Sammlungen weltweit publiziert. Bis heute sind mehr als 300 Bände der Reihe erschienen.
Um die wissenschaftliche Erforschung der attischen Vasenmalerei hat sich ganz besonders John D. Beazley verdient gemacht. Ab etwa 1910 begann er sich mit den Vasen zu beschäftigen und griff dazu auf eine vom Kunsthistoriker Giovanni Morelli für die Untersuchung von Gemälden entwickelte und von Bernard Berenson verfeinerte Methode zurück. Er ging davon aus, dass jeder Maler individuelle Kunstwerke schafft, die auch immer unverkennbar zuzuordnen sind. Dabei wurden bestimmte Details, etwa Gesichter, Finger, Arme, Beine, Knie, Faltenwürfe der Kleider und ähnliches herangezogen. Beazley untersuchte 65.000 Vasen und Fragmente, von denen 20.000 schwarzfigurig waren. 17.000 konnte er im Laufe seiner knapp sechs Jahrzehnte dauernden Studien namentlich bekannten oder über ein System von Notnamen erschlossenen Malern zuweisen, er fasste sie in Malergruppen oder Werkstätten, Umkreise und Stilverwandtschaften zusammen. Er unterschied mehr als 1500 Töpfer und Maler. Kein anderer Archäologe hatte je einen solch prägenden Einfluss auf die Erforschung eines archäologischen Teilgebietes wie Beazley, dessen Analysen noch heute zu weiten Teilen Bestand haben. Beazleys Form der Stilanalyse ist in jüngeren Jahren aber auch wiederholt als zirkulär kritisiert worden. Nach Beazley beschäftigten sich Forscher wie John Boardman oder auch Erika Simon und Dietrich von Bothmer mit den schwarzfigurigen attischen Vasen.
Die grundlegenden Forschungen zur korinthischen Keramik stammen von Humfry Payne. Payne sorgte in den 1930er-Jahren für eine erste stilistische Gliederung, die im Grunde bis heute Bestand hat. Er ordnete die Vasen nach Formen, Dekorationstypen und Themen der Darstellung. Eine Unterscheidung von Malern und Werkstätten erfolgte erst an letzter Stelle. Dabei orientierte sich Payne an Beazleys Methode, legte aber nur einen untergeordneten Wert auf Maler- und Gruppenzuweisungen. Ihm war ein Gerüst zur chronologischen Ordnung wichtiger. Jack L. Benson nahm sich 1953 dieser Aufgabe an und unterschied 109 Maler und Gruppen. Zuletzt fasste Darrell A. Amyx die Forschung 1988 in seinem Werk Corinthian Vase-Painting of the Archaic Period zusammen. In der Forschung wird allerdings grundsätzlich diskutiert, ob die Möglichkeiten der Zuweisung an Malerpersönlichkeiten in der korinthischen Vasenmalerei überhaupt gegeben sind.
Lakonische Keramik war seit dem 19. Jahrhundert in nennenswerter Anzahl aus etruskischen Gräbern bekannt. Zunächst wurde sie jedoch falsch zugeordnet und galt lange Zeit als Produkt aus Kyrene, wo ebenfalls einige der frühesten Funde gemacht wurden. Dank britischer Ausgrabungen, die seit 1906 im Heiligtum der Artemis Orthia von Sparta durchgeführt wurden, wurde schnell die wahre Herkunft erkannt. 1934 fasste Arthur Lane das bekannte Material zusammen und unterschied als erster Archäologe verschiedene Maler. 1956 wurden die Neufunde von Brian B. Shefton untersucht. Er reduzierte die erkennbaren Maler um die Hälfte. 1958 und 1959 wurden weitere wichtige Neufunde aus Tarent veröffentlicht. Zudem fand sich auf Samos eine bedeutende Zahl weiterer Vasen. Conrad M. Stibbe untersuchte alle ihm bekannten 360 Vasen erneut und veröffentlichte seine Erkenntnisse 1972. Er unterschied fünf bedeutende und drei geringere Vasenmaler.
Neben der Erforschung der attischen, korinthischen und lakonischen Vasenmalerei interessierten sich Archäologen auch immer wieder besonders für die kleineren, in Italien ansässigen Stile. Die Caeretaner Hydrien wurden als erstes von Carl Humann und Otto Puchstein erkannt und benannt. Andreas Rumpf und Adolf Kirchhoff, der die Bezeichnung prägte, und andere Archäologen vermuteten die Herkunft der Chalkidischen Keramik fälschlicherweise auf Euböa. Georg Ferdinand Dümmler ist für die falsche Benennung der Pontischen Vasen verantwortlich, die er aufgrund der Darstellung eines Skythen auf einer der Vasen in Pontos vermutete. Mittlerweile wird die Erforschung aller Stile weniger von einzelnen Personen als von einer großen Gruppe internationaler Wissenschaftler getragen.